# Liste der Geotope in Schwaben (Bayern)
Die Liste der Geotope in Schwaben (Bayern) ist eine Zusammenfassung der Geotope im Regierungsbezirk Schwaben (Bayern). Sie bindet folgende Listen der Geotope in oberfränkischen Landkreisen und Städten aus dem Artikelnamensraum ein:
- Liste der Geotope in Kempten (Allgäu)
- Liste der Geotope in Memmingen
- Liste der Geotope im Landkreis Aichach-Friedberg
- Liste der Geotope im Landkreis Augsburg
- Liste der Geotope im Landkreis Dillingen an der Donau
- Liste der Geotope im Landkreis Donau-Ries
- Liste der Geotope im Landkreis Günzburg
- Liste der Geotope im Landkreis Lindau (Bodensee)
- Liste der Geotope im Landkreis Neu-Ulm
- Liste der Geotope im Landkreis Oberallgäu
- Liste der Geotope im Landkreis Ostallgäu
- Liste der Geotope im Landkreis Unterallgäu

Diese Liste ist nicht vollständig. Einige Geotope sind für eine Veröffentlichung nicht geeignet.
| Name                                                             | Bild           | Geotop ID            | Gemeinde / Lage                  | Geologische Raumeinheit                                                                                         | Beschreibung | Fläche m² / Ausdehnung m     | Geologie | Aufschlussart                  | Wert                    | Schutzstatus                                             | Bemerkung                                     |
| ---------------------------------------------------------------- | -------------- | -------------------- | -------------------------------- | --- | --- | ---------------------------- | --- | ------------------------------ | ----------------------- | -------------------------------------------------------- | --------------------------------------------- |
| Ehem. Steinbruch S von Tannen                                    | weitere Bilder | 763A001              | Kempten Position                 | Iller-Lech-Jungmoränenregion                                                                                    | Aufgeschlossen sind ca. 15 m mächtige fossilreiche Sandsteine, Konglomerate und Mergel der Oberen Meeresmolasse über verwitterter Unterer Süßwassermolasse. Die Schichten fallen steil (60° N) ein. | 6600 220 × 30                | Typ: Schichtfolge, Tierische Fossilien, Sedimentstrukturen Art: Sandstein, Konglomerat, Mergel                                        | Steinbruch                     | wertvoll                | Naturdenkmal                                             |                                               |
| Illerdurchbruch W von Oberkottern                                | weitere Bilder | 763A002              | Kempten Position                 | Iller-Lech-Jungmoränenregion                                                                                    | Am Illersteilufer und am (von der Staumauer überbauten) Felsriegel im Fluss stehen Gesteine der Granitischen Molasse an. | 1800 100 × 18                | Typ: Gesteinsart Art: Sandstein, Mergel, Konglomerat                                                                                  | Prallhang/Flussbett/Bachprofil | wertvoll                | Landschaftsschutzgebiet                                  |                                               |
| Prallhänge der Iller N von Kempten                               | weitere Bilder | 763A003              | Kempten Position                 | Iller-Lech-Jungmoränenregion                                                                                    | Die Iller hat nördlich von Kempten mehrere beeindruckend hohe und lange Prallhänge geschaffen, an denen ein Profil der Oberen Süßwassermolasse zu sehen ist. Bunte Mergelsteine werden von einer groben Konglomeratschüttung überlagert. Vom Parkplatz an der Iller unterhalb von Hirschdorf aus kann flussauf gewandert werden und die Wände können über den Fluss hinweg betrachtet werden. | 6000 600 × 10                | Typ: Prallhang, Gesteinsart Art: Konglomerat, Mergel                                                                                  | Prallhang/Flussbett/Bachprofil | wertvoll                | Landschaftsschutzgebiet                                  |                                               |
| Historischer Steinbruch am Lenzfrieder Höhenrücken               | weitere Bilder | 763G001              | Kempten Position                 | Iller-Lech-Jungmoränenregion                                                                                    | Über den Lenzfrieder Höhenrücken östlich von Kempten zieht eine steilstehende Rippe eines 10–20 m mächtigen fossilführenden Sandsteins der Oberen Meeresmolasse (OMM). Der geröllführende Sandstein wird als Bryozoensandstein bezeichnet. Der harte, relativ verwitterungsresistente und leicht gewinnbare Sandstein wurde in größeren Umfang als Baustein gebrochen. Bryozoensandstein wurde bereits im römischen Cambodunum als Baustein verwendet. Ob allerdings dieser Steinbruch bereits zu Römerzeiten in Betrieb war, lässt sich nicht nachweisen. Die senkrecht bis überkippt lagernde Schichtfolge verdankt ihre Steilstellung der Bewegung an der wenig weiter südlich vorbeiführenden Randstörung, die Vorlandmolasse und Faltenmolasse trennt. Am Lenzfrieder Höhenrücken zeigt sich der aufgerichtete Südrand der Vorlandmolasse. Der ehemalige Steinbruch ist Naturdenkmal, das den vorhandenen Reichtum an typischen Molasse-Fossilien erhalten soll. Daher keine Entnahme von Fossilien! | 400 80 × 5                   | Typ: Steinbruch/Grube Art: Sandstein                                                                                                  | Hanganriss/Felswand            | bedeutend               | Naturdenkmal                                             |                                               |
| Einschnitt der Römerstraße W von Rothkreuz                       |                | 763G002              | Kempten Position                 | Iller-Lech-Jungmoränenregion                                                                                    | Westlich von Rothkreuz verläuft im Bogen hinter dem Waldrand ein teilweise wasserführender Geländeeinschnitt. Es handelt sich um eine alte Römerstraße, die hier in Sandsteine, sandige Mergelsteine und Konglomerate der Oberen Meeresmolasse am Übergang zur Oberen Süßwassermolasse eingetieft ist. Das Profil ist bei Scholz (1989) beschrieben. Der Einschnitt der alten Straße ist Bodendenkmal (Denkmal Nr. D-7-8227-0045). | 9000 450 × 20                | Typ: Hohlweg, Gesteinsart Art: Konglomerat, Sandstein                                                                                 | Grube/Kanal/Hohlweg            | bedeutend               | Bodendenkmal                                             |                                               |
| Drumlinfeld E von Kempten                                        | weitere Bilder | 763R001              | Kempten Position                 | Iller-Lech-Jungmoränenregion                                                                                    | Die ausgeprägte Drumlinlandschaft weist einige beispielhaft geformte Drumlins auf. Drumlins werden als Erosions- und Akkumulationformen schuttüberladener Gletscher gedeutet. | 9000000 3000 × 3000          | Typ: Drumlin-/G.moränenfeld Art: Moräne                                                                                               | kein Aufschluss                | bedeutend               | kein Schutzgebiet                                        |                                               |
| Schlucht S von Mariaberg                                         | weitere Bilder | 763R002              | Kempten Position                 | Iller-Lech-Jungmoränenregion                                                                                    | Vom Wanderparkplatz in Mariaberg führt eine tiefe, etwa 600 m lange Schlucht in östliche Richtung. An den bis zu 100 m hohen Wänden ist mehrfach Obere Süßwassermolasse aufgeschlossen. | 90000 600 × 150              | Typ: Schlucht, Gesteinsart Art: Konglomerat                                                                                           | Hanganriss/Felswand            | wertvoll                | kein Schutzgebiet                                        |                                               |
| Ehem. Ziegeleigrube E von Steinheim                              |                | 764A001              | Memmingen Position               | Iller-Lech-Region                                                                                               | Hier wurde bis 1980 Lößlehm abgebaut. Die Grube ist noch vorhanden, jedoch sehr stark eingewachsen. Nur an wenigen Stellen, besonders nach starken Regengüssen, ist Löß noch sichtbar. Über verfestigten Hochterrassenschottern waren hier 6 m Lößlehm anstehend, der sich in 3 Pakete gliedern lässt: über der Kiesoberfläche liegt jungrißeiszeitlicher Lößlehm, darüber Löß, der von Auelehm überdeckt ist. Absolute Zeitmessungen lieferten hier Fixpunkte für die Pleistozän-Stratigraphie. | 6000 120 × 50                | Typ: Fossiler Boden, Schichtfolge Art: Löß, Lößlehm                                                                                   | Lehmgrube/Tongrube/Mergelgrube | bedeutend               | kein Schutzgebiet                                        |                                               |
| Terrasse S von Volkratshofen                                     |                | 764R001              | Memmingen Position               | Iller-Lech-Region                                                                                               | Das Hitzenhofener Schotterfeld ist Pencks Typlokalität für rißglaziale Hochterrassenschotter. Zwischen Volkratshofen und Hitzenhofen setzt sich dieser mit einer markanten Terrassenstufe ca. 8 m von der Niederterrasse ab. | 20000 500 × 40               | Typ: Terrasse, Typlokalität Art: Schotter                                                                                             | kein Aufschluss                | bedeutend               | kein Schutzgebiet                                        |                                               |
| Ehem. Kiesgrube N von Gumpenberg                                 |                | 771A001              | Pöttmes Position                 | Iller-Lech-Region                                                                                               | Die Kiesgrube Gumpenberg schließt ältestpleistozäne Schotter der Aindlinger Terrassentreppe auf. Sie ist großteils verwachsen. | 5000 100 × 50                | Typ: Gesteinsart Art: Schotter | Kiesgrube/Sandgrube            | wertvoll                | kein Schutzgebiet                                        |                                               |
| Ehem. Tongrube NE von Froschham                                  |                | 771A010              | Aichach Position                 | Donau-Isar-Hügelland                                                                                            | Die Tongrube wurde bis 2002 von der Ziegelei Renz in Aichach betrieben. Damals waren bis 25 m mächtige Tone, Schluffe und Feinsande der Älteren Serie aufgeschlossen. Die Feinsedimente waren durch Paläoböden gegliedert. Das Grundwasser hat die Grube größtenteils überflutet, nur im Norden blieb ein ca. 3 m hoher Aufschluss erhalten. | 105000 300 × 350             | Typ: Gesteinsart, Fossiler Boden Art: Ton, Sand                                                                                       | Lehmgrube/Tongrube/Mergelgrube | bedeutend               | kein Schutzgebiet                                        |                                               |
| Paläoboden im Altgraben S von Dasing                             |                | 771A011              | Friedberg Position               | Donau-Isar-Hügelland                                                                                            | Humoser Paläoboden, der von schluffig-sandigen Auenablagerungen überdeckt wird. Er liegt ca. 1,8 m unter GOK am Altgraben südlich von Dasing, der künstlich begradigt und bis zu 2 m in den Talboden eingeschnitten ist. Anhand von Keramikscherben aus der Latène- und Römerzeit kann der ehemalige Talboden in das erste Jahrtausend vor Christi datiert werden. | 800 400 × 2                  | Typ: Fossiler Boden, Graben, Kanal Art: Lehm                                                                                          | Hanganriss/Felswand            | bedeutend               | FFH-Gebiet                                               |                                               |
| Sandgrube N von Immendorf                                        |                | 771A012              | Pöttmes Position                 | Donaumoos | In der Sandgrube Immendorf sind schräggeschichtete Feinsande der Oberen Süßwassermolasse aufgeschlossen. Im Sand sind Aufarbeitungslagen und Tongerölle zu sehen, darin nisten Uferschwalben. Über dem Feinsand liegt eine ca. 3 bis 4 m mächtige Schlufflage mit Kalkkonkretionen. | 3500 70 × 50                 | Typ: Gesteinsart Art: Sand | Kiesgrube/Sandgrube            | bedeutend               | kein Schutzgebiet                                        |                                               |
| Schürfgrubenfeld Grubet NE von Oberschneitbach                   |                | 771G001              | Aichach Position                 | Donau-Isar-Hügelland                                                                                            | Großes Schürfgrubenfeld aus dem Früh- bis Hochmittelalter mit ca. 3500 Pingen. Ausgebeutet wurden Eisenerz-Konkretionen in der Oberen Süßwassermolasse. | 200000 1000 × 200            | Typ: Pinge/nfeld Art: Eisen-/Manganerz, Kies, Sand                                                                                    | Pinge                          | wertvoll                | Bodendenkmal                                             |                                               |
| Quellaustritt Silberbrünnle S von Notzenfeld                     |                | 771Q001              | Aichach Position                 | Donau-Isar-Hügelland                                                                                            | Der Name des Baches geht auf helle Glimmer im Bachsediment (Sande der Oberen Süßwassermolasse) zurück. Im Bachbett gibt es Schwermineralseifen (überwiegend Granat). Die Quellen entspringen über tertiärem Ton, über dem wasserführende Sande der Älteren Serie anstehen. | 280000 700 × 400             | Typ: Schichtquelle, Hangquellmoor Art: Sand, Torf                                                                                     | kein Aufschluss                | bedeutend               | Landschaftsschutzgebiet                                  |                                               |
| Hochterrasse NE von Unterbergen                                  |                | 771R001              | Schmiechen Position              | Paar-Isar-Region                                                                                                | Hochterrasse aus der Riß-Kaltzeit, die nach Norden ausläuft. | 65000 2600 × 25              | Typ: Terrasse Art: Kies | kein Aufschluss                | bedeutend               | kein Schutzgebiet                                        |                                               |
| Paartal SW von Ottmaring                                         |                | 771R002              | Friedberg Position               | Donau-Isar-Hügelland                                                                                            | Das Paartal entstand durch rückschreitende Erosion der Unteren Paar, die sich im frühen Holozän mit der an der Ostseite des Lechtals fließenden Oberen Paar zum heutigen Lauf vereinigte. | 150000 600 × 250             | Typ: Sohlental Art: Schotter, Sand | kein Aufschluss                | wertvoll                | Naturdenkmal, Landschaftsschutzgebiet, FFH-Gebiet        |                                               |
| Oberes Schindbachtal W von Griesbeckerzell                       |                | 771R003              | Aichach Position                 | Donau-Isar-Hügelland                                                                                            | Das Tal des Schindbachs wandelt sich bachabwärts von einem Muldental in ein Sohlental. Quellnischen und Quellhorizonte an den Hängen führen zur Versumpfung. | 100000 500 × 200             | Typ: Asymmetrisches Tal, Muldental, Schichtquelle Art: Sand                                                                           | kein Aufschluss                | bedeutend               | Landschaftsbestandteil                                   |                                               |
| Prallhänge an der Paar S von Dasing                              |                | 771R004              | Friedberg Position               | Donau-Isar-Hügelland                                                                                            | Prallhänge, die die mäandrierende Paar südlich von Dasing in tertiäre Feinsande der Mittleren Serie gebildet hat. | 100000 500 × 200             | Typ: Prallhang, Mäander Art: Sand | Prallhang/Flussbett/Bachprofil | bedeutend               | FFH-Gebiet                                               |                                               |
| Malmkalkblock in Oberbaar                                        |                | 772R003              | Baar Position                    | Iller-Lech-Region                                                                                               | Großer Malmbrocken aus Massenkalk, der in der Kiesgrube nordöstlich von Thierhaupten gefunden wurde. Er ist der größte bekannte Malmblock der Schotterplatten. Es handelt sich entweder um einen Reuterschen Block (durch Ries-Ereignis verfrachtet) oder um einen Driftblock im Lauf der Donau während des Altpleistozän. | 2 2 × 1                      | Typ: Auswurfmaterial (Impakt), Gesteinsart, Felsblock Art: Kalkstein                                                                  | Block                          | bedeutend               | kein Schutzgebiet                                        |                                               |
| Ehem. Kiesgrube mit Schieferkohle am Uhlenberg NW von Lindach    | weitere Bilder | 772A007              | Dinkelscherben Position          | Iller-Lech-Region                                                                                               | Aufgeschlossen ist ein Profil von den Feinsanden der Oberen Süßwassermolasse über Untere Deckschotter, tonig- schluffige Auensedimente zu Schieferkohlen und überlagernd vergleyte umgelagerte Lösslehme. Ein wichtiger Aufschluss von überregionaler Bedeutung für das Pleistozän des nördlichen Voralpenlandes. Der Aufschluss wurde paläomagnetisch, pollenanalytisch, paläobotanisch und bodenkundlich untersucht. | 1500 50 × 30                 | Typ: Pflanzliche Fossilien, Fossiler Boden, Schichtfolge Art: Braunkohle, Schotter, Schluff                                           | Hanganriss/Felswand            | besonders wertvoll      | Landschaftsschutzgebiet, Naturpark                       | Bayerns schönste Geotope Nr. 97               |
| Ehem. Sand- und Kiesgrube NE von Gablingen                       |                | 772A014              | Gablingen Position               | Iller-Lech-Region                                                                                               | Der Aufschluss zeigt rißglazialen Hochterrassenschotter unterlagert von miozänen Feinsanden. Die Schotter keilen nach Westen aus. | 750 50 × 15                  | Typ: Schichtfolge Art: Kies, Sand | Kiesgrube/Sandgrube            | bedeutend               | kein Schutzgebiet                                        |                                               |
| Ehem. Kiesgrube ENE von Weiherhof                                |                | 772A015              | Gessertshausen Position          | Iller-Lech-Region                                                                                               | In der ehemaligen Schottergrube sind einzelne, bis zu 3 m hohe und 8 m breite abri-artige Nagelfluhstotzen zu erkennen. Teilweise sind Schichtungsstrukturen lagig horizontal herausgewittert. Der Großteil der ehemaligen Grube ist zugewachsen bzw. stellenweise verfüllt. Die Deckenschotter bilden morphologisch heraustretende Kuppen. Auf dem Weg zur Grube ist stellenweise unterlagernde tertiäre Süßwassermolasse aufgeschlossen. | 4000 200 × 20                | Typ: Gesteinsart Art: Konglomerat | Kiesgrube/Sandgrube            | bedeutend               | Landschaftsschutzgebiet, Naturpark                       |                                               |
| Deckenschotter-Nagelfluh am Ziegelberg SE von Konradshofen       |                | 772A016              | Scherstetten Position            | Iller-Lech-Region                                                                                               | Auf der Höhengruppe des Ziegelbergs südöstlich von Konradshofen befindet sich eine aufgelassene Schottergrube. Es sind Stotzen von nagelfluhartig verbackenen, vermutlich altpleistozänen Deckenschottern erhalten, die aus der weitgehend verschütteten Grubenwand herausstehen. Die Schotter werden von Lößlehm sowie von Fließerden überlagert. Die obere Deckschicht besteht etwa zur Hälfte aus Lößlehm (Hauptlage). Geologische Orgeln waren 2001 nicht aufgeschlossen! | 1400 70 × 20                 | Typ: Fossiler Boden, Geologische Orgel Art: Konglomerat, Kalkstein                                                                    | Kiesgrube/Sandgrube            | bedeutend               | Landschaftsschutzgebiet, Naturpark                       |                                               |
| Erzschurfstellen N von Biburg                                    |                | 772G002              | Diedorf Position                 | Iller-Lech-Region                                                                                               | Auf einer Ost-West-Erstreckung von ca. 1,5 km Länge finden sich auf dem langgestreckten Höhenrücken zwischen Dachsberg und Forstberg im Wald östlich von Hainhofen vor- oder frühgeschichtlichen Eisenschürfstellen. Die Trichtergruben weisen Durchmesser bis ca. 4 m auf und erreichen Tiefen bis 1,5 m. Bei fehlendem Unterholz und Bemoosung sind die Strukturen ausgezeichnet zu erkennen. Die Schürfstellen sind in altpleistozäne Deckenschotter eingetieft und reichten ursprünglich bis auf die liegenden Molassesedimente hinab. Wie von ähnlichen Feldern bekannt ist, wurden konkretionäre Eisenablagerungen abgelagert. Das Geotop steht als Bodendenkmal unter Schutz (Denkmal-Nr. D-7-7630-0007). | 750000 1500 × 500            | Typ: Pinge/nfeld Art: Schotter | kein Aufschluss                | bedeutend               | Bodendenkmal, Landschaftsschutzgebiet, Naturpark         |                                               |
| Schmuttertal N von Hirblingen                                    | weitere Bilder | 772R001              | Gersthofen Position              | Iller-Lech-Region                                                                                               | Die Erosionsterrasse der Schmutter liegt in Sedimenten der Oberen Süßwassermolasse. Die oberen Hangteile befinden sich möglicherweise auch in Riß-Schotter. | 16000 400 × 40               | Typ: Terrasse, Prallhang Art: Schotter                                                                                                | kein Aufschluss                | wertvoll                | Naturdenkmal                                             |                                               |
| Terrassen zwischen Stettenhofen und Gersthofen                   |                | 772R002              | Langweid am Lech Position        | Iller-Lech-Region                                                                                               | Die rißglaziale Hochterrasse liegt morphologisch über würm- und postglazialen Ablagerungen. | 14000 1400 × 10              | Typ: Terrasse Art: Schotter | kein Aufschluss                | bedeutend               | kein Schutzgebiet                                        |                                               |
| Bibereiszeitliche Schotter auf dem Staufersberg                  |                | 772R004              | Bonstetten Position              | Iller-Lech-Region                                                                                               | Der Staufenberg ist die höchste Erhebung im weiten Umkreis. Oben auf lagern 3 bis 4 m mächtige Schotterpakete der Bibereiszeit. Benannt ist die Eiszeit nach dem an diesem Berg entspringenden Bach, der Biber. Ein Geologischer Lehrpfad erklärt die Entstehung der Landschaft. | 10440000 3600 × 2900         | Typ: Terrasse Art: Konglomerat | kein Aufschluss                | wertvoll                | Landschaftsschutzgebiet, Naturpark                       |                                               |
| Ehem. Sandgrube E von Stettenhof                                 |                | 773A005              | Mödingen Position                | Riesalb | In der ehemaligen Grube, welche derzeit als Spielplatz genutzt wird, sind im Hangendbereich Feinsande der Oberen Süßwassermolasse aufgeschlossen. Aus früheren Beschreibungen geht eine Überlagerung durch Riestrümmermassen hervor. | 125 25 × 5                   | Typ: Schichtfolge Art: Sand, Breccie                                                                                                  | Kiesgrube/Sandgrube            | bedeutend               | FFH-Gebiet, Vogelschutzgebiet                            |                                               |
| Ehem. Steinbruch Schumacher NW von Haunsheim                     |                | 773A007              | Haunsheim Position               | Schwäbische Alb                                                                                                 | Aufgeschlossen waren massige Kalke des Malm Epsilon mit einer flachen Karstwanne, in der Sedimente der Unteren Süßwassermolasse lagern (nach Gastropodenfunden ins Aquitan gestellt). Der Steinbruch ist zugewachsen, bessere Aufschlussbedingungen finden sich im ca. 250 m SW gelegenen Steinbruch. Östlich davon ist ein neuer Steinbruch entstanden, der sich allerdings noch im Abbau befindet. | 25000 250 × 100              | Typ: Diskordanz, Schichtfolge Art: Kalkstein, Sand                                                                                    | Steinbruch                     | wertvoll                | kein Schutzgebiet                                        |                                               |
| Ehem. Kiesgrube E von Osterbuch                                  |                | 773A009              | Laugna Position                  | Iller-Lech-Region                                                                                               | Die Schotterzusammensetzung ist repräsentativ für den Nordteil der Zusamplatte. In Mergellinsen war eine glaziale Molluskenfauna zu finden. Die Schotter erreichen ca. 6 m Mächtigkeit. Darüber lagert etwa eine 1 m mächtige Lage von gut erhaltenem Mittel- bis Feinsand. Im Hangendbereich stehen ca. 3 bis 4 m mächtige Lößlehme an. | 4900 70 × 70                 | Typ: Gesteinsart, Tierische Fossilien Art: Kies, Sand, Lößlehm                                                                        | Kiesgrube/Sandgrube            | bedeutend               | Naturpark                                                |                                               |
| Ehem. Kalktuffabbaue SE von Wittislingen                         |                | 773A010              | Wittislingen Position            | Donauried | Der ehemalige Steinbruch ist vollständig zugewachsen, an einer Böschung können krümelige Kalktuffbruchstücke gefunden werden. Die Entstehung des Kalktuffs ist auf karbonathaltiges Wasser der Egau zurückzuführen, die in diesem Bereich von der Alb kommend ins flache Donautal fließt. | 30000 200 × 150              | Typ: Gesteinsart, Sinterbildung Art: Kalktuff                                                                                         | Steinbruch                     | bedeutend               | kein Schutzgebiet                                        |                                               |
| Klifflinie NE von Staufen                                        |                | 773A011              | Syrgenstein Position             | Schwäbische Alb                                                                                                 | In der kleinen Sandgrube nordöstlich von Staufen ist eine Strandfazies der Oberen Meeresmolasse aufgeschlossen. In dem z. T. kalkig verbackenem Feinsand mit Kalkgeröllschnüren sind Fossilien wie Austernschalen und Turritellen erhalten. Es finden sich vereinzelt kantengerundete Malmkalkbrocken mit Bohrmuschellöchern. Dies ist als Indiz für die unmittelbare Nähe der Klifflinie zu werten. | 50 10 × 5                    | Typ: Spurenfossilien, Schichtfolge Art: Kalkstein, Sand                                                                               | Kiesgrube/Sandgrube            | wertvoll                | kein Schutzgebiet                                        |                                               |
| Hanseles-Höhle NW von Fronhofen                                  |                | 773H001              | Bissingen Position               | Riesalb | Die Höhle befindet sich im Nordteil des Michelsberges, der von der Kirche St. Michael gekrönt wird. Sie ist angelegt in einer allochthonen Scholle aus Weißjura-Massenkalk. Die Höhle entstand nicht durch Verkarstung, sondern durch Erosion weicherer Gesteine (Bunte Brekzie), die ursprünglich den Hohlraum ausfüllten. | 24 8 × 3                     | Typ: Kluft-/Tektonische Höhle Art: Kalkstein                                                                                          | Höhle                          | bedeutend               | Landschaftsschutzgebiet, Vogelschutzgebiet               |                                               |
| Quellaustritt Roter Brunnen S von Kloster Mödingen               | weitere Bilder | 773Q001              | Wittislingen Position            | Donauried | Die Quelle liegt am Rand des unteren Riedes. Am Quellteich und Bachlauf sind Ausfällungen von Kalktuff und Eisenhydroxiden zu beobachten. Diese gehen auf Karstwasseranteile und Eisen-Lösung aus Verwitterungstonen (Bunte Brekzie, Karstlehme, verwitterte altpleistozäne Schotter) zurück. | 450 30 × 15                  | Typ: Stauquelle, Sinterbildung Art: Kalkstein, Kalktuff                                                                               | kein Aufschluss                | wertvoll                | FFH-Gebiet, Vogelschutzgebiet                            |                                               |
| Zigeunerfelsen bei Zöschingen                                    |                | 773R001              | Zöschingen Position              | Schwäbische Alb                                                                                                 | Die angewitterte und vergrieste Felskuppe aus Massenkalk ist eine allochthone Scholle innerhalb bunter Riestrümmermassen. Erosionsreste der Malmkalke innerhalb der Auswurfmassen bilden hier (der vorriesischen Landoberfläche aufgesetzt) die höchsten Erhebungen. | 240 20 × 12                  | Typ: Auswurfmaterial (Impakt), Felskuppe Art: Kalkstein                                                                               | Hanganriss/Felswand            | wertvoll                | Naturdenkmal                                             |                                               |
| Krähenstein E von Ziertheim                                      |                | 773R002              | Ziertheim Position               | Riesalb | Bei dem oberflächlich angewitterten und vergriesten Malmkalkblock handelt es sich um Auswurfmaterial des Rieskraters. Die Vergriesung resultiert aus dem allseitigen Druck, der zu Beginn des Auswurfvorgangs herrschte. Die Malmgriese werden durch Erosion aus den bunten Trümmermassen herauspräpariert. | 20 5 × 4                     | Typ: Auswurfmaterial (Impakt), Felsblock Art: Kalkstein                                                                               | Block                          | wertvoll                | Naturdenkmal                                             |                                               |
| Ries-Scholle E von Oberbechingen                                 |                | 773R003              | Bachhagel Position               | Schwäbische Alb                                                                                                 | Die Riestrümmermassen bilden einen waldbestandenen Hügel auf autochthoner Oberer Meeresmolasse. Am Gipfel ist eine keltische Viereckschanze zu besichtigen. | 87500 350 × 250              | Typ: Auswurfmaterial (Impakt) Art: Breccie                                                                                            | kein Aufschluss                | bedeutend               | Naturdenkmal                                             |                                               |
| Hochterrasse SW von Steinheim                                    |                | 773R004              | Dillingen an der Donau Position  | Donauried | Über der holozänen Donauaue ist eine deutliche Terrassenstufe zu erkennen. Die Aufschotterung erfolgte während des Rissglazials. Erosion und die Bildung der Terrassenstufe durch würmglaziale bis holozäne Erosion. Auch heute noch verlaufen Reste der Donaualtwasser an der unteren Terrassenkante. Durch Kiesabbau und Überbauung existiert dieses geomorphologisch bedeutendste Landschaftselement im Donauried in seiner ursprünglichen Form nur noch an wenigen Stellen. | 12000 1200 × 10              | Typ: Terrasse Art: Schotter | kein Aufschluss                | bedeutend               | kein Schutzgebiet                                        |                                               |
| Malmscholle bei Zöschingen                                       |                | 773R005              | Zöschingen Position              | Schwäbische Alb                                                                                                 | Die allochthone, leicht vergrieste Malm-Scholle wurde durch Erosion aus weicherer Bunter Brekzie freigelegt. | 50 5 × 10                    | Typ: Auswurfmaterial (Impakt), Felskuppe Art: Kalkstein                                                                               | Hanganriss/Felswand            | bedeutend               | Naturdenkmal                                             |                                               |
| Osterstein NE von Unterfinningen                                 |                | 773R006              | Finningen Position               | Riesalb | Der verwitterte Felsklotz liegt am Gipfel eines flachen Bergrückens. Die allochthone Malm-Scholle wurde durch Erosion aus weicherer Bunter Brekzie freigelegt. Der Osterstein ist ein prähistorischer und frühgeschichtlicher Fundplatz. | 70 10 × 7                    | Typ: Auswurfmaterial (Impakt), Felsblock Art: Kalkstein                                                                               | Block                          | bedeutend               | Naturdenkmal, FFH-Gebiet, Vogelschutzgebiet              |                                               |
| Ponordoline SW von Unterbechingen                                |                | 773R007              | Haunsheim Position               | Schwäbische Alb                                                                                                 | Die kurzen Wasserläufe entspringen schwach schüttenden Überlauf- oder Schichtquellen im Bereich mächtigerer Deckschichten (Trümmermassen, Obere Meeresmolasse, Decklehme). Beim Übertritt auf autochthonen Massenkalk erfolgt eine schnelle Versickerung in den Karstbildungen. Ein tief eingeschnittener Graben endet hier in einem Ponor. | 150 15 × 10                  | Typ: Ponor Art: Kalkstein, Sand | kein Aufschluss                | bedeutend               | kein Schutzgebiet                                        |                                               |
| Malmscholle Rauhe Birk E von Ebermergen                          | weitere Bilder | 779A001              | Harburg Position                 | Riesalb | Die morphologisch markante Malmscholle wurde beim Ries-Impakt ausgeworfen und stark brekziiert. Die Vergriesungserscheinungen sind an mehreren ehemaligen Abbaustellen rund um die Kuppe zu erkennen. | 3600 120 × 30                | Typ: Vergriesung (Impakt), Auswurfmaterial (Impakt), Felskuppe Art: Kalkstein                                                         | Hanganriss/Felswand            | wertvoll                | Naturdenkmal                                             |                                               |
| Ehem. Suevitbruch SE von Amerdingen                              |                | 779A005              | Amerdingen Position              | Riesalb | Zwei Ausbildungsarten des Suevits stehen hier an: Im Norden dunkel und glasreich, im Süden rinnenartig eingetieft heller, glasarmer Suevit mit hohem Sedimentanteil. Der Bruch steht zu großen Teilen unter Wasser, die Wände sind verwachsen, das Material ist oberflächig angewittert bis verwittert. Der Bruch ist insgesamt schlecht zugänglich. | 650 130 × 5                  | Typ: Gesteinsart Art: Suevit | Steinbruch                     | wertvoll                | Naturdenkmal                                             |                                               |
| Kristallinbrekzien-Aufschluss an Meyers Keller                   |                | 779A006              | Nördlingen Position              | Nördlinger Ries                                                                                                 | Am Wirtshaus Meyers Keller steht angewitterte, braungefärbte Kristallinbrekzie an (Aufwölbung des inneren kristallinen Rings, ca. 6 km vom Kraterzentrum). Etwas südlich liegt ein verfallener Aufschluss von sedimentärer Brekzie. Im Hangenden findet sich das Basalkonglomerat der Riessee-Süßwasserkalke. | 72 12 × 6                    | Typ: Schichtfolge, Auswurfmaterial (Impakt), Innerer Wall (Impakt) Art: Kalkkonglomerat, Breccie                                      | Böschung                       | besonders wertvoll      | Landschaftsschutzgebiet                                  |                                               |
| Ehem. Steinbruch E von Gosheim                                   | weitere Bilder | 779A008              | Huisheim Position                | Riesalb | Der Steinbruch liegt am östlichen Kraterrand. Infolge der Stoßwirkung des Impaktereignisses stehen hier die dickbankigen Kalke des Weißjura Beta und Gamma in überkippter Lagerung an. | 4800 120 × 40                | Typ: Vergriesung (Impakt), Auswurfmaterial (Impakt) Art: Kalkstein                                                                    | Steinbruch                     | wertvoll                | Landschaftsschutzgebiet, FFH-Gebiet, Naturpark           |                                               |
| Ries-Seekalke am Galgenberg bei Nördlingen                       | weitere Bilder | 779A009              | Nördlingen Position              | Nördlinger Ries                                                                                                 | Der klotzige Süßwasserkalkbuckel ist ein Erosionsrest von dolomitischen Süßwasserkalken, welche die Füllung des nach dem Impakt entstandenen Kraterbeckens darstellten. Die massigen Kalke gehen vor allem auf Algenriffe zurück, die sich bevorzugt an Aufragungen des inneren (kristallinen) Kraterrandes gebildet haben. | 200 20 × 10                  | Typ: Gesteinsart, Felskuppe, Innerer Wall (Impakt), Karst-Horizontalhöhle Art: Kalkstein                                              | Steinbruch                     | wertvoll                | Naturdenkmal, Landschaftsschutzgebiet                    |                                               |
| Aufschluss N von Langenmühle                                     |                | 779A011              | Maihingen Position               | Nördlinger Ries                                                                                                 | Bei der Langenmühle wurde früher Gesteinsmaterial zur Schottergewinnung für den lokalen Bedarf abgebaut. Anstehend ist zerrütteter Granit und Paragneis. Es handelt sich um Material aus dem Grundgebirge, das aus dem Untergrund des Rieskraters um etwa 400 m angehoben wurde und heute einen Teil des Inneren Walls bildet. In stärker deformierten Bereichen ist Polymikte Kristallinbrekzie mit geringen sedimentären Anteilen gangartig eingepresst. Ein zweiter Aufschluss (Langenmühle II) liegt etwa 200 m südöstlich. In diesem an sich ähnlichen Aufschluss treten zusätzlich Keuper-Gesteine auf (Bunte Brekzie). Eine Quadratmeter große angeschliffene Fläche in der Aufschlusswand ermöglicht Einblicke in die brekziierten Kristallingesteine. Beide Aufschlüsse liegen am Geo-Lehrpfad Klosterberg Maihingen und sind beschildert. | 240 60 × 4                   | Typ: Vergriesung (Impakt), Auswurfmaterial (Impakt), Innerer Wall (Impakt), Gesteinsart Art: Kristallinbreccie, Granitgrus, Gneisgrus | Kiesgrube/Sandgrube            | besonders wertvoll      | kein Schutzgebiet                                        |                                               |
| Impaktgesteine NW von Wengenhausen                               | weitere Bilder | 779A012              | Marktoffingen Position           | Nördlinger Ries                                                                                                 | Im Südostteil des ehemaligen Steinbruches stehen stark zerklüftete Kristallingesteine an, die von mehreren Metern Kristallinbrekzie überlagert werden. Im Nordteil des Bruches liegt über der Kristallinbrekzie Süßwasserkalk des Ries-Sees. In den unterlagernden Gesteinen waren shatter cone-artige Figuren zu sehen. Das Geotop wurde mit dem Gütesiegel Bayerns 100 schönste Geotope ausgezeichnet und wird vor Ort mit einer Infotafel erläutert. Weitere Informationen unter www.lfu.bayern.de/geologie/geotope_schoensten. | 800 50 × 16                  | Typ: Schichtfolge, Vergriesung (Impakt), Auswurfmaterial (Impakt), Innerer Wall (Impakt) Art: Kalkstein, Kristallinbreccie            | Steinbruch                     | besonders wertvoll      | Landschaftsbestandteil                                   | Bayerns schönste Geotope Nr. 30               |
| Steinbruch NE von Hainsfarth                                     | weitere Bilder | 779A013              | Hainsfarth Position              | Nördlinger Ries                                                                                                 | Auf der Ostseite des Bruches ist die (sehr unebene) Auflagerung von glasreichem Suevit auf Bunter Brekzie hervorragend aufgeschlossen. Die Bunte Brekzie besteht hier überwiegend aus rötlichen und bräunlichen Keuper- und Dogger-Gesteinen. Zwischen dem Suevit und der Bunten Brekzie liegt eine dünne Übergangszone mit feinkörnigem Suevit. Das Geotop wurde mit dem Gütesiegel Bayerns 100 schönste Geotope ausgezeichnet und wird vor Ort mit einer Infotafel erläutert. Weitere Informationen unter www.lfu.bayern.de/geologie/geotope_schoensten. | 7500 150 × 50                | Typ: Standard-/Referenzprofil, Auswurfmaterial (Impakt) Art: Suevit, Breccie                                                          | Steinbruch                     | besonders wertvoll      | kein Schutzgebiet                                        | Bayerns schönste Geotope Nr. 9                |
| Riesseekalke am Büschelberg SE von Hainsfarth                    | weitere Bilder | 779A015              | Hainsfarth Position              | Nördlinger Ries                                                                                                 | Auf dem Sportplatz bei Hainsfarth liegt der eindrucksvollste Aufschluss im Riesseekalk. Das zur Zeit des Riessees entstandene Algenriff ist in den bis zu 5 m hohen massigen Kalkstotzen erhalten. Zwischen den Stotzen eingebaut treten Kalkschichten auf. Östlich des Sportplatzes ist das gleiche Gestein in einem weiteren Steinbruch aufgeschlossen. Das Geotop wurde mit dem Gütesiegel Bayerns 100 schönste Geotope ausgezeichnet und wird vor Ort mit einer Infotafel erläutert. Weitere Informationen unter www.lfu.bayern.de/geologie/geotope_schoensten. | 4000 200 × 20                | Typ: Standard-/Referenzprofil, Tierische Fossilien, Kraterrand (Impakt) Art: Kalkstein                                                | Steinbruch                     | besonders wertvoll      | kein Schutzgebiet                                        | Bayerns schönste Geotope Nr. 63               |
| Burgfelsen in Wallerstein                                        | weitere Bilder | 779A016              | Wallerstein Position             | Nördlinger Ries                                                                                                 | Der mächtige Süßwasserkalkstotzen überragt als Härtling die Riesebene um ca. 70 m. Die porösen, meist massigen Kalke entstanden durch kalkreiche Arteser, z. T. unter Ton- und Seewasserbedeckung. | 2000 50 × 40                 | Typ: Gesteinsart, Felskuppe, Karst-Horizontalhöhle, Innerer Wall (Impakt) Art: Kalkstein                                              | Hanganriss/Felswand            | besonders wertvoll      | Naturdenkmal                                             |                                               |
| Ehem. Sandgrube N von Megesheim                                  |                | 779A017              | Hainsfarth Position              | Nördlinger Ries                                                                                                 | Der Aufschluss zeigt die Entwicklungsphase des Rieses nach dem Impact. In der Grube ist eine schräggeschichtete Wechselfolge von grob- und feinklastischem Material erschlossen. Diese sind als Delta-Ablagerungen eines in den Riessee mündenden Flusses zu sehen, der die zuvor aufgenommenen unterschiedlichen Gesteine der Ries-Auswurfmassen hier wieder ablagerte. | 1000 50 × 20                 | Typ: Sedimentstrukturen, Gesteinsart Art: Sand, Kies                                                                                  | Kiesgrube/Sandgrube            | wertvoll                | kein Schutzgebiet                                        |                                               |
| Straßenaufschluss bei Unterappenberg                             |                | 779A018              | Megesheim Position               | Nördlinger Ries                                                                                                 | Der Aufschluss in einer überkippten allochthonen Jura-Scholle zeigt im Nordteil eine deutliche Schleppfaltung in gebankten Kalken des Malm Beta und Gamma. Im Süden der Scholle ist das Gestein durch den Ries-Impakt vergriest (intensiv zerbrochen). | 100 20 × 5                   | Typ: Falte/Mulde/Sattel, Auswurfmaterial (Impakt), Vergriesung (Impakt) Art: Kalkstein                                                | Steinbruch                     | wertvoll                | Naturpark                                                |                                               |
| Bahneinschnitt NNW von Weilheim                                  |                | 779A019              | Monheim Position                 | Riesalb | Die freigelegte Schlifffläche entstand durch oberflächliche Vergriesung des anstehenden Malmkalks beim Überfahren durch die Riesauswurfmassen. Die Flächen wurden durch das Landratsamt mit Eisenplatten abgedeckt. | 2 2 × 1                      | Typ: Schlifffläche (Impakt), Schichtfolge Art: Kalkstein, Breccie                                                                     | sonstiger Aufschluss           | wertvoll                | Naturdenkmal, Landschaftsschutzgebiet, Naturpark         |                                               |
| Ehem. Steinbruch am Wennenberg NE von Alerheim                   |                | 779A020              | Alerheim Position                | Nördlinger Ries                                                                                                 | Der Wennenberg ist ein Teil des kristallinen inneren Walles. Durch den Ries-Impakt wurde die Scholle des kristallinen Untergrundes gehoben und zerrüttet. Der Wennenberg besteht hauptsächlich aus verwittertem Granodiorit, dem 'Wennenbergit' (ein kersantit-ähnlicher Lamprophyr, der hier seine Typlokalität hat). | 125 25 × 5                   | Typ: Typlokalität, Innerer Wall (Impakt) Art: Kristallinbreccie                                                                       | Steinbruch                     | wertvoll                | kein Schutzgebiet                                        |                                               |
| Ehem. Steinbruch W von Rögling                                   |                | 779A021              | Rögling Position                 | Riesalb | Hier stehen Röglinger Bankkalke in riffnaher Fazies an, mit denen sich der Beginn der typischen Wannensedimentation andeutet (Malm Zeta 1). | 350 35 × 10                  | Typ: Typlokalität Art: Kalkstein | Hanganriss/Felswand            | wertvoll                | Landschaftsschutzgebiet, Naturpark                       |                                               |
| Ehem. Steinbruch ESE von Warching                                |                | 779A022              | Monheim Position                 | Riesalb | Am Rand des Warchinger Riffzuges sind Plattenkalke, Schiefer und Bankkalke der Unteren Solnhofer Schichten mit der trennenden Krummen Lage aufgeschlossen. | 2100 70 × 30                 | Typ: Schichtfolge Art: Kalkstein | Steinbruch                     | bedeutend               | Landschaftsschutzgebiet, Naturpark                       |                                               |
| Parautochthone Scholle am Sportplatz N von Hausen                |                | 779A024              | Fremdingen Position              | Nördlinger Ries                                                                                                 | Die durch das Riesereignis verkippte (parautochthone) Scholle von Malmkalk liegt über Doggersandstein. Die Schichtfolge ist am Südrand des Sportplatzes gut aufgeschlossen. | 1200 120 × 10                | Typ: Schichtfolge Art: Kalkstein, Sandstein                                                                                           | Böschung                       | wertvoll                | Landschaftsschutzgebiet                                  |                                               |
| Gunzenheimer Gump ESE von Gunzenheim                             | weitere Bilder | 779A025              | Kaisheim Position                | Riesalb | Eine mehrere tausend Kubikmeter große Malmscholle innerhalb der Bunten Trümmermassen im Umland des Nördlinger Rieses wurde zur Rohstoffgewinnung genutzt und zum Teil abgebaut. In der entstandenen Mulde staute sich aufgrund der geringen Wasserdurchlässigkeit der umgebenden Trümmergesteine ein kleiner Teich auf. | 1500 50 × 30                 | Typ: Gesteinsart Art: Breccie, Dolomitstein                                                                                           | Schurf                         | bedeutend               | Landschaftsschutzgebiet, FFH-Gebiet, Naturpark           |                                               |
| Süßwasserkalk am Adlersberg NW von Reimlingen                    | weitere Bilder | 779A026              | Reimlingen Position              | Nördlinger Ries                                                                                                 | Der Adlersberg liegt im Bereich der Kristallinschollen des inneren Rings im Ries-Krater. Über den nicht aufgeschlossenen Kristallingesteinen haben sich mächtige travertinartige Süßwasserkalke abgeschieden, die in mehreren kleinen ehemaligen Abbaustellen aufgeschlossen sind. Der Adlersberg bildet im Gelände eine markante Kuppe. | 8000 100 × 80                | Typ: Gesteinsart, Felskuppe Art: Kalkstein                                                                                            | Felshang/Felskuppe             | wertvoll                | Naturdenkmal                                             |                                               |
| Angulatensandstein am Hirschenbuck WSW von Wassertrüdingen       |                | 779A028              | Dornstadt-Linkersbaindt Position | Südwestliche Albrandregion                                                                                      | Der ehemalige Steinbruch am bewaldeten Hirschenbuck besitzt eine Länge von 250 m und ist bis zu 10 m hoch. Aufgeschlossen sind mächtige Bänke von Angulatensandstein aus dem Lias. | 2500 250 × 10                | Typ: Gesteinsart Art: Sandstein | Steinbruch                     | bedeutend               | Landschaftsschutzgebiet                                  |                                               |
| Bunte Trümmermassen bei Aufhausen                                |                | 779A030              | Forheim Position                 | Riesalb | Der ehemalige Steinbruch liegt etwa 3 km südlich des Kraterrandes. Aufgeschlossen sind allochthone Malm-Kalke des Kimmeridge. Durch die starke Beanspruchung liegen sie in stark brekziierter und vergriester Form vor. Stellenweise wirkt das Gestein richtiggehend verknetet. | 10500 150 × 70               | Typ: Auswurfmaterial (Impakt), Gesteinsart Art: Kalkstein                                                                             | Steinbruch                     | wertvoll                | kein Schutzgebiet                                        |                                               |
| Kristallinscholle im Tiefental ENE von Hürnheim                  |                | 779A032              | Nördlingen Position              | Nördlinger Ries                                                                                                 | Im ehemaligen Steinbruch ist Kristallin aufgeschlossen. Es handelt sich hierbei um einen durch den Ries-Impakt verlagerten Verband von Amphiboliten, Biotit-Plagioklas-Gneisen und zwei Generationen von Graniten, Apliten und Pegmatiten. | 8 4 × 2                      | Typ: Gesteinsart Art: Amphibolit, Biotit-Plagioklas-Gneis, Granit                                                                     | Steinbruch                     | bedeutend               | Landschaftsschutzgebiet, FFH-Gebiet                      |                                               |
| Steinbruch Lindle SE von Holheim                                 | weitere Bilder | 779A033              | Nördlingen Position              | Nördlinger Ries                                                                                                 | Der Steinbruch Lindle (bzw. Arlt) befindet sich in einer verkippten Malmkalkscholle. Die Schichten wurde hier teilweise beim Impakt parallel zum Kraterrand aufgebogen. Ein geologisch-naturkundlicher Lehrpfad führt durch das Erlebnis-Geotop. | 90000 300 × 300              | Typ: Lagerungsverhältnisse, Vergriesung (Impakt), Schlifffläche (Impakt) Art: Kalkstein, Trümmermassen                                | Steinbruch                     | wertvoll                | FFH-Gebiet                                               |                                               |
| Erzgruben im Meilenhard NE von Daiting                           |                | 779G001              | Daiting Position                 | Riesalb | Im 19. Jahrhundert wurde im Meilenhart bei Daiting Eisenerz abgebaut. Das Eisen war in Bohnerzen enthalten, die – in Lehm eingebettet – in teils tiefen Karsthohlformen lagen. Auf den Feldern im Umfeld lassen sich noch Bohnerze einsammeln. Während der Abbauzeit im 19. Jahrhundert wurden aus der Bohnerzgrube am Meilenhart zahlreiche Reptilien geborgen, präpariert und publiziert. Danach geriet der Fossilfundort weitgehend in Vergessenheit und wurde erst in den 1960er Jahren wiederentdeckt und lieferte dann bis Ende der 1980er Jahre gute Funde, bis der Gemeindesteinbruch stillgelegt und verfüllt wurde. Auf der topografischen Uraufnahme von Bayern (Abb. 4) aus dem 19. Jhdt. ist die Eisenerzgrube ganz im Norden des Wäldchens östlich der Straße eingezeichnet. Später bewegte sich der Kalksteinabbau nach Süden. Das Gelände ist inzwischen stark überwachsen und fast unzugänglich. Aufschlüsse sind derzeit nicht vorhanden. | 2000 100 × 20                | Typ: Schurf Art: Lehm, Kalkstein | kein Aufschluss                | bedeutend               | Naturdenkmal, Landschaftsschutzgebiet, Naturpark         |                                               |
| Pingen E von Wemding                                             |                | 779G002              | Wemding Position                 | Riesalb | Im Wald östlich von Wemding finden sich mindestens drei verfallene Braunkohleschächte mit Pingen. Sie sind das einzige noch sichtbare Zeugnis des Braunkohleabbaus während der 1920er Jahre. | 94500 350 × 270              | Typ: Pinge/nfeld Art: Braunkohle | Pinge                          | bedeutend               | Landschaftsschutzgebiet, Naturpark                       |                                               |
| Ofnethöhlen SW von Holheim                                       | weitere Bilder | 779H001              | Nördlingen Position              | Nördlinger Ries                                                                                                 | Die parautochthone Scholle in verkarstetem Malm-Delta Massenkalk liegt am inneren Kraterrand. Sie beherbergt die Reste eines alten Karstsystems. Bei diesen Höhlenresten handelt es sich um hallenartige Hohlräume mit weitem Portal. An den Wänden findet man schwache Sinterbildung. Bekannt wurden die Ofnethöhlen durch archäologische Funde, u. a. rituelle Schädelbestattungen aus der Altsteinzeit. Das Geotop wurde mit dem Gütesiegel Bayerns 100 schönste Geotope ausgezeichnet und wird vor Ort mit einer Infotafel erläutert. Weitere Informationen unter www.lfu.bayern.de/geologie/geotope_schoensten. | 120 15 × 8                   | Typ: Karst-Horizontalhöhle Art: Kalkstein                                                                                             | Hanganriss/Felswand            | wertvoll                | Naturschutzgebiet, Landschaftsschutzgebiet, FFH-Gebiet   | Bayerns schönste Geotope Nr. 38               |
| Pumperloch E von Otting                                          | weitere Bilder | 779H002              | Monheim Position                 | Riesalb | Das Pumperloch, auch Wasserschlinger genannt, ist eine Schacht- und Spaltenhöhle, die sich entlang eines Kluftsystems über mehrere Ebenen bis in eine Tiefe von etwa 55 Metern erstreckt. Die Gesamtlänge der bekannten Gänge beträgt etwa 240 Meter. Der Höhleneingang ist ein senkrechter Erdfall, der als Schluckloch für Oberflächenwässer der Umgebung fungiert. ACHTUNG: NICHT BETRETEN, GERINGE SICHERHEIT! | 2400 240 × 10                | Typ: Karst-Schacht-&Horizontalhöhle, Ponor Art: Kalkstein                                                                             | Hanganriss/Felswand            | wertvoll                | Naturdenkmal, Landschaftsschutzgebiet, Naturpark         |                                               |
| Hohlensteinhöhle SW von Ederheim                                 |                | 779H003              | Ederheim Position                | Nördlinger Ries                                                                                                 | Die Hohlensteinhöhle entstand durch Über- und Nebeneinanderstapeln mehrerer Weissjura-Massenkalkblöcke, die aus dem Rieskrater herausgeschleudert wurden (allochthone Schollen). Leichter erodierbares Gestein (Bunte Brekzie) wurde durch die Verwitterung entfernt und es entstand die Höhle. Nach dem 5 m breiten und 3 m hohen Eingang fällt die Höhle ca. 25 m steil ab und endet in einem kleinen saalähnlichen Raum. | 1500 60 × 25                 | Typ: Kluft-/Tektonische Höhle Art: Kalkstein                                                                                          | Höhle                          | bedeutend               | Naturdenkmal                                             |                                               |
| Geologische Orgel NW von Haselbach                               | weitere Bilder | 779H004              | Esterholz Position               | Iller-Lech-Region                                                                                               | Als letzter Aufschluss eines ansonsten zugewachsenen, ehemaligen Steinbruchs findet sich eine geologische Orgel. Hierbei handelt es sich um eine fast vertikale Höhle, an deren oberen Ausgang sich das darüberliegende Erdreich mit Wurzelwerk erkennen lässt. Sie liegt in den donaueiszeitlichen Ur-Iller-Schottern, im höchstgelegenen Teil der Aindlinger Terrassentreppe. | 10 5 × 2                     | Typ: Gesteinsart, Geologische Orgel Art: Konglomerat                                                                                  | Kiesgrube/Sandgrube            | bedeutend               | kein Schutzgebiet                                        |                                               |
| Schwalbquelle S von Wemding                                      | weitere Bilder | 779Q001              | Huisheim Position                | Nördlinger Ries                                                                                                 | Die Karstquelle liegt am inneren strukturellen Kraterrand des Ries in Malm-Delta-Kalken. | 12 6 × 2                     | Typ: Verengungsquelle Art: Kalkstein                                                                                                  | kein Aufschluss                | bedeutend               | Naturdenkmal, Landschaftsschutzgebiet, Naturpark         |                                               |
| Karstquelle in Brünsee                                           | weitere Bilder | 779Q002              | Harburg Position                 | Riesalb | Im ausgebauten und aufgestauten Quellteich liegen mehrere gut schüttende Quellen. Der Ablauf erfolgt in das Wörnitz Altwasser. | 600 30 × 20                  | Typ: Verengungsquelle Art: Kalkstein                                                                                                  | kein Aufschluss                | bedeutend               | Naturdenkmal, Naturpark                                  |                                               |
| Parautochthone Scholle Riegelberg SW von Holheim                 |                | 779R001              | Nördlingen Position              | Nördlinger Ries                                                                                                 | Die parautochthone Scholle am inneren Kraterrand besteht aus verkarstetem Malm-Delta Massenkalk. | 80000 400 × 200              | Typ: Auswurfmaterial (Impakt), Karst-Horizontalhöhle, Felskuppe, Vergriesung (Impakt), Kraterrand (Impakt) Art: Kalkstein             | Hanganriss/Felswand            | wertvoll                | Naturschutzgebiet, Landschaftsschutzgebiet, FFH-Gebiet   |                                               |
| Felsnadel Taubenstein WSW von Christgarten                       |                | 779R002              | Forheim Position                 | Riesalb | Die Felszinne, die weitgehend im Wald verborgen ist, besteht aus Malm-Massenkalken und liegt (als Teil einer parautochthonen Scholle) am strukturellen Riesrand. | 12 4 × 3                     | Typ: Felsturm/-nadel Art: Kalkstein                                                                                                   | Hanganriss/Felswand            | bedeutend               | Naturdenkmal, Landschaftsschutzgebiet                    |                                               |
| Felshang am Fischerholz N von Harburg                            | weitere Bilder | 779R003              | Harburg Position                 | Riesalb | Felswand am ehemaligen Wörnitz-Prallhang in dickbankigen Malm-Delta-Kalken, die nach oben in Riffkalk mit kleinen Kuppen übergehen. An den Felswänden sind zahlreiche Schwammreste ausgewittert. Durch den ehemaligen Steinbruchbetrieb wurden mehrere Karsthöhlen angeschnitten. In Karstspalten sind rote Lehme mit Oligozän-Miozän-Fauna abgelagert. | 2000 200 × 10                | Typ: Prallhang, Felswand/-hang, Schichtfolge, Karstschlot, Karstspalte, Karst-Horizontalhöhle Art: Kalkstein, Ton                     | Hanganriss/Felswand            | wertvoll                | Naturdenkmal, Landschaftsschutzgebiet, FFH-Gebiet        |                                               |
| Felsen S von Rehau                                               | weitere Bilder | 779R004              | Monheim Position                 | Riesalb | Der sogenannte Griesfelsen weist auflässige Abbaue von Dolomit auf. Der autochthon anstehende Riffdolomit wurde nur in Störungszonen, bzw. Kompressionszonen (Riesereignis) etwas brekziert. Es handelt sich folglich nicht um einen echten Griesfelsen (allochthone Malmscholle aus dem Ries). | 2800 80 × 35                 | Typ: Felswand/-hang Art: Dolomitstein                                                                                                 | Hanganriss/Felswand            | bedeutend               | Naturdenkmal, Landschaftsschutzgebiet, Naturpark         |                                               |
| Felskuppe Wöllwart SE von Harburg                                | weitere Bilder | 779R005              | Harburg Position                 | Riesalb | Die teilweise vergrieste allochthone Malmscholle am ehemaligen Wörnitz-Prallhang weist randlich Felstürme auf. | 2000 50 × 40                 | Typ: Felskuppe, Felsturm/-nadel, Auswurfmaterial (Impakt), Vergriesung (Impakt) Art: Kalkstein                                        | Hanganriss/Felswand            | wertvoll                | Naturdenkmal, Landschaftsschutzgebiet, FFH-Gebiet        |                                               |
| Felsen am Wedlbuck bei Harburg                                   |                | 779R006              | Harburg Position                 | Riesalb | Die landschaftsprägenden Felsbildungen am ehemaligen Wörnitzprallhang liegen im Massenkalk des Malm Epsilon bis Zeta. | 15000 300 × 50               | Typ: Felswand/-hang Art: Kalkstein | Hanganriss/Felswand            | bedeutend               | Naturdenkmal, FFH-Gebiet                                 |                                               |
| Kaufertsberg mit Hexenküche E von Lierheim                       | weitere Bilder | 779R007              | Möttingen Position               | Nördlinger Ries                                                                                                 | Überkippte Malmscholle (Riestrümmermassen) mit ehemaligem Prallhang der pleistozänen Eger (Hohlkehlen). Der Malm Gamma ist stark geklüftet und verkarstet (mit kurzer Höhle Hexenküche). Ehemalige kleine Abbaue an der Westseite erschließen die vergriesten Bankkalke. | 400 20 × 20                  | Typ: Auswurfmaterial (Impakt), Karst-Schacht-&Horizontalhöhle Art: Trümmermassen, Kalkstein                                           | Hanganriss/Felswand            | bedeutend               | Naturdenkmal, FFH-Gebiet                                 |                                               |
| Kühsteinfelsen SW von Mönchsdeggingen                            | weitere Bilder | 779R008              | Mönchsdeggingen Position         | Riesalb | Der Kühsteinfelsen bei Mönchsdeggingen ist eine allochthone Scholle am morphologischen Rand des Rieskraters und bietet einen umfassenden Blick über den gesamten Krater. Der eigentliche Felsen besteht aus den obersten, dickbankigen Kalksteinen der Arzberg-Formation (Uhlandi-Kalke des Malm Gamma). Ein kleiner aufgelassener Steinbruch am Ostende des Kühsteinfelsens erschließt fossilführende Schwammkalke und -mergel der Arzberg-Formation. Das Geotop wurde vom Geopark Ries zu einem Erlebnisgeotop ausgebaut und ist mit einem Lehrpfad und entsprechenden Infotafeln ausgestattet. | 4500 150 × 30                | Typ: Felswand/-hang, Gesteinsart Art: Kalkstein                                                                                       | Hanganriss/Felswand            | wertvoll                | Naturdenkmal, FFH-Gebiet                                 |                                               |
| Riesseekalk-Kuppen auf dem Ulrichsberg E von Marktoffingen       |                | 779R010              | Marktoffingen Position           | Nördlinger Ries                                                                                                 | Der Ulrichsberg zwischen Marktoffingen und Maihingen ist aus teilweise fossilführenden Riesseekalken aufgebaut. Diese bilden eine auffällige, buckelige Landschaft, die sich über die gesamte Hochfläche erstreckt. Bei gutem Wetter ist von hier der Rieskraterrand deutlich zu erkennen. | 54000 450 × 120              | Typ: Felskuppe, Gesteinsart Art: Kalkstein                                                                                            | sonstiger Aufschluss           | wertvoll                | kein Schutzgebiet                                        |                                               |
| Dolinenfeld SE von Warching                                      |                | 779R011              | Monheim Position                 | Riesalb | Südöstlich Warching erstreckt sich im Wald ein großes Dolinenfeld im Malm-Kalk. Es handelt sich um zahlreiche auffällige und tiefreichende Dolinen auf einem Areal von mehreren hundert Metern in alle Richtungen. | 120000 300 × 400             | Typ: Dolinenfeld Art: Kalkstein | Doline/Erdfall                 | wertvoll                | Landschaftsschutzgebiet, Naturpark                       |                                               |
| Mangoldfelsen in Donauwörth                                      | Mangoldfelsen  | 779R012              | Donauwörth Position              | Riesalb | Die allochthone Malmscholle befindet sich inmitten der Stadt Donauwörth und wurde als Teilstück in einer Mauer integriert. Bis zum Jahre 1301 stand darauf die Burg Mangoldstein, in der Maria von Brabant, Herzogin von Bayern, durch ihren eifersüchtigen Gatten hingerichtet wurde. Heute verwandelt er sich im Sommer zur Kulisse einer Freilichtbühne. Gedenktafeln erinnern an den 30-jährigen Krieg. | 100 10 × 10                  | Typ: Auswurfmaterial (Impakt) Art: Kalkstein                                                                                          | Block                          | bedeutend               | Naturdenkmal                                             |                                               |
| Kalvarienberg in Wörnitzstein                                    |                | 779R013              | Donauwörth Position              | Riesalb | Der Kalvarienberg in Wörnitzstein ist eine größere Kalkscholle, die beim Ries-Impakt aus dem Krater geschleudert und in den Bunten Trümmermassen etwa 20 km außerhalb des Kraters abgelagert wurde. Durch die bevorzugte Erosion der tonigen Gesteine der Bunten Brekzie wurde die härtere Kalkscholle herauspräpariert. Derartige Kalkhärtlinge sind typisch für das südliche Vorries und prägen hier die Landschaft. Das Geotop liegt am Geopark Ries-Lehrpfad Kalvarienberg Wörnitzstein und ist beschildert. | 5000 100 × 50                | Typ: Auswurfmaterial (Impakt), Härtling, Lagerungsverhältnisse Art: Kalkstein                                                         | Felshang/Felskuppe             | wertvoll                | kein Schutzgebiet                                        |                                               |
| Ehem. Sandgrube Mengele E von Reisensburg                        |                | 774A006              | Günzburg Position                | Iller-Lech-Region                                                                                               | Am östlichen Ortsrand von Reisensburg befindet sich die weitgehend verfüllte bzw. verstürzte, mit Altgras und Weidensukzession zugewachsene Sandgrube der Fa. Mengele. In der Grube wurden zahlreiche Fossilien gefunden, u. a. das Skelett eines Mastodonten. | 500 25 × 20                  | Typ: Gesteinsart, Tierische Fossilien Art: Sand                                                                                       | Kiesgrube/Sandgrube            | bedeutend               | kein Schutzgebiet                                        |                                               |
| Ehem. Sandgrube N von Kirrberg                                   |                | 774A008              | Balzhausen Position              | Iller-Lech-Region                                                                                               | Der Aufschluss ist durch zahlreiche Fossilienfunde (Elefantenartige) sowie durch eine bankartige Anreicherung von Margaretifera flabelata bekannt geworden. Die Grube ist weitgehend zugewachsen. Anstehender Sand findet sich nur noch stellenweise. | 10000 100 × 100              | Typ: Tierische Fossilien Art: Sand | Kiesgrube/Sandgrube            | wertvoll                | Naturpark                                                |                                               |
| Aufschlüsse N von Reisensburg                                    |                | 774A010              | Günzburg Position                | Iller-Lech-Region                                                                                               | Die Aufschlüsse wurden durch Hangrutsche am Prallhang freigelegt. Deutliche Diskordanz weist auf die mögliche Lage der Grenze zwischen limnischer Unterer Serie und fluviatiler Unterer Serie der Oberen Süßwassermolasse hin. | 450 150 × 3                  | Typ: Diskordanz, Schichtfolge, Rutschung Art: Sand, Schotter, Kalkstein                                                               | Hanganriss/Felswand            | wertvoll                | Naturschutzgebiet, FFH-Gebiet, Vogelschutzgebiet         |                                               |
| Prallhang Hohe Wand WNW von Gestratz                             |                | 776A001              | Röthenbach Position              | Rhein-Jungmoränenregion                                                                                         | Am hohen Prallhang der Oberen Argen sind sandige Mergelsteine und Sandsteine der Oberen Süßwassermolasse freigelegt. Sie werden von verfestigten rißzeitlichen Schottern überlagert, auf denen unverfestigte würmzeitliche Vorstoßschotter liegen. Aus der Mergelschicht knapp über dem Wasserspiegel der Argen wurden Schnecken und Wirbeltierreste geborgen. Es handelt sich dabei um landbewohnende Arten, so dass geschlossen werden kann, dass die Mergel als Schlämme während Überflutungen (Hochwasser) abgelagert wurden. | 450 45 × 10                  | Typ: Tierische Fossilien, Schichtfolge Art: Mergelstein, Sandstein, Schotter                                                          | Hanganriss/Felswand            | wertvoll                | FFH-Gebiet                                               |                                               |
| Aufschlüsse im Ellhofer Tobel NE von Simmerberg                  | weitere Bilder | 776A002              | Weiler-Simmerberg Position       | Rhein-Jungmoränenregion                                                                                         | Im Tobel ist ein klassisches Profil der Oberen Meeresmolasse mit vielfältigen Fossilfundstellen aufgeschlossen. | 30000 1000 × 30              | Typ: Standard-/Referenzprofil, Tierische Fossilien, Schlucht Art: Sandstein, Konglomerat                                              | Prallhang/Flussbett/Bachprofil | wertvoll                | FFH-Gebiet                                               |                                               |
| Riß-Schotter WSW von Ringenberg                                  |                | 776A003              | Maierhöfen Position              | Rhein-Jungmoränenregion                                                                                         | Auf einer Höhe von 810 m liegen hier verfestigte Konglomerate (Nagelfluh), die aufgrund der geologischen Position und mit ihrer Porosität nicht in die Molasse gehören können. Es handelt sich um ehemalige Schmelzwasserschotter. Da würmzeitliche Schotter (noch) nicht zu Nagelfluh verfestigt sind, muss es sich um Schotter einer älteren Eiszeit handeln. Die Schmelzwasserschotter waren Talfüllung. Das zeigt, wie viel höher als heute die Landoberfläche vorwürmzeitlich gelegen haben muss. Der alte Abbau ist renaturiert. Die Abbauwände blieben erhalten. | 1500 50 × 30                 | Typ: Gesteinsart Art: Konglomerat | Kiesgrube/Sandgrube            | bedeutend               | kein Schutzgebiet                                        |                                               |
| Moränensedimente im Bösenreutiner Tobel NE von Lindau            |                | 776A004              | Sigmarszell Position             | Rhein-Jungmoränenregion                                                                                         | Der Bösenreutiner Tobel ist sowohl von Süden durch das Werksgelände Dornier als auch über Wanderwege und Pfade von Bösenreutin und Tobel aus erreichbar. Besonders in seinem nördlichen, unverbauten Teil ist er landschaftlich reizvoll. Der Tobel ist in Moränensedimente und Schmelzwasserschotter eingetieft, die aber als Lockergesteine am Weg schlecht aufgeschlossen oder in den steileren Seitengräben schlecht erreichbar sind. Unter einer Gittertreppe nahe der Brücke westlich von Tobel ist im steilen Bachbett eines Seitengrabens Riß-Moräne angeschnitten. In Schluffe sind schlecht sortierte Kiese und Gerölle eingebettet und sandige Lagen eingeschaltet. Darüber liegt eine Bank von verfestigten Schmelzwasserschottern (Nagelfluh), die eine kleine Wasserfallstufe bildet. | 90000 1500 × 60              | Typ: Gesteinsart, Schlucht Art: Schluff, Schotter, Sand                                                                               | Prallhang/Flussbett/Bachprofil | bedeutend               | kein Schutzgebiet                                        |                                               |
| Austernnagelfluh an der B 308 zwischen Weiler und Oberreute      |                | 776A005              | Weiler-Simmerberg Position       | Rhein-Jungmoränenregion                                                                                         | Vom Parkplatz in Fahrtrichtung Weiler an der B 308 nordwestlich Oberreute können 80 m hangaufwärts zwei kleine und etwas überwachsene Abbaugruben erreicht werden. Die an wenigen Stellen anstehende und angewitterte Nagelfluh der Oberen Meeresmolasse zeigt reichlich Reste von Austernschalen. Die Bank von Austernnagelfluh zieht auf der Anhöhe vor zur B 308. Dort nicht begehen, um den Straßenverkehr nicht durch Steinschlag zu gefährden! | 1500 100 × 15                | Typ: Gesteinsart, Steinbruch/Grube Art: Konglomerat                                                                                   | Steinbruch                     | bedeutend               | kein Schutzgebiet                                        |                                               |
| Altpleistozäne Nagelfluh 400 m SSE Schweineburg                  |                | 776A006              | Gestratz Position                | Rhein-Jungmoränenregion                                                                                         | In einem ehemaligen Steinbruch stehen zur Nagelfluh verfestigte Schotter an. Sie liegen in einer Höhe von 845 m ü. NN und sind vermutlich günzzeitlich. Die Schotter der Schweineburg werden als Relikte der früheren Deckenschotter-Landschaft angesehen. Es wird angenommen, dass sie fluviatil in Tälern am Gebirgsrand abgelagert wurden. In die alte Deckenschotterlandschaft wurde nachfolgend durch subglaziale Schmelzwässer ein neues, übertiefes Relief eingeschnitten. Die Günz-Deckenschotter des östlichen Rheingletschergebietes werden aus den Helvetischen Decken als Einzugsgebiet abgeleitet (Beginn der Erosion des Rheintals bis etwa Sargans) und sollten kristallinarm sein und viele gelbe Kalke enthalten. | 450 30 × 15                  | Typ: Gesteinsart, Schichtfolge Art: Konglomerat                                                                                       | Steinbruch                     | wertvoll                | kein Schutzgebiet                                        |                                               |
| Ehemalige Heil- und Badequelle von Bad Siebers                   |                | 776G002              | Weiler-Simmerberg Position       | Rhein-Jungmoränenregion                                                                                         | Die Quelle von Bad Siebers liegt im Talgrund der Rothach und hat eine lange Geschichte. Als Heil- und Badequelle wurde sie bereits im Mittelalter erwähnt. Später wurde nach einer Urkunde aus dem Jahre 1628 – und auf einer Zeichnung von Gabriel Bucelin aus dem Jahre 1637 zu sehen – das Badegebäude neu erbaut, die Quelle neu gefasst und ein Gasthaus errichtet. Im 18. und 19. Jahrhundert kam das Bad in Vergessenheit. Im 20. Jahrhundert begann für die Quelle eine neue Geschichte: Ihr Wasser wurde zu Trinkzwecken in Flaschen abgefüllt. Das Quellwasser stieg unter Talfüllung an einer Verwerfung in Sandsteinen der Oberen Meeresmolasse auf. Die Quelle wurde wohl nachgebohrt. Das alte Brunnenhaus ist als Museum hergerichtet. Heute wird aus einem neu gebohrten Brunnen Mineralwasser gefördert und in Weiler abgefüllt. | 16 4 × 4                     | Typ: Bohrung, Mineralquelle Art: Sandstein                                                                                            | kein Aufschluss                | wertvoll                | kein Schutzgebiet                                        |                                               |
| Molasseprofil Eistobel ENE von Grünenbach                        | weitere Bilder | 776R001              | Maierhöfen Position              | Rhein-Jungmoränenregion                                                                                         | Im epigenetischen Durchbruchstal der Oberen Argen ist das vollständige Profil von der Unteren Süßwassermolasse über Obere Meeresmolasse bis zur Oberen Süßwassermolasse aufgeschlossen. Das Einfallen der Schichten nimmt von N nach S zu (aufgeschleppter Südrand der Vorlandmolasse). An Konglomeratbänken, die quer zum Fluss verlaufen, haben sich zahlreiche Wasserfallstufen und Kaskaden gebildet. An den Prallhängen sind auch Mergel sehr gut aufgeschlossen. | 240000 2000 × 120            | Typ: Schlucht, Standard-/Referenzprofil, Falte/Mulde/Sattel, Kolk, Wasserfall Art: Konglomerat, Sandstein, Mergel                     | Prallhang/Flussbett/Bachprofil | besonders wertvoll      | Naturschutzgebiet, FFH-Gebiet                            | Bayerns schönste Geotope Nr. 48               |
| Findling E von Lindenberg                                        | weitere Bilder | 776R002              | Lindenberg im Allgäu Position    | Rhein-Jungmoränenregion                                                                                         | Heute ist nur ein kleiner Teil des Findlings erhalten, da dieser ehemals als Steinbruch verwendet wurde. Sein Gesamtvolumen wird auf 3000–4000 Kubikmeter geschätzt. Damit handelt es sich um den größten, durch Ferngletscher transportierten, Findling im nördlichen Alpenvorland. Er stammt vermutlich von den Drei Schwestern bei Vaduz aus einer Höhe von ca. 1500 bis 2000 m. Er wurde vermutlich vor ca. 20.000 Jahren auf der Rotach-Eiszunge des Rheingletschers transportiert. | 1500 50 × 30                 | Typ: Findling, Steinbruch/Grube Art: Kalkstein                                                                                        | Block                          | besonders wertvoll      | Naturdenkmal                                             |                                               |
| Toteisloch NW von Vogelsang                                      |                | 776R003              | Röthenbach (Allgäu) Position     | Rhein-Jungmoränenregion                                                                                         | Zur Entstehung des Toteislochs: randlich von der Rotach-Gletscherzunge gelöste Eisblöcke wurden mit Schotter und Moränenmaterial überdeckt. Durch das Tieftauen kam es zum Absacken der Deckschichten und es entstand die steilrandige Hohlform. | 9600 120 × 80                | Typ: Toteisloch Art: Moräne | kein Aufschluss                | bedeutend               | kein Schutzgebiet                                        |                                               |
| Wallmoräne bei Buflingsried                                      | weitere Bilder | 776R004              | Scheidegg Position               | Rhein-Jungmoränenregion                                                                                         | Der Doppelmoränenwall des Rheingletschers wurde im Spät-Hochglazial (Rückzugsstadium) hier abgelagert. | 150000 600 × 250             | Typ: End-(Wall-)Moräne Art: Moräne | kein Aufschluss                | bedeutend               | kein Schutzgebiet                                        |                                               |
| Gletschertopf NE von Scheffau                                    | weitere Bilder | 776R005              | Scheidegg Position               | Rhein-Jungmoränenregion                                                                                         | Schuttbeladene Schmelzwässer, die in Gletscherspalten bis auf den Grund stürzten, schliffen durch rotierende Steine diese 1,4 m breite und 2,5 m tiefe Röhre in den Untergrund. | 4 2 × 2                      | Typ: Gletschermühle, Kolk Art: Konglomerat                                                                                            | sonstiger Aufschluss           | wertvoll                | kein Schutzgebiet                                        |                                               |
| Findling in Lindau/Hochbuch                                      |                | 776R006              | Lindau Position                  | Rhein-Jungmoränenregion                                                                                         | Der kantige Gneisfindling wurde durch den Rheingletscher im Spätglazial hier abgelagert. | 15 5 × 3                     | Typ: Findling Art: Gneis | Block                          | bedeutend               | kein Schutzgebiet                                        |                                               |
| Scheidegger Wasserfälle NW von Scheidegg                         | weitere Bilder | 776R007              | Scheidegg Position               | Rhein-Jungmoränenregion                                                                                         | Drei große Fälle (max. 22 m hoch) stürzen hier über Schichtstufen aus grobem Konglomerat der Oberen Süßwassermolasse. In festeren Mergel- und Sandsteinschichten kommt es zur Bildung von Kolken und Strudellöchern. | 500 50 × 10                  | Typ: Wasserfall, Schichtfolge Art: Konglomerat, Sandstein, Mergelstein                                                                | Prallhang/Flussbett/Bachprofil | wertvoll                | Naturschutzgebiet, FFH-Gebiet                            | Bayerns schönste Geotope Nr. 24               |
| Kesselbachtobel S von Scheffau                                   |                | 776R008              | Scheidegg Position               | Rhein-Jungmoränenregion                                                                                         | Der Kesselbachtobel erschließt ein umfangreiches Molasseprofil im Bereich der aufgerichteten Molasse (Untere Süßwassermolasse, Obere Meeresmolasse und Obere Süßwassermolasse). Das steilwandige Kerbtal besitzt schluchtartige Abschnitte, kleine Wasserfälle stürzen über die Schichtstufen. | 150000 2500 × 60             | Typ: Schlucht, Schichtfolge, Tierische Fossilien Art: Sandstein, Konglomerat, Mergelstein                                             | Prallhang/Flussbett/Bachprofil | wertvoll                | kein Schutzgebiet                                        |                                               |
| Enschenstein SW von Untertrogen                                  |                | 776R009              | Weiler-Simmerberg Position       | Rhein-Jungmoränenregion                                                                                         | Die aufgeschlossenen Konglomerate sind durch das Vorkommen von Austern in die Obere Meeresmolasse einzuordnen. Die talwärts einfallende Konglomeratbank bildet eine Schichtstufe, unterhalb der große Bergsturzblöcke lagern. | 1200 400 × 3                 | Typ: Schichtstufe, Felswand/-hang, Felssturz, Gesteinsart, Tierische Fossilien Art: Konglomerat, Mergelstein                          | Hanganriss/Felswand            | wertvoll                | gesetzlich geschütztes Biotop                            |                                               |
| Drumlinfeld SW von Oberreitnau                                   |                | 776R010              | Lindau Position                  | Rhein-Jungmoränenregion                                                                                         | Im Norden von Lindau liegt ein mehrere Quadratkilometer großes Drumlinfeld, das der Rheingletscher nördlich des Bodensees formte. Vor allem um Ober- und Unterreitnau finden sich zahlreiche landschaftlich besonders markante Drumlins. | 100000000 10000 × 10000      | Typ: Drumlin-/G.moränenfeld Art: Moräne                                                                                               | kein Aufschluss                | wertvoll                | kein Schutzgebiet                                        |                                               |
| Hausbachklamm S von Weiler                                       |                | 776R012              | Weiler-Simmerberg Position       | Rhein-Jungmoränenregion                                                                                         | Die Hausbachklamm ist von Weiler aus oder vom Parkplatz an der Alpenstraße im steilen Abstieg zu erreichen. Grüngraue Sandsteine und Konglomerate der Oberen Meeresmolasse (OMM) bilden die Klammwände und Stufen im Bett des Tobelbachs. Stellenweise sind Kolke ausgeschliffen. Der westliche Tobelhang ist durch umfangreiche Hangrutschungen mit kleineren Felsstürzen charakterisiert. Unterschneidungen des Hangfußes durch den Hausbach führen auch heute noch zu aktiven Kriech- und Rutschbewegungen mit Stauchwülsten in den Hängen. Die Rutschungen liefern wiederum Geschiebe in den Hausbach. Durch Schräg- und Säbelwuchs zeigen sich die Hangbewegungen am Baumbestand. Die Rutschungen sind als Georisiken im GeoFachdatenAtlas Bayern kartiert. | 200000 1000 × 200            | Typ: Klamm, Schichtfolge Art: Sandstein, Konglomerat                                                                                  | Prallhang/Flussbett/Bachprofil | wertvoll                | kein Schutzgebiet                                        |                                               |
| Ehem. Kiesgrube E von Bubenhausen                                |                | 775A002              | Weißenhorn Position              | Iller-Lech-Region                                                                                               | Der Steinbruch ist größtenteils verstürzt. Im oberen Bereich sind Konglomeratstotzen neben geringer verfestigten, verwitterten Schottern aufgeschlossen. Etwa 1,5 m unterhalb der pleistozänen Schotter steht stellenweise plattig verfestigter Sandstein (eventuell Tertiär) an. Im Fußbereich der Grubenböschung wurde an einer Stelle frisch angegrabener Feinsand der Oberen Süßwassermolasse angetroffen. | 2100 70 × 30                 | Typ: Schichtfolge Art: Konglomerat, Sand, Sandstein                                                                                   | Kiesgrube/Sandgrube            | bedeutend               | kein Schutzgebiet                                        |                                               |
| Sandgrube N von Ingstetten                                       |                | 775A005              | Roggenburg Position              | Iller-Lech-Region                                                                                               | Die hellgelblich-grauen bis bräunlichen Feinsande der Oberen Süßwassermolasse zeigen deutliche Schrägschichtungskörper und Aufarbeitungshorizonte, oft mit kalkumrusteten Tongeröllen und Kalkkonkretionen. Es finden sich plattig geschichtete sowie stengelige bis kugelige verhärtete Kalksandsteinkörper, die aus der Grubenböschung herauswittern. | 100 50 × 2                   | Typ: Sedimentstrukturen, Schichtfolge Art: Sand                                                                                       | Kiesgrube/Sandgrube            | wertvoll                | Landschaftsbestandteil                                   |                                               |
| Ehem. Sandgrube W von Bergenstetten                              |                | 775A006              | Altenstadt Position              | Iller-Lech-Region                                                                                               | Die Sandgrube am westlichen Ortsrand von Bergenstetten ist weitgehend mit jungem Gehölzbestand verwachsen. Im oberen Bereich sind einige plattig erhärtete Sandsteinlagen erhalten, im unteren Bereich sind an einer Stelle Mittel- bis Feinsande mit Schrägschichtung erkennbar. | 2800 70 × 40                 | Typ: Sedimentstrukturen Art: Sand | Kiesgrube/Sandgrube            | bedeutend               | Landschaftsbestandteil                                   |                                               |
| Steinbruch An der Schanz N von Burgberg                          | weitere Bilder | 780A001              | Burgberg im Allgäu Position      | Allgäuer Alpen                                                                                                  | Aufgeschlossen ist ein nordvergenter Sattel mit anschließender Schuppenzone im Südhelvetikum der Grüntenteildecke. Der Aufschluss zeigt mit einer vollständigen Schichtfolge auf engem Raum den Sedimentationsverlauf und das tektonische Bild im Helvetikum. Der Abbau wurde eingestellt, die Grubensohle ist rekultiviert. | 42500 250 × 170              | Typ: Standard-/Referenzprofil, Falte/Mulde/Sattel Art: Sandstein, Kalkstein, Mergelstein                                              | Steinbruch                     | wertvoll                | kein Schutzgebiet                                        | Bayerns schönste Geotope Nr. 88               |
| Typlokalität des Liebensteiner Kalks W von Vorderhindelang       |                | 780A002              | Bad Hindelang Position           | Allgäuer Alpen                                                                                                  | Der anstehende Liebensteiner Kalk wird stratigraphisch in die Oberkreide gestellt. Er gehört zum pelagischen Ultrahelvetikum, das hier zwischen Helvetikum und Flysch eingeschuppt ist. Der Abbau ist eingestellt, das Grubengelände umzäunt. Aufschlüsse liegen aber auch am benachbarten Hang. | 300 60 × 5                   | Typ: Typlokalität, Schichtfolge Art: Kalkstein                                                                                        | Steinbruch                     | wertvoll                | kein Schutzgebiet                                        |                                               |
| Deckenüberschiebung am Oybach SSE von Oberstdorf                 |                | 780A003              | Oberstdorf Position              | Allgäuer Alpen                                                                                                  | Am rechten Bachufer und am Talhang liegt die Überschiebungsgrenze von Allgäudecke auf Rhenodanubischen Flysch. Durch die Deckenüberschiebung Kalkalpin-Flysch im Alttertiär wurden Sedimente unterschiedlich alter und räumlich weit entfernter Räume aufeinander geschoben. Die Deckengrenze bildet gleichzeitig die markante morphologische Grenze zwischen Allgäuer Alpen und Oberstdorfer Becken. | 350 70 × 5                   | Typ: Störung, Schichtfolge, Gesteinsart, Störungsquelle, Sinterbildung Art: Mergelstein, Dolomitstein, Kalktuff                       | Prallhang/Flussbett/Bachprofil | wertvoll                | Landschaftsschutzgebiet                                  |                                               |
| Helvetikum an der Lochbachstraße NW von Tiefenbach               | weitere Bilder | 780A004              | Obermaiselstein Position         | Allgäuer Alpen                                                                                                  | Die Schichtfolge der Grünsandsteine ist z. T. lückenhaft, was typisch ist für den Faziesbereich des Mittelhelvetikums (nach A. Heim, 1916). Ursache dafür sind Hebungen des Meeresbodens während der höheren Unterkreide bis Mittelkreide. Die Schrattenkalkfelswand gibt einen guten Einblick in den Aufbau des Gesteins: Anhäufungen von Bivalven und Korallen, Biogenschuttkalke und kleine Riffe liegen in der ca. 30 Grad geneigten Schichtfolge. | 4000 200 × 20                | Typ: Schichtfolge, Sedimentstrukturen, Tierische Fossilien, Felswand/-hang Art: Kalkstein, Mergelstein                                | Hanganriss/Felswand            | wertvoll                | Landschaftsschutzgebiet, Naturpark                       |                                               |
| Junghansen-Schichten an der Bolgenach SE von Balderschwang       | weitere Bilder | 780A005              | Balderschwang Position           | Allgäuer Alpen                                                                                                  | Aufgeschlossen ist die Schichtfolge der Feuerstätter Decke (stark spezialgefaltete Junghansenschichten) über Aptychenschichten. Der gut 2 m hohe und sehr breite Aufschluss liegt südlich des Bachbettes und ist daher nur bei Niedrigwasser direkt zugänglich. Die eindrucksvolle Faltung ist aber auch vom Nordufer aus gut zu erkennen. | 400 80 × 5                   | Typ: Schichtfolge, Falte/Mulde/Sattel Art: Kalkstein, Tonstein                                                                        | Prallhang/Flussbett/Bachprofil | wertvoll                | Landschaftsschutzgebiet, FFH-Gebiet, Naturpark           |                                               |
| Falte im Flysch an der Riedbergstraße SW von Obermaiselstein     |                | 780A006              | Obermaiselstein Position         | Allgäuer Alpen                                                                                                  | An der Straßenböschung ist ein überkippter nordvergenter Sattel in Ofterschwanger Schichten lehrbuchhaft aufgeschlossen. Der große Aufschluss liegt direkt an einer starken Steigungsstrecke. Es besteht bei einem Besuch Gefahr durch den Straßenverkehr. | 100 20 × 5                   | Typ: Falte/Mulde/Sattel, Gesteinsart Art: Kalkmergelstein                                                                             | Böschung                       | wertvoll                | Landschaftsschutzgebiet, Naturpark                       |                                               |
| Straßenaufschluss im Ultrahelvetikum am Faltenbach in Oberstdorf | weitere Bilder | 780A007              | Oberstdorf Position              | Allgäuer Alpen                                                                                                  | Der gut erhaltene und ausgezeichnet zugängliche Aufschluss 100 m nordnordwestlich der Eissporthalle zeigt ultrahelvetische Leimenschichten. Das mergelige Gestein zerfällt zu schiefrigen Platten. | 200 20 × 10                  | Typ: Gesteinsart, Lagerungsverhältnisse Art: Kalkmergelstein                                                                          | Böschung                       | wertvoll                | kein Schutzgebiet                                        |                                               |
| Spilit der Arosa-Zone im Wildbachtobel E von Hindelang           | weitere Bilder | 780A008              | Bad Hindelang Position           | Allgäuer Alpen                                                                                                  | An der Felswand oberhalb des Baches treten kissenförmige Gesteinsstrukturen (Pillow-Lava) eines basischen Ergussgesteins auf (Diabasporphyrit). Die Pillow-Struktur weist auf submarinen Erguss hin, Diabasporphyrite (oder - spilite) stellen typische Gesteine der Arosa-Decke. Sie zeigen Neubildung ozeanischer Kruste (erhöhte vulkanische Aktivität) während der Kreidezeit in diesem Sedimentationsraum. In der anhaftenden kontaktmetamorphen Sedimentkruste finden sich Fossilreste (Cenoman). | 500 25 × 20                  | Typ: Gesteinsart, Pillows Art: Basalt                                                                                                 | Prallhang/Flussbett/Bachprofil | besonders wertvoll      | kein Schutzgebiet                                        |                                               |
| Helvetikum-Aufschluss an der Breitachstraße NW von Oberstdorf    | weitere Bilder | 780A009              | Oberstdorf Position              | Allgäuer Alpen                                                                                                  | Der Aufschluss zeigt einen Anschnitt der Geisberg-Burgberg-Antiklinale im Helvetikum. Die Schichtfolge über dem Schrattenkalk (Mittelhelvetikum) zeigt auf engem Raum Abweichungen, die auf Oszillationen des Meeresspiegels und Schichtkondensationen zurückgeführt werden können. | 1000 200 × 5                 | Typ: Schichtfolge, Falte/Mulde/Sattel Art: Kalkstein, Sandstein                                                                       | Böschung                       | wertvoll                | kein Schutzgebiet                                        |                                               |
| Oberstdorfer Grünsandstein am Burgbichel NW von Oberstdorf       |                | 780A010              | Oberstdorf Position              | Allgäuer Alpen                                                                                                  | Der Härtling Burgbichel liegt am Rand der postglazialen Stillach-Aue. Anstehend ist Oberstdorfer Grünsandstein. Dieser ist eine Regressionsbildung im helvetischen Faziesraum während des Paläozäns. Der sehr große und sehr gut erhaltene Aufschluss im kompakten Sandstein wird als Klettergarten genutzt. | 3900 60 × 65                 | Typ: Gesteinsart Art: Sandstein | Steinbruch                     | wertvoll                | kein Schutzgebiet                                        |                                               |
| Steinbruch Wup ESE von Rettenberg                                |                |                      | Rettenberg Position              | Allgäuer Molasse-Vorberge                                                                                       | Der Aufschluss liegt am N-Flügel der hier endenden Murnauer Mulde. Aufgeschlossen ist das Profil von Oberen Tonmergelschichten über die gesamten Bausteinschichten bis zur Basis der Weißach-Schichten. Die Bausteinschichten sind durch ein Tonmergelpaket zweigeteilt. Sie enthalten häufig Sedimentstrukturen und Pflanzenhäcksel. | 24000 400 × 60               | Typ: Schichtfolge, Sedimentstrukturen Art: Sandstein, Tonmergelstein                                                                  | Steinbruch                     | wertvoll                | Landschaftsschutzgebiet                                  | Möglicherweise vom LfU gestrichen (Okt. 2018) |
| Obere Meeresmolasse N von Rieggis                                |                | 780A012              | Waltenhofen Position             | Allgäuer Molasse-Vorberge                                                                                       | Der Straßenaufschluss zeigt Konglomerate der Oberen Meeresmolasse im Bereich der Hauchenberg-Schuppe (nördlicher Bereich der Faltenmolasse). Austernkonglomerat ist in einem 0,8 bis 1 m mächtigen Horizont konzentriert. | 750 50 × 15                  | Typ: Tierische Fossilien, Gesteinsart Art: Konglomerat                                                                                | Böschung                       | wertvoll                | kein Schutzgebiet                                        |                                               |
| Aufschlüsse im Kollerbachtal NW von Kempten                      |                | 780A013              | Wiggensbach Position             | Iller-Lech-Jungmoränenregion                                                                                    | Die Prallhänge am Kollerbach zeigen die typische Schichtfolge der Oberen Süßwassermolasse im Bereich des Adelegg-Schwemmfächers. Die gebirgsnahe Radialschüttung weist einen hohen grobklastischen Anteil auf. Diskordanzen, Kalkkrusten und Fossilien weisen auf das Klima und die Sedimentationsbedingungen hin. Im Bachbett ist Schieferkohle aufgeschlossen. | 225000 1500 × 150            | Typ: Schichtfolge, Sedimentstrukturen, Tierische Fossilien, Schlucht Art: Konglomerat, Mergelstein, Braunkohle                        | Prallhang/Flussbett/Bachprofil | wertvoll                | kein Schutzgebiet                                        |                                               |
| Ehem. Steinbruch S von Buchenberg                                |                | 780A014              | Buchenberg Position              | Iller-Lech-Jungmoränenregion                                                                                    | Der Aufschluss liegt ca. 2 km nördlich des tektonischen Alpenrandes. Die Schichten fallen hier noch mit 40–50 Grad nach Norden ein. Aufgeschlossen sind grobe Konglomerate der Oberen Süßwassermolasse im Wechsel mit feinen bis groben Sandsteinen in dünnen Platten. Kristalline Gesteine sind mit einem deutlichen Anteil (5–10 %) vertreten. | 4000 100 × 40                | Typ: Gesteinsart Art: Konglomerat, Sandstein                                                                                          | Steinbruch                     | bedeutend               | kein Schutzgebiet                                        |                                               |
| Nagelfluh-Felswand am Burgstall NNE von Wagegg                   | weitere Bilder | 780A015              | Haldenwang Position              | Iller-Lech-Jungmoränenregion                                                                                    | Der auf Oberer Süßwassermolasse auflagernde konglomerierte Schotter bildet ein nach Süden steilwandiges Plateau. Über dem Schotter lagert alt-pleistozäne verfestigte Moräne. Klüfte und Flexuren gehen auf Setzungen im Sediment zurück. Östlich der Burgruine liegt eine Höhle im verfestigten Schotter. | 7200 120 × 60                | Typ: Schichtfolge, Felswand/-hang Art: Konglomerat                                                                                    | Hanganriss/Felswand            | wertvoll                | kein Schutzgebiet                                        |                                               |
| Rauhenstein am Blender NW von Eschachberg                        |                | 780A016              | Buchenberg Position              | Iller-Lech-Jungmoränenregion                                                                                    | Die löchrige, kalkig gebundene und schlecht sortierte Nagelfluh ist von der liegenden Oberen Süßwassermolasse deutlich abgesetzt. Es handelt sich um die höchstgelegenen Reste eines ältest-pleistozänen Schotterstrangs im westlichen Alpenvorland. | 6250 250 × 25                | Typ: Gesteinsart, Felskuppe Art: Konglomerat                                                                                          | Felshang/Felskuppe             | wertvoll                | kein Schutzgebiet                                        |                                               |
| Aufschlüsse in der Weißachschlucht NE von Steibis                |                | 780A018              | Oberstaufen Position             | Allgäuer Molasse-Vorberge                                                                                       | Im Tobel sind ältere Weißach-Schichten erschlossen. Die Weißach-Schichten sind die tiefsten, rein fluviatil- terrestrischen Schichten der Unteren Süßwassermolasse. Der Bereich westlich der Iller gehört zum Hochgratschuttfächer, dem Schwemmfächer eines oligozänen bis miozänen Ur-Iller-Flusssystems. Der geringe bis fehlende Konglomeratanteil stellt die Aufschlüsse im Weißach-Tobel in den Bereich der Graufazies. Dieser Faziesbezirk ist zum Schüttungszentrum vorgelagert (Hochgratfazies). | 315000 900 × 350             | Typ: Typlokalität, Schlucht Art: Mergelstein, Sandstein                                                                               | Prallhang/Flussbett/Bachprofil | wertvoll                | FFH-Gebiet, Naturpark                                    |                                               |
| Typlokalität der Steigbach-Schichten SW von Immenstadt           |                | 780A019              | Immenstadt im Allgäu Position    | Allgäuer Molasse-Vorberge                                                                                       | Im Steigbachtobel sind die höheren Steigbachschichten (Untere Süßwassermolasse) erschlossen. Es handelt sich um Ablagerungen eines Ur-Iller-Flusssystems. Der Tobel bildet den Übergang vom Hängetal des Steigbaches zum glazial übertieften Haupttal von Iller und Konstanzer Ach. | 24000 600 × 40               | Typ: Typlokalität, Schlucht Art: Konglomerat, Mergel, Sandstein                                                                       | Prallhang/Flussbett/Bachprofil | wertvoll                | Naturpark                                                |                                               |
| Aufschluss am Bahneinschnitt NW von Sulzbrunn                    |                | 780A020              | Sulzberg Position                | Iller-Lech-Jungmoränenregion                                                                                    | Der Bahneinschnitt zeigt glaukonitische Sandsteine der Obere Meeresmolasse und ist reich an Fossilien. | 1300 130 × 10                | Typ: Gesteinsart, Tierische Fossilien Art: Sandstein                                                                                  | Böschung                       | bedeutend               | kein Schutzgebiet                                        |                                               |
| Kiesgrube SW von Josereute                                       |                | 780A021              | Oy-Mittelberg Position           | Iller-Lech-Jungmoränenregion                                                                                    | In der inzwischen weitgehend verfüllten Kiesgrube war ein Sattel in würmzeitlichen Vorstoßschottern sichtbar, entstanden durch Stauchung durch den vorrückenden Iller-Vorlandgletscher (Abb. 3 + 4: 2007). Im Kern des Sattels war rißzeitliche Moräne aufgeschlossen. Heute - 2016 - ist nur noch ein kleiner Rest der würmzeitlichen Schotter (mit Sanden und Schluffen) erhalten. | 600 40 × 15                  | Typ: Sedimentstrukturen, Schichtfolge Art: Schotter, Moräne                                                                           | Kiesgrube/Sandgrube            | bedeutend               | kein Schutzgebiet                                        |                                               |
| Nagelfluhfelsen NW von Sommersberg                               |                | 780A022              | Dietmannsried Position           | Iller-Lech-Region                                                                                               | Der Aufschluss zeigt Mindelmoräne über Mindelvorstoß-Schotter. Die Felsbildung liegt am ausgeschilderten Wanderweg Bockrundweg. | 300 30 × 10                  | Typ: Schichtfolge, Felswand/-hang Art: Konglomerat                                                                                    | Hanganriss/Felswand            | wertvoll                | Landschaftsschutzgebiet, FFH-Gebiet                      |                                               |
| Leybachtobel E von Altstädten                                    |                | 780A024              | Sonthofen Position               | Allgäuer Alpen                                                                                                  | Östlich von Altstätdten liegen im Leybachtobel gute Flyschaufschlüsse. Im unteren Teil des Profils sind gradierte Schichtung und Faltenbildungen zu sehen. Im höheren Teil hat sich im kompakteren Sandstein eine Wasserfallstufe gebildet. In mehreren Stufen überwindet der Bach etwa 20 Höhenmeter. | 22500 450 × 50               | Typ: Gesteinsart Art: Sandstein, Mergelstein, Kalksandstein                                                                           | Prallhang/Flussbett/Bachprofil | bedeutend               | kein Schutzgebiet                                        |                                               |
| Judenkirche NE von Tiefenbach                                    | weitere Bilder | 780A025              | Oberstdorf Position              | Allgäuer Alpen                                                                                                  | Schrattenkalk steht in Form eines Felstores an, das der Rest eines Höhleneinsturzes ist. Das Felstor steht an einem rutschaktiven Steilhang, an den Pfeilern sind Harnischflächen auszumachen, am rechten Pfeiler eine 3 m breite Ruschelzone, der Schrattenkalk ist gebankt. | 30 15 × 2                    | Typ: Gesteinsart, Karst-Halbh./Naturbrücke Art: Kalkstein                                                                             | Hanganriss/Felswand            | wertvoll                | Naturdenkmal                                             |                                               |
| Molasse-Wand NW von Seltmans                                     | weitere Bilder | 780A026              | Weitnau Position                 | Allgäuer Molasse-Vorberge                                                                                       | Aufschlusswand mit Konglomeraten, Sand- und Mergelsteinen der Oberen Süßwassermolasse. Der Aufschluss zeigt interessante Sedimentstrukturen, wird aber als Klettergarten genutzt. | 800 80 × 10                  | Typ: Gesteinsart, Schichtfolge, Sedimentstrukturen Art: Konglomerat, Sandstein, Mergelstein                                           | Hanganriss/Felswand            | bedeutend               | kein Schutzgebiet                                        |                                               |
| Konglomeratwände NNW von Freundpolz                              |                | 780A027              | Immenstadt im Allgäu Position    | Allgäuer Molasse-Vorberge                                                                                       | Steile und hohe Wände aus extrem grobkörnigen, ungebankten Konglomeraten. Über einen Bergsattel gelangt man in die Schlucht des Scheidbaches, an deren Eingang und ein Stück weit hinab imposante Konglomeratfelsen anstehen. An einer Aushöhlung wurde eine einfache Waldkapelle mit Grabdarstellung errichtet. | 2700 180 × 15                | Typ: Gesteinsart, Sedimentstrukturen, Felswand/-hang, Ausbruchs/Auswitterungshöhle Art: Konglomerat, Mergelstein, Sandstein           | Hanganriss/Felswand            | bedeutend               | kein Schutzgebiet                                        |                                               |
| Kohleflöz im Tal des Steinebaches                                |                | 780A028              | Weitnau Position                 | Allgäuer Molasse-Vorberge                                                                                       | Entlang des Steinebaches ist Obere Süßwassermolasse mit zwischengeschalteten Kohleflözen aufgeschlossen. Die bis zu 50 cm mächtigen Kohleflöze enthalten Pflanzenfossilien und befinden sich entlang eines Abschnittes von etwa 40 m. | 200 40 × 5                   | Typ: Gesteinsart, Pflanzliche Fossilien Art: Braunkohle, Mergelstein, Konglomerat                                                     | Prallhang/Flussbett/Bachprofil | wertvoll                | kein Schutzgebiet                                        |                                               |
| Radiolarite am Stuibenfall im Oytal SE von Oberstdorf            | weitere Bilder | 780A029              | Oberstdorf Position              | Allgäuer Alpen                                                                                                  | An einer Wand aus leicht verfalteten, roten und schwarzen Radiolariten fällt der Stuibachfall 25 m in die Tiefe. | 300 30 × 10                  | Typ: Wasserfall, Gesteinsart Art: Radiolarit                                                                                          | Prallhang/Flussbett/Bachprofil | wertvoll                | Naturschutzgebiet, FFH-Gebiet, Vogelschutzgebiet         |                                               |
| Steigbach-Schichten am Mittagberg S von Immenstadt               |                | 780A030              | Blaichach Position               | Allgäuer Molasse-Vorberge                                                                                       | In der Nähe der Mittag-Bergstation befindet sich dieser eindrucksvolle Aufschluss in einer Wechsellagerung von Konglomeraten und Sandsteinen der Steigbach-Schichten. | 40 20 × 2                    | Typ: Schichtfolge, Sedimentstrukturen, Gesteinsart Art: Konglomerat, Sandstein, Mergel                                                | Böschung                       | wertvoll                | Landschaftsschutzgebiet, Naturpark                       |                                               |
| Hauptdolomit-Falten am Wiedemerkopf im Hintersteiner Tal         |                | 780A031              | Bad Hindelang Position           | Allgäuer Alpen                                                                                                  | Der Wiedemerkopf besteht zum Großteil aus Hauptdolomit, der während der Oberen Trias in einer Lagune (geringe Wasserzirkulation, hohe Salinität) mit einer Mächtigkeit von bis zu 2000 m abgelagert wurde. Da der Hauptdolomit stark zerklüftet ist, zerfällt er in kleine Stücke, die an den Bergflanken große Schuttfächer bilden. Der Scheitel einer nahezu liegenden Falte weist nach NW, der Hauptrichtung des alpidischen Deckenschubes dieser Region. | 60000 300 × 200              | Typ: Falte/Mulde/Sattel, Störung, Schichtfolge Art: Dolomitstein, Kalkstein, Mergelstein                                              | Hanganriss/Felswand            | wertvoll                | Naturschutzgebiet, FFH-Gebiet, Vogelschutzgebiet         |                                               |
| Deckengrenze am Hornbachjoch SE von Oberstdorf                   |                | 780A032              | Oberstdorf Position              | Allgäuer Alpen                                                                                                  | Am Hornbachjoch ist die flach liegende Überschiebung der Deckengrenze zwischen Allgäu- und Lechtaldecke aufgeschlossen. | 500 100 × 5                  | Typ: Lagerungsverhältnisse, Störung, Schichtfolge Art: Dolomitstein, Mergelstein, Kalkstein                                           | Hanganriss/Felswand            | wertvoll                | Naturschutzgebiet, FFH-Gebiet, Vogelschutzgebiet         |                                               |
| Aufschluss der Allgäu-Formation zwischen Falkenberg und Rauheck  |                | 780A033              | Oberstdorf Position              | Allgäuer Alpen                                                                                                  | Zentraler Punkt der Typlokalität der Allgäu-Formation. Sie ist auf einer Strecke von über 2 km am Grat zwischen Falkenberg und Rauheck mit Mergelkalk- und Mergelsteinen an einem Wanderweg aufgeschlossen. | 165000 2200 × 75             | Typ: Typlokalität, Schichtfolge Art: Mergelstein, Kalkstein                                                                           | Hanganriss/Felswand            | besonders wertvoll      | Naturschutzgebiet, FFH-Gebiet, Vogelschutzgebiet         |                                               |
| Helvetischer Kieselkalk am ehemaligen Schwefelbad von Tiefenbach |                | 780A034              | Oberstdorf Position              | Allgäuer Alpen                                                                                                  | Das Gebäude des ehemaligen Kneipp- und Schwefelbades von Tiefenbach ist heute ein Hostel. Bei der Neugestaltung der Außenanlagen wurden Drusbergschichten und Kieselkalk des Geißberg-Gewölbes freigelegt. Damit ist hier eine der tiefsten Schichten des Helvetikums im Allgäu leicht zugänglich aufgeschlossen. Der Kieselkalk besteht aus relativ dunklen Kalksteinen mit Quarzsandkörnern und herauswitternden Linsen von Hornstein, die sich teils aus den reichlich vorhandenen Nadeln von Kieselschwämmen gebildet haben. Die Drusbergschichten - südlich des Hauseingangs aufgeschlossen - bestehen aus dunklen, schiefrigen Mergeln mit Kalksteinbänken. Die über Jahrhunderte genutzte Schwefelquelle soll sich unten am Mühlbach befunden haben und heute versiegt sein. | 1200 120 × 10                | Typ: Schichtfolge, Gesteinsart Art: Kieselkalkstein, Mergelstein, Kalkstein                                                           | Hanganriss/Felswand            | wertvoll                | kein Schutzgebiet                                        |                                               |
| Alpiner Buntsandstein am Iseler SSE von Oberjoch                 |                | 780A035              | Bad Hindelang Position           | Allgäuer Alpen                                                                                                  | Am Iseler befindet sich eines der wenigen Vorkommen von Alpinem Buntsandstein im bayerischen Alpenraum. Dieses älteste Sedimentgestein im Allgäu wurde nur in wenigen Fetzen an der Basis der kalkalpinen Decken mitgeschleppt. Der Alpine Buntsandstein wurde in terrestrischen Becken abgelagert. Die Rotfärbung stammt von Eisenoxidüberzügen der Quarzkörner in wüstenähnlichem Milieu. Im Osten der bayerischen Alpen steht stattdessen die zeitgleiche, in marinem Milieu abgelagerte Werfen-Formation an. Von der Bergstation des Iseler-Sessellifts dem Wanderweg nach Osten Richtung Wiedhag-Alpe folgend stehen nach 270 m zwei Bänke auf einer Geländerippe. Nach Norden zu besteht diese Rippe aus dem Alpinen Buntsandstein, der sich in Lesesteinen und einigen Felsen als hellrötlicher bis grauweißer, feinkörniger bis quarzitischer Sandstein zeigt. Der kräftige Bewuchs mit Heidelbeeren zeigt den sauren Boden an. | 2000 100 × 20                | Typ: Schichtfolge, Gesteinsart Art: Sandstein                                                                                         | Felshang/Felskuppe             | wertvoll                | Landschaftsschutzgebiet                                  |                                               |
| Kössen-Formation NE vom Prinz-Luitpold-Haus                      |                | 780A036              | Bad Hindelang Position           | Allgäuer Alpen                                                                                                  | Etwa 20 Minuten vom Prinz-Luitpoldhaus auf dem Jubiläumsweg (Via Alpina) zur Bockskarscharte finden sich nach Überwindung eines kleinen Felsriegels reichlich Korallen (Thecosmilia) und vereinzelt Brachiopoden in Lesesteinen im Wanderweg, in einem Schutzstreifen daneben und anstehend in einem mergeligen Hang über dem Wanderweg. Die mergeligen Schichten gehören der Kössen-Formation an. Der massige Kalkstein, der in einer Wand den Weg auf seiner westlichen Seite bis hierher begleitet hat, ist Oberrätkalk. | 2400 40 × 60                 | Typ: Tierische Fossilien, Schichtfolge Art: Mergelstein, Kalkstein                                                                    | Felshang/Felskuppe             | bedeutend               | Naturschutzgebiet, FFH-Gebiet, Vogelschutzgebiet         |                                               |
| Kössen-Formation in der Traufbachschlucht E von Spielmannsau     |                | 780A037              | Oberstdorf Position              | Allgäuer Alpen                                                                                                  | Die Traufbachschlucht östlich von Spielmannsau verläuft im Aufstieg zuerst im Hauptdolomit. Passiert wird der Pegel Spielmannsau am Traufbach - eine Wasserstands-Messstelle, die auch vor Hochwasser warnt. Bei etwa 1.100 m erweitert sich die Schlucht etwas, der Weg wird schmal und ist in wenig stabilem Gestein über einem Prallhang mühevoll befestigt. Hier stehen schwarzgraue Tonsteine mit eingeschalteten dunklen bituminösen Kalken der Kössen-Formation an. Der weitere Weg bis zum Ende der Schlucht verläuft in Oberrätkalk. | 25000 500 × 50               | Typ: Gesteinsart, Schichtfolge, Prallhang Art: Tonstein, Kalkstein                                                                    | Hanganriss/Felswand            | bedeutend               | Naturschutzgebiet, Landschaftsschutzgebiet, FFH-Gebiet   |                                               |
| Exotische Gesteine am Kühberg SE von Oberstdorf                  |                | 780A038              | Oberstdorf Position              | Allgäuer Alpen                                                                                                  | Die Entdeckung exotischer Gesteine - Gneise, Glimmerschiefer, Granite - in den Allgäuer Alpen hat in der Frühzeit der Geologie für große Diskussionen gesorgt. Einer dieser viel beschriebenen Aufschlüsse war der Kühberg bei Oberstdorf, wo Glimmerschiefer und Granit in großen Blöcken und Platten im Wildflysch gefunden wurden. Heute wird für die meisten dieser exotischen Riesenblöcke angenommen, dass sie vom Schelfrand mit Trübeströmen in die Tiefe befördert und in die bunten Konglomeraten der Junghansenschichten (Feuerstätter Flysch) eingebettet wurden. Nimmt man an der Oybelehalle nicht den Weg, der in Serpentinen zum Gasthaus Kühberg führt, sondern den Weg an der Längsseite der Halle entlang in südlicher Richtung, dann zweigt 150 m nach der Halle ein Trampelpfad links ab. Entlang dieses Pfads lassen sich anstehend und in Lesesteinen grünlich angewitterte, helle Glimmerschiefer finden. | 1600 80 × 20                 | Typ: Gesteinsart Art: Glimmerschiefer                                                                                                 | Hanganriss/Felswand            | wertvoll                | kein Schutzgebiet                                        |                                               |
| Flysch des Gaisalptobels SE von Reichenbach                      |                | 780A040              | Oberstdorf Position              | Allgäuer Alpen                                                                                                  | Beim Aufstieg durch den Gaisalptobel werden zuerst rote Tonsteine und graugrüne Tonmergelsteine der Lahnegraben-Formation (Untere Bunte Mergel), dann Schichten der Kalkgraben-Formation (Zementmergel-Serie) durchquert. Die Kalkbänke innerhalb der Folge aus überwiegend Tonmergeln zeigen Boudinage: Durch Zerrung werden die härteren Bänke in linsenförmige Körper zerteilt und von der Matrix aus schiefrigen Mergeln umflossen. Im höheren Abschnitt des Tobels steht die Wechselfolge aus Feinsandsteinen und Tonsteinen der Rehbreingraben-Formation (Quarzitserie) an. Am Kraftwerk oben hat ein kleinerer Felssturz stattgefunden. | 56000 800 × 70               | Typ: Schichtfolge Art: Sandstein, Quarzit, Tonstein                                                                                   | Prallhang/Flussbett/Bachprofil | wertvoll                | kein Schutzgebiet                                        |                                               |
| Schrattenkalk der Herzbergalpe WSW von Obermaiselstein           |                | 780A041              | Obermaiselstein Position         | Allgäuer Alpen                                                                                                  | Am Wanderweg Beslerrunde von der Herzbergalpe nach Osten zum Schwarzenberg finden sich dort, wo im Wald Karren einen angelösten, sehr reinen Kalkstein anzeigen, reichlich Fossilien im Schrattenkalk. Meist handelt es sich um Muscheln oder Schnecken, deren Querschnitte durch die Anwitterung aus dem Kalkstein hervortreten. Im oberen Wegabschnitt sind auf angewitterten Flächen des Kalksteins Onkoide - konzentrische Ablagerungen von Kalk um einen Keim - zu erkennen. Am Anfang des Wegs unten am Waldrand und wieder oben vor den Jagdhütten am Schwarzenberg stehen braun verwitternde Grünsandsteine der über dem Schrattenkalk liegenden (und jüngeren) Garschella-Formation an. | 160 40 × 4                   | Typ: Tierische Fossilien, Sedimentstrukturen, Karren/-felder Art: Kalkstein                                                           | Hanganriss/Felswand            | wertvoll                | Landschaftsschutzgebiet, Naturpark                       |                                               |
| Typlokalität des Bolgenkonglomerats W von Obermaiselstein        |                | 780A043              | Bolsterlang Position             | Allgäuer Alpen                                                                                                  | 1829 reisten die britischen Geologen Prof. Sedgwick und Mr. Murchison durch die Ostalpen, examinierten auch die Masse an Kristallingestein am Bolgen und deren Umfeld und kamen zu dem Schluss, dass hier vulkanische Substanz einen festen Block von Gneis hochgehoben hatte und dabei die überlagernden Sedimentgesteine zerbrochen und verstellt wurden. F. v. Lupin hatte 1809 die Kristallingesteine am Bolgen erstmals schriftlich bekannt gemacht. Er vermutete damals richtiger, dass die Kristallingesteine des Bolgen, nachdem der Alpenkalkstein sich abgesetzt hatte, auf einer geneigten Fläche mit dem Wasser und der Schwerkraft hierher transportiert worden waren. Cornelius (1924) benannte die Schichtfolge als Bolgenkonglomerat. Nach heutiger Ansicht handelt es sich um teils sehr große Blöcke, die in Canyons des Schelfabhangs abgelagert wurden und innerhalb der Junghansen-Schichten der Feuerstätter Decke liegen. Auf der Anhöhe oberhalb des Wegs sind Blöcke von Kristallingesteinen anzutreffen. Kristallingesteine des Bolgen sollen auch für das Mauerwerk der Wannenkopfhütte verwendet worden sein.                                                                            | 3600 90 × 40                 | Typ: Typlokalität Art: Konglomerat, Granit                                                                                            | Felshang/Felskuppe             | wertvoll                | Landschaftsschutzgebiet, FFH-Gebiet, Naturpark           |                                               |
| Manganschiefer der Allgäu-Formation im Rappenalptal              |                | 780A044              | Oberstdorf Position              | Allgäuer Alpen                                                                                                  | Im hintersten Rappenalptal SW von Oberstdorf quert der Almweg von der Speicherhütte zur Trifthütte bei etwa 1.720 m tiefschwarze Tonsteine. Sie fallen sowohl durch ihre dunkle Farbe als auch durch glänzend polierte Flächen und stahlblaue Beschläge auf. Es handelt sich um die Manganschiefer der Mittleren Allgäu-Formation. Den Tonsteinen sind cm- bis dm-mächtig Sandsteine zwischengelagert. Neben Mangan, das sich allerdings kaum in sichtbaren Mineralien zeigt, enthalten die Manganschiefer hier gelegentlich winzige idiomorphe Quarzkristalle. Sie verraten sich bei sorgfältiger Suche durch ihr Aufblitzen im Sonnenlicht. Von der Endhaltestelle der Buslinie in Birgsau sind es etwas über 3 Stunden und 770 Höhenmeter bis zum Geotop. Schneller ist es mit dem Mountainbike zu erreichen, ab der Speicherhütte aber nur noch auf breitem, aber teils felsigem Weg. | 250 50 × 5                   | Typ: Gesteinsart, Schichtfolge, Mineralien Art: Tonstein, Sandstein                                                                   | Böschung                       | wertvoll                | Naturschutzgebiet, Landschaftsschutzgebiet, FFH-Gebiet   |                                               |
| Kössen-Formation westlich der Schwarzenberghütte                 |                | 780A045              | Bad Hindelang Position           | Allgäuer Alpen                                                                                                  | Am Almweg von der Schwarzenberghütte zur Käseralpe stehen auf einigen 100 Metern dünn- bis dickbankige Kalksteine und Mergel- mit Tonsteinen der Kössen-Formation an. Die dünnbankigen Kalksteine zeigen schöne Kleinfaltung. In den Wechselfolgen kann sehr gut die weitständige, auf den Schichtflächen senkrecht stehende Klüftung der Mergelsteine und die engständige, im Winkel abknickende Foliation der Tonsteine beobachtet werden. An einer Böschung lässt sich der Inhalt einer Moräne studieren: Typisch ist der weite Korngrößenbereich von großen, angerundeten Blöcken bis zur Sand-, Schluff- und Tonfraktion. | 1250 250 × 5                 | Typ: Falte/Mulde/Sattel, Gesteinsart Art: Kalkstein, Mergelstein, Tonstein                                                            | Hanganriss/Felswand            | wertvoll                | Naturschutzgebiet, Landschaftsschutzgebiet, FFH-Gebiet   |                                               |
| Jura, Kreide und Kristallin der Arosa-Zone W der Rotspitz        |                | 780A046              | Bad Hindelang Position           | Allgäuer Alpen                                                                                                  | Die größte Masse an Glimmerschiefern der Arosa-Zone im Allgäu ist - nur weglos und anstrengend zugänglich - hoch oben am Westhang der Rotspitz im Retterschwanger Tal aufgeschlossen. Das Tal ist für den öffentlichen Kfz-Verkehr gesperrt. Zum Aufschluss nimmt man 800 m südlich der Alpe Mitterhaus den Wanderweg zu den Hasenegg-Alpen, steigt aber auf 1.260 m Höhe auf einem Jägersteig Richtung Norden wieder leicht ab. Nach 350 m quert der Steig den in der Karte durchgehend eingezeichneten Wasserlauf, der in einer etwas tiefer eingeschnittenen Runse verläuft. Man folgt weglos der Rippe links der Runse bergauf und sieht nach kurzer Zeit links einen Schuttstrom von der Rotspitz. Weiter auf der Rippe zeigen sich auf 1.330 m jenseits des Schuttstroms gut gebankte, grünlichgraue Mergelkalksteine der Schrambach-Fm. (innerhalb der Arosa-Zone). Eine Stufe mit kleinem Wasserfall oberhalb wird von typisch roten Radiolariten der Ruhpolding-Fm. gebildet. Hat man die Stufe (auf der Rippe!) vorsichtig überwunden, dann stehen wenig oberhalb Glimmerschiefer an. Amphibolit findet sich im Blockschutt daneben. Auf gleichem Weg zurück!                                              | 1000 50 × 20                 | Typ: Gesteinsart, Schichtfolge, Lagerungsverhältnisse Art: Glimmerschiefer, Amphibolit, Radiolarit                                    | Felshang/Felskuppe             | wertvoll                | Naturschutzgebiet, FFH-Gebiet, Vogelschutzgebiet         |                                               |
| Spilite der Arosa-Zone bei der Gaisalpe                          |                | 780A047              | Oberstdorf Position              | Allgäuer Alpen                                                                                                  | Die Spilite der Arosa-Zone bei der Gaisalpe waren schon Gümbel (1861) bekannt. Die im bayerischen Alpenraum seltenen, für die Arosa-Zone aber typischen Gesteine, sind im steilen Anstieg in Weidegelände vom Wanderweg zum Gaisalpsee aus zu erreichen (oder auf gleicher Höhe weglos SSE haltend von der Richteralpe aus). In dem tropfenförmigen Wäldchen oberhalb von 1.320 m stehen die Spilite, teils mit metallisch glänzenden Scherflächen an. Im benachbarten Wiesengelände liegen Kissen der untermeerisch ausgeflossenen und erstarrten Pillowlaven gleichsam aufgetürmt. Oberhalb des Wäldchens sind in einem Aufschluss in steilem Wiesengelände die Zwickel zwischen den Kissen mit weißen Zeolithen ausgefüllt. An der Grenze zu Kreidemergeln ist kontaktmetamorph Hornfels entstanden. | 7500 150 × 50                | Typ: Gesteinsart, Mineralien Art: Basalt                                                                                              | Felshang/Felskuppe             | wertvoll                | Landschaftsschutzgebiet                                  |                                               |
| Straßenaufschluss in Kojen-Schichten WNW von Rettenberg          |                | 780A048              | Rettenberg Position              | Allgäuer Molasse-Vorberge                                                                                       | Zwischen Greggenhofen und Humbach quert die Straße einen Zug von bunten Konglomeraten der Kojen-Schichten. Neben den überwiegenden Konglomeraten zeigt der Aufschluss auch Sand- und Mergelsteine. Auf Klüften sind Calcit-Kristalle ausgebildet. Harnischstreifen auf Verwerfungen zeigen die Bewegungsrichtung der Schollen an. | 500 50 × 10                  | Typ: Gesteinsart, Störung, Mineralien Art: Sandstein, Konglomerat, Mergelstein                                                        | Böschung                       | wertvoll                | kein Schutzgebiet                                        |                                               |
| Spilite der Arosa-Zone am Rothplattenbach NE von Hindelang       |                | 780A049              | Bad Hindelang Position           | Allgäuer Alpen                                                                                                  | Gümbel waren die großartigen Entblössungen (= Aufschlüsse) von Alpenmelaphyr im Rothplattenbach bekannt. Blöcke des Gesteins waren vom Bach bis hinunter in die Nähe der Ostrach transportiert worden. Diese Spilite der Arosa-Zone wurden an mehreren Stellen im Tobel des Rothplattenbachs kartiert. Gut erreichbar sind sie auf einem Weg, der von der nichtöffentlichen Fahrstraße zur Hirschalpe auf 1.300 m Höhe nach Westen abzweigt (und über die Krähenwand zur Hirschalpe führt). Nach der ersten Kurve und Bachüberquerung fällt bald auf, dass stellenweise statt hellem Kalk im Weg auch dunkle Basaltschotter vorkommen. Spilite sind jetzt auch in der Böschung zu finden und in Lesesteinen auch ein ganzes Stück die Rippe zwischen den beiden Bächen hoch. Aus den Spiliten vom Rothplattenbach werden Funde von Zeolithen berichtet. | 10200 170 × 60               | Typ: Gesteinsart, Schichtfolge, Mineralien Art: Basalt                                                                                | Felshang/Felskuppe             | wertvoll                | Landschaftsschutzgebiet                                  |                                               |
| Steinbrüche an der Oberzollbrücke NW von Sonthofen               |                | 780A051              | Ofterschwang Position            | Allgäuer Alpen                                                                                                  | Der Reiselsberger Sandstein war früher ein beliebter Baustein, der in zahlreichen Brüchen im Allgäu gewonnen wurde. Die Serie besteht überwiegend aus Sandsteinen. Tonstein-Zwischenlagen treten stark zurück und bilden oft nur Schichtfugen. Zurückgeführt wird das darauf, dass Trübeströme die feinkörnigen Sedimente der vorhergehenden Ablagerung weitgehend aufgearbeitet haben. An der Oberzollbrücke bei Sonthofen liegen zwei ehemalige Steinbrüche, die wegen ihrer schönen Sohlmarken bekannt wurden. V. Rad (1972) hat ein Bankfolgen-Profil mit Sedimentgefügen aus den Steinbrüchen gezeichnet. Heute sind beide Steinbrüche stark überwachsen. Sohlmarken finden sich aber immer noch auf herumliegenden Sandsteinplatten. Die Wände von steilstehendem Flyschsandstein sind durch Abbau und Abrutschen von Blöcken teils überhängend. Der nördliche Steinbruch ist außerdem recht hoch. Von steinschlaggefährdeten Bereichen fernhalten! Privatgrund respektieren! | 32000 400 × 80               | Typ: Sedimentstrukturen, Gesteinsart Art: Sandstein, Tonstein                                                                         | Steinbruch                     | wertvoll                | kein Schutzgebiet                                        |                                               |
| Deckengrenze über der Rappenseehütte SSW von Oberstdorf          |                | 780A052              | Oberstdorf Position              | Allgäuer Alpen                                                                                                  | An der Rotgundspitze über der Rappenseehütte ist die Überschiebungsbahn der Lechtal-Decke auf die Allgäu-Decke weithin sichtbar aufgeschlossen. Heller Hauptdolomit (Trias) der Lechtal-Decke liegt auf verfältelten dunklen Mergelsteinen der Mittleren Allgäu-Formation (Jura). In der Senke zwischen Rotgundspitze und Linkerskopf streicht die Deckenüberschiebung aus. Der Linkerskopf ist aus Kalk- und Mergelsteinen der Unteren Allgäu-Formation aufgebaut. Nach SW zu verschwindet die Überschiebungsbahn unter Schutt des Hauptdolomits und tritt erst wieder südlich des Rappensees - jetzt mehr als 200 m tiefer - zutage. Der Zugang von der Rappenseehütte zum Heilbronner Höhenweg führt unterhalb des Geotops vorbei. Zur Hütte sind es von Birgsau gute 3 1/2 Stunden und 1.140 Höhenmeter. | 50000 500 × 100              | Typ: Störung, Schichtfolge Art: Dolomitstein, Mergelstein, Kalkstein                                                                  | Hanganriss/Felswand            | wertvoll                | Naturschutzgebiet, Landschaftsschutzgebiet, FFH-Gebiet   |                                               |
| Schaubergwerk Erzgruben am Grünten NE von Sonthofen              |                | 780G001              | Burgberg im Allgäu Position      | Allgäuer Alpen                                                                                                  | Vom 14. bis zum 19. Jahrhundert wurde am Grünten Eisenerz abgebaut. In dem 80 m langen Stollen der Theresiengrube und dem 25 m tiefen Schacht der Alten-Anna-Grube sind Erzkalke im Nummulitenkalk erschlossen. In einem Museumsdorf kann sich der Besucher über die Geologie, die Geschichte des Bergbaus und über die Eisenverarbeitung informieren. | 160 80 × 2                   | Typ: Stollen Art: Kalkstein, Eisenerz                                                                                                 | Tunnel/Stollen/Schacht         | wertvoll                | Bodendenkmal, Landschaftsschutzgebiet                    |                                               |
| Pechkohleabbau Kargzeche W von Geratsried                        |                | 780G003              | Missen-Wilhams Position          | Allgäuer Molasse-Vorberge                                                                                       | Die Kargzeche am Rotheidebach wurde ab 1913 auf ein wenige dm mächtiges Kohleflöz in der Unteren Süßwassermolasse betrieben. Zwei Stollen wurden vorgetrieben, aber die geringe Mächtigkeit und Qualität der Kohle, Wassereinbrüche und andere Schwierigkeiten führten bald wieder zur Einstellung der Arbeiten. Mehrere Male wurde erneut der Abbau in Angriff genommen, jeweils nicht von langer Dauer. 1949 endete der letzte Versuch und damit auch ein Kapitel der Bergbaugeschichte des Allgäus. Heute sind am Rotheidebach kaum noch Spuren des früheren Bergbaus zu finden. Ein Geländeeinschnitt mit Wasseraustritt lässt einen verstürzten Stollen vermuten. An anderer Stelle ist in der Bachböschung ein Holzbalken und darüber kohliger vermutlicher Abraum zu finden. Das Geotop kann vom Wanderparkplatz östlich Trabers aus erreicht werden. | 3000 100 × 30                | Typ: Stollen Art: Braunkohle, Mergelstein                                                                                             | Tunnel/Stollen/Schacht         | bedeutend               | FFH-Gebiet                                               |                                               |
| Sturmannshöhle S von Obermaiselstein                             | weitere Bilder | 780H001              | Obermaiselstein Position         | Allgäuer Alpen                                                                                                  | Die sagenumwobene Schauhöhle ist auch unter dem Namen Sturmatz-Loch bzw. -höhle (mittelhochdeutsch für Lärm) bekannt. Die Höhle liegt an der Schnittstelle von Schichtfuge und steiler Kluft im Schrattenkalk des Schwarzenberg-Gewölbes. Der spaltenförmige Höhlenquerschnitt verläuft auf 150 m annähernd horizontal, um sich dann in einer schachtartigen Halle zu weiten. Dahinter erfolgt die Absenkung bis zum aktiven Karstwasserniveau. 19 m tiefer liegt ein Höhlensee. | 920 460 × 2                  | Typ: Karst-Schacht-&Horizontalhöhle Art: Kalkstein                                                                                    | Hanganriss/Felswand            | wertvoll                | Landschaftsschutzgebiet, Naturpark                       |                                               |
| Höllochschacht im Mahdtal WSW von Oberstdorf                     |                | 780H002              | Oberstdorf Position              | Allgäuer Alpen                                                                                                  | Das Hölloch ist aktuell (2016) mit 11.346 m vermessener Länge die viertlängste Höhle Deutschlands. Die Höhle weist einen Höhenunterschied von 452 m auf. Der Höhenunterschied im nur etwa 100 m mächtigen verkarsteten Schrattenkalk ergibt sich aus dem Verlauf mit der Schichtneigung. Die nur wenig wasserdurchlässigen Drusbergschichten bilden die Karstbasis. Der Eingangsschacht ist 76,6 m tief und kann nur von erfahrenen Höhlenforschern mit Seil bewältigt werden. Am Fuße des Schachts fließt der Höllochbach. Es gibt von Wasser durchströmte Klammen, Höhlenseen und Wasserfälle. Bei der Schneeschmelze und bei Starkregen entwässert das gesamte obere Mahdtal in die Höhle und setzt sie unter Wasser. Das Wasser des NW-SE-verlaufenden Höhlensystems verlässt die Höhle auf 1040 m an der Sägebachquelle im Schwarzwasserbachtal (Vorarlberg). Vom Mahdtalhaus im Kleinwalsertal ist der mit Seilgeländer gesicherte Höllochschacht in etwa 1 1/2 Std. zu Fuß zu erreichen. | 34038 11346 × 3              | Typ: Karst-Schacht-&Horizontalhöhle Art: Kalkstein                                                                                    | Höhle                          | besonders wertvoll      | Naturschutzgebiet, FFH-Gebiet, Vogelschutzgebiet         |                                               |
| Karstquellen im Christlessee SSE von Oberstdorf                  | weitere Bilder | 780Q001              | Oberstdorf Position              | Allgäuer Alpen                                                                                                  | Der kreisrunde Christlessee wird von mehreren unterseeischen Karstquellen sowie einen oberirdischen Zufluss gespeist. Die unwirklichen Farben, die sich je nach Sonneneinstrahlung von türkis über grün bis hin zu schwarz ändern können, werden wahrscheinlich durch Algen bedingt. | 10000 100 × 100              | Typ: Verengungsquelle Art: Dolomitstein, Schotter                                                                                     | kein Aufschluss                | bedeutend               | Landschaftsschutzgebiet                                  |                                               |
| Jodquelle Sulzbrunn ENE von Sulzberg                             |                | 780Q002              | Sulzberg Position                | Iller-Lech-Jungmoränenregion                                                                                    | Die natürliche Mineralquelle bildete die Grundlage für das ehemalige Iod-Bad Sulzbrunn. Die Quelle ist durch einen (verschlossenen) Schacht zugänglich. Im Quellschacht haben sich eindrucksvolle lebende Tropfsteine aus Mikroorganismen gebildet. | 19 16 × 1                    | Typ: Mineralquelle Art: Sandstein, Mergelstein                                                                                        | Tunnel/Stollen/Schacht         | besonders wertvoll      | kein Schutzgebiet                                        |                                               |
| Gletscherschliff NW von Weiher                                   |                | 780R001              | Rettenberg Position              | Allgäuer Molasse-Vorberge                                                                                       | Die nach Süden bis Südsüdosten gewandte Luvseite ist stark abgeschliffen, sie zeigt Schrammen und Striemen in Richtung der Eisbewegung. Die steilere Leeseite ist ungleichmäßig ausgebildet und durch das Abreißen frostgelockerter Gesteinspartien rau. Daneben sind einzelne Kolke und Rinnen, welche die Wirkung Schutt führender Gletscherwässer zeigen, zu erkennen. Durch Verwitterung beginnen die Feinstrukturen der Gletschertätigkeit zu verschwinden. | 330 30 × 11                  | Typ: Gletscherschliff Art: Konglomerat                                                                                                | Felshang/Felskuppe             | wertvoll                | Naturdenkmal                                             |                                               |
| Seealpsee ESE von Oberstdorf                                     | weitere Bilder | 780R002              | Oberstdorf Position              | Allgäuer Alpen                                                                                                  | In einem glazial etwas übertieften Tal hat sich der Seealpsee gebildet. | 115200 480 × 240             | Typ: Kar Art: Dolomitstein | Hanganriss/Felswand            | wertvoll                | Naturschutzgebiet, Naturdenkmal, Landschaftsschutzgebiet |                                               |
| Kar mit Gaisalpseen NE von Oberstdorf                            | weitere Bilder | 780R003              | Oberstdorf Position              | Allgäuer Alpen                                                                                                  | Die gut ausgebildete pleistozäne Hochgebirgsform weist u. a. eine 150 m hohe Karstufe auf. | 1320000 1200 × 1100          | Typ: Kar Art: Dolomitstein, Kalkstein, Mergelstein                                                                                    | Hanganriss/Felswand            | wertvoll                | Naturschutzgebiet, Landschaftsschutzgebiet, FFH-Gebiet   |                                               |
| Engeratsgund-See ENE von Oberstdorf                              | weitere Bilder | 780R004              | Bad Hindelang Position           | Allgäuer Alpen                                                                                                  | Die seegefüllte Karmulde liegt in leicht erodierbaren Allgäu-Schichten und weist 100 m hohe Karwände auf. | 250000 500 × 500             | Typ: Kar, Felswand/-hang Art: Kalkstein, Mergelstein, Dolomitstein                                                                    | Hanganriss/Felswand            | bedeutend               | Naturschutzgebiet, Landschaftsschutzgebiet, FFH-Gebiet   |                                               |
| Starzlach-Klamm NE von Sonthofen                                 | weitere Bilder | 780R005              | Sonthofen Position               | Allgäuer Alpen                                                                                                  | Das tief eingeschnittene Starzlachtal verengt sich beim Übertritt von den Wang- und Dreiangelschichten in die harten Nummulitenkalke zur Klamm. Die Nummulitenkalke sind teilweise vererzt und sehr fossilreich (Großforaminiferen). Bemerkenswert ist eine 150 m lange Trockenklamm mit trockenen Strudellöchern (Wassermühlen). | 12000 400 × 30               | Typ: Klamm, Tierische Fossilien, Gesteinsart, Kolk Art: Kalkstein, Mergelstein                                                        | Prallhang/Flussbett/Bachprofil | wertvoll                | Naturdenkmal                                             |                                               |
| Hölltobel W von Gerstruben                                       | weitere Bilder | 780R006              | Oberstdorf Position              | Allgäuer Alpen                                                                                                  | Der Klammanschnitt ist durch zahlreiche Wasserfälle, Grund- und Seitenkolke und eine z. T. extrem geringe Weite (< 1 m) gekennzeichnet. Die Klammbildung ist typisch für die Einmündung von Seitentälern in glazial stärker eingetiefte Haupttäler. | 400 200 × 2                  | Typ: Klamm, Wasserfall Art: Dolomitstein                                                                                              | Prallhang/Flussbett/Bachprofil | bedeutend               | Naturschutzgebiet, Naturdenkmal, Landschaftsschutzgebiet |                                               |
| Eisenbreche und Auelesgasse SE von Hinterstein                   | weitere Bilder | 780R007              | Bad Hindelang Position           | Allgäuer Alpen                                                                                                  | Die Ostrach überwindet den Hauptdolomitriegel in einer engen und tiefen Klamm. Ausschlaggebend für die Klammbildung war der Höhenunterschied in der Talsohle oberhalb und unterhalb des Festgesteinriegels. Die höhere Reliefenergie in diesem Talabschnitt bewirkte verstärkte Tiefenerosion. | 30000 1500 × 20              | Typ: Klamm, Wasserfall Art: Dolomitstein                                                                                              | Prallhang/Flussbett/Bachprofil | bedeutend               | Naturschutzgebiet, Naturdenkmal, Landschaftsschutzgebiet |                                               |
| Täschlefall im Hintersteiner Tal                                 |                | 780R008              | Bad Hindelang Position           | Allgäuer Alpen                                                                                                  | Der kleine Täschle-Bach überwindet die 70 m Höhenunterschied an seiner Mündung ins Haupttal mit einem beinahe stufenlosen Wasserfall. | 1500 150 × 10                | Typ: Wasserfall, Störung Art: Kalkstein                                                                                               | Prallhang/Flussbett/Bachprofil | wertvoll                | Naturschutzgebiet, Naturdenkmal, FFH-Gebiet              |                                               |
| Palast-Kar S von Waltrams                                        |                | 780R009              | Weitnau Position                 | Allgäuer Molasse-Vorberge                                                                                       | Nördlichste und tiefstgelegene Karmulde eines Lokalgletscher während des Würmhochglazials im Alpenvorland. | 200000 500 × 400             | Typ: Kar, Sedimentstrukturen, Tierische Fossilien Art: Sandmergelstein                                                                | Hanganriss/Felswand            | wertvoll                | Naturdenkmal                                             |                                               |
| Falltobel W von Niedersonthofen                                  |                | 780R010              | Waltenhofen Position             | Allgäuer Molasse-Vorberge                                                                                       | Der Bachlauf folgt der glazialen Rinne zwischen den Molasserippen. Ein etwa 30 m hoher Fall ist über eine Steige erschlossen. Trittsicherheit und gutes Schuhwerk erforderlich. | 140000 700 × 200             | Typ: Kerbtal, Wasserfall, Gesteinsart Art: Moräne, Konglomerat, Mergelstein                                                           | Prallhang/Flussbett/Bachprofil | wertvoll                | kein Schutzgebiet                                        |                                               |
| Findling Rabenstein N von Ermengerst                             | weitere Bilder | 780R011              | Wiggensbach Position             | Iller-Lech-Jungmoränenregion                                                                                    | Erratische Blöcke wie der Rabenstein aus Gesteinen der Unteren Süßwassermolasse sind im Bereich des Kemptener Gletschers sehr häufig zu finden. Sie entstammen den quer zur Gletscherfließrichtung streichenden Molassebergen. Benachbart liegen zwei kleine Toteislöcher. | 96 12 × 8                    | Typ: Findling Art: Konglomerat | Block                          | bedeutend               | Naturdenkmal                                             |                                               |
| Findling SW von Oberdorf                                         | weitere Bilder | 780R012              | Waltenhofen Position             | Allgäuer Molasse-Vorberge                                                                                       | Der Findling besteht aus grobem Konglomerat der Unteren Süßwassermolasse. Trotz intensiver landwirtschaftlicher Nutzung treten auch heute noch innerhalb und nördlich der Faltenmolasse stellenweise massenhaft Findlinge auf. | 24 6 × 4                     | Typ: Findling Art: Konglomerat | Block                          | bedeutend               | Naturdenkmal                                             |                                               |
| Findling SW von Langenegg                                        |                | 780R013              | Waltenhofen Position             | Allgäuer Molasse-Vorberge                                                                                       | Der Findling besteht aus grobem, buntem Konglomerat der Kojenschichten. Erratische Blöcke aus Gesteinen der Unteren Süßwassermolasse sind im Bereich des Kemptener Gletschers sehr häufig zu finden. | 60 10 × 6                    | Typ: Findling Art: Konglomerat | Block                          | bedeutend               | Naturdenkmal, Landschaftsschutzgebiet                    |                                               |
| Findling bei Rauhenstein                                         |                | 780R014              | Altusried Position               | Iller-Lech-Jungmoränenregion                                                                                    | Der stark überwachsene Findling besteht aus grobem, buntem Konglomerat der Kojenschichten. Erratische Blöcke aus Gesteinen der Unteren Süßwassermolasse sind im Bereich des Kemptener Gletschers sehr häufig zu finden. Der Findling ist Naturdenkmal und steht auf Privatgrund. Vor dem Betreten des Grundstücks die Eigentümer um Erlaubnis fragen! | 20 5 × 4                     | Typ: Findling Art: Konglomerat | Block                          | bedeutend               | Naturdenkmal                                             |                                               |
| Findling bei Untereinöden                                        |                | 780R015              | Weitnau Position                 | Allgäuer Molasse-Vorberge                                                                                       | Der Block entstammt vermutlich einer Altmoräne des Rheingletschers (Mindel). Geschiebe und Findlinge aus Leitgestein des Gletschernährgebietes, wie der Erratische Block bei Untereinöden, zeigen Fließwege und Verbreitung der Vergletscherung an (Herkunft vermutlich aus dem Rätikon). | 2 2 × 1                      | Typ: Findling Art: Kalkstein | Block                          | wertvoll                | kein Schutzgebiet                                        |                                               |
| Bergrutsch S von Hinterstein                                     | weitere Bilder | 780R016              | Bad Hindelang Position           | Allgäuer Alpen                                                                                                  | Der im September 1964 abgegangene und im Mai 1965 reaktivierte Bergrutsch hatte ca. 1 Mio. m³ Volumen. Die Rutschung wurde durch die tonigen Lagen der Allgäu-Schichten begünstigt. | 375000 1250 × 300            | Typ: Rutschung Art: Kalkstein, Mergelstein, Tonstein                                                                                  | Hanganriss/Felswand            | bedeutend               | Naturschutzgebiet, Landschaftsschutzgebiet, FFH-Gebiet   |                                               |
| Breitachklamm SW von Oberstdorf                                  | weitere Bilder | 780R017              | Oberstdorf Position              | Allgäuer Alpen                                                                                                  | Die tiefste Klamm im Allgäu weist Wandhöhen bis zu 80 m auf. Die Anlage erfolgte postglazial längs eines Störungssystems im Schrattenkalk. | 55000 1100 × 50              | Typ: Klamm, Wasserfall, Kolk, Schichtfolge, Störung Art: Kalkstein                                                                    | Prallhang/Flussbett/Bachprofil | besonders wertvoll      | Naturdenkmal                                             | Bayerns schönste Geotope Nr. 31               |
| Findling Dengelstein SE von Stein                                | weitere Bilder | 780R018              | Durach Position                  | Iller-Lech-Jungmoränenregion                                                                                    | Der größte Findling des Kemptener Waldes besteht aus buntem, grobem Konglomerat der Unteren Süßwassermolasse. Im Dengelstein wird ein vorgeschichtlicher Kultplatz vermutet. Der Sage nach soll der Teufel hier immer seine Sense dengeln, wenn schlimme Ereignisse bevorstehen. Das Bodendenkmal ist von einem Wall mit Graben umgeben. Der Findling wurde 2000 freigestellt. | 266 19 × 14                  | Typ: Findling Art: Konglomerat | Block                          | bedeutend               | Naturdenkmal, Bodendenkmal, FFH-Gebiet                   | Bayerns schönste Geotope Nr. 15               |
| Morauchelstein NNW von Bodelsberg                                | weitere Bilder | 780R019              | Durach Position                  | Iller-Lech-Jungmoränenregion                                                                                    | Die Karrenbildung auf der Gesteinsoberfläche des Findlings aus Konglomeraten der Unteren Süßwassermolasse (Kojenschichten) war namensgebend für den Block (Morauchel= Morchel). Eine Fichten-Pflanzreihe versperrt leider mittlerweile den Blick auf den Findling. | 204 17 × 12                  | Typ: Karren/-felder, Findling Art: Konglomerat                                                                                        | Block                          | wertvoll                | Naturdenkmal                                             |                                               |
| Findling WSW von Wachsenegg                                      |                | 780R020              | Sulzberg Position                | Allgäuer Molasse-Vorberge                                                                                       | Der Findling besteht aus grobem, buntem Konglomerat der Kojenschichten. Erratische Blöcke aus Gesteinen der Unteren Süßwassermolasse sind im Bereich des Kemptener Gletschers sehr häufig zu finden. | 80 10 × 8                    | Typ: Findling Art: Konglomerat | Block                          | bedeutend               | Naturdenkmal                                             |                                               |
| Sulzberger See SSW von Durach                                    | weitere Bilder | 780R021              | Sulzberg Position                | Iller-Lech-Jungmoränenregion                                                                                    | Toteis konservierte den Sulzberger See, der ein Überbleibsel des großen Raunser Eisstausees darstellt. Der See wird von spät- bis hochglazialen Schmelzwasserschottern begrenzt. Im heute verlandeten Seebereich sind Moore zu finden. | 495000 1100 × 450            | Typ: Toteisloch, Hochmoor Art: Schotter                                                                                               | kein Aufschluss                | bedeutend               | Naturdenkmal, Landschaftsschutzgebiet                    |                                               |
| Illertal NNW von Altusried                                       | weitere Bilder | 780R022              | Altusried Position               | Iller-Lech-Jungmoränenregion                                                                                    | Das hydrodynamisches Flusssystem wurde durch Staustufen beeinträchtigt. Der eindrucksvolle, ca. 70 m hohe Prallhang bei Kalden zeigt einen Einschnitt bis in die Obere Süßwassermolasse. | 70000 700 × 100              | Typ: Prallhang, Schichtfolge Art: Schotter, Mergelstein, Konglomerat                                                                  | Prallhang/Flussbett/Bachprofil | bedeutend               | Landschaftsschutzgebiet, FFH-Gebiet                      |                                               |
| Ziegelberger Trompetental (SE-Teil) NE von Kraiberg              |                | 780R023              | Dietmannsried Position           | Iller-Lech-Jungmoränenregion                                                                                    | Das größte würmglaziale Trompetental im Allgäu dokumentiert den Schmelzwasserabfluss im Hochglazial (Würm), bis zur Umleitung ins heutige Iller-Lech-Tal (Südteil des Tales bis Landkreisgrenze). | 1000000 2000 × 500           | Typ: Trompetental Art: Schotter | kein Aufschluss                | bedeutend               | kein Schutzgebiet                                        |                                               |
| Nagelsteine NNW von Oberschwarzenberg                            |                | 780R024              | Oy-Mittelberg Position           | Iller-Lech-Jungmoränenregion                                                                                    | Es handelt sich um eine Anhäufung von großen Findlingen aus grober Molassenagelfluh der Unteren Süßwassermolasse. Die Blöcke stammen vermutlich aus dem südwestlich gelegenen Rottach-Berg-Gebiet und wurden durch den östlichen Seitenast des Iller-Gletschers abgelagert. | 54 9 × 6                     | Typ: Findling Art: Konglomerat | Block                          | bedeutend               | kein Schutzgebiet                                        |                                               |
| Riesenfindling Baltenstein SE von Betzigau                       |                | 780R025              | Betzigau Position                | Iller-Lech-Jungmoränenregion                                                                                    | In der Bachschlucht des Bannholzbaches liegen 3 große Findlinge. Der schoenste hat ein Mauerwerk aus Bruchsteinen am Gipfel, bei dem es sich um ein en mittelalterlichen Burgfried handeln koennte. Alle sind mit großen Baeumen bestockt. | 800 40 × 20                  | Typ: Findling Art: Konglomerat | Block                          | bedeutend               | Bodendenkmal, FFH-Gebiet                                 |                                               |
| Eiszerfallslandschaft SE von Hochgreut                           |                | 780R026              | Betzigau Position                | Iller-Lech-Jungmoränenregion                                                                                    | Im überwiegend weidewirtschaftlich genutzten Gelände gelegen zeigt diese Eiszerfallslandschaft ein sehr unruhiges Relief. Mehrere, z. T. anmoorige Toteislöcher und ein ausgeprägter Kame-Hügel sind erkennbar. | 480000 800 × 600             | Typ: Eiszerfallslandschaft, Kames, Toteisloch Art: Schotter                                                                           | kein Aufschluss                | wertvoll                | FFH-Gebiet                                               |                                               |
| Moränenwall bei Seltmans                                         | weitere Bilder | 780R027              | Weitnau Position                 | Allgäuer Molasse-Vorberge                                                                                       | Moränenwall bei Seltmans, der sich deutlich von der ebenen Umgebung abhebt. | 48000 400 × 120              | Typ: End-(Wall-)Moräne Art: Moräne | kein Aufschluss                | bedeutend               | kein Schutzgebiet                                        |                                               |
| Molasselandschaft zwischen Niedersonthofen und Eckarts           |                | 780R028              | Waltenhofen Position             | Allgäuer Molasse-Vorberge                                                                                       | Markante Landschaftsform aus Nordost-Südwest-gerichteten Molasserippen. Das Landschaftsbild ist geprägt durch eine Vielzahl länglicher Härtlingsrippen aus Konglomeraten der Steigbach- und Weißach-Schichten, lokal mit Mooren dazwischen. | 8000000 4000 × 2000          | Typ: Felskuppe, Gesteinsart Art: Konglomerat, Sandstein, Mergelstein                                                                  | Felshang/Felskuppe             | wertvoll                | kein Schutzgebiet                                        |                                               |
| Nagelfluhrippen am Hochgrat NW von Balderschwang                 | weitere Bilder | 780R029              | Oberstaufen Position             | Allgäuer Molasse-Vorberge                                                                                       | Im Bereich des Hochgrats treten Nagelfluhbänke landschaftsprägend aus den Hängen hervor. Großräumige Faltenstrukturen sind anhand der Härtlinge im Gelände deutlich zu erkennen. | 5000000 5000 × 1000          | Typ: Härtling, Schichtfolge, Karren/-felder Art: Konglomerat, Mergel, Sandstein                                                       | Hanganriss/Felswand            | besonders wertvoll      | Landschaftsschutzgebiet, FFH-Gebiet, Naturpark           | Bayerns schönste Geotope Nr. 77               |
| Glaziales Überlauftal bei Wuhr                                   |                | 780R030              | Haldenwang Position              | Iller-Lech-Jungmoränenregion                                                                                    | Über dieses Tal entwässerte der Überlauf des späthochglazialen Schmelzwassers, das sich im Zungenbecken der Wildpoldsrieder Zunge des Iller-Vorlandgletschers aufgestaut hatte, zur Iller hin. Seit dem Verlanden des Sees wird das Tal von der Leubas benutzt. Bei Wuhr befindet sich ein mittelalterlicher Damm. | 1011000 6740 × 150           | Typ: Bach-/Flusslauf Art: Moräne | Prallhang/Flussbett/Bachprofil | wertvoll                | kein Schutzgebiet                                        |                                               |
| Drumlinfeld NW von Bubenberg                                     |                | 780R031              | Durach Position                  | Iller-Lech-Jungmoränenregion                                                                                    | Zwischen Betzigau und Herrmannsberg sind mehrere hohe, gut ausgebildete Drumlins zu finden. | 6000000 3000 × 2000          | Typ: Drumlin-/G.moränenfeld Art: Moräne                                                                                               | kein Aufschluss                | bedeutend               | kein Schutzgebiet                                        |                                               |
| Findling E von Bodelsberg                                        |                | 780R032              | Durach Position                  | Iller-Lech-Jungmoränenregion                                                                                    | Auf der Ostseite des Bodelsberges befindet sich ein 4 m hoher, 6 × 4 m durchmessender Nagelfluh-Findling. An seinem höchsten Punkt befindet sich ein Kreuz. | 24 6 × 4                     | Typ: Findling Art: Konglomerat | Block                          | bedeutend               | kein Schutzgebiet                                        |                                               |
| Delta auf der Westseite des Niedersonthofener Sees               |                | Waltenhofen Position | Allgäuer Molasse-Vorberge        | Am Westrand des Niedersonthofener Sees schüttet der Schrattenbach ein etwa 5 m in den See reichendes Delta auf. | 20 5 × 4 | Typ: Schwemmfächer Art: Kies | kein Aufschluss | bedeutend                      | Landschaftsschutzgebiet | Möglicherweise vom LfU gestrichen (Okt. 2018)            |                                               |
| Schleierfälle in der Starzlachklamm NE von Sonthofen             | weitere Bilder | 780R034              | Sonthofen Position               | Allgäuer Alpen                                                                                                  | Am Ausgang der Schwarzachklamm befindet sich ein 12 m hoher Gleitwasserfall. Aufgeschlossen sind basale, mitteleozäne Stadschiefer über Nummulitenkalk. Nummulitenkalke sind im Allgäu sonst nur selten aufgeschlossen. An den wenigen Stellen wo sie zu finden wären, werden sie meist von Almwiesen überdeckt. | 100 10 × 10                  | Typ: Wasserfall, Schichtfolge Art: Mergelstein, Kalkstein                                                                             | Prallhang/Flussbett/Bachprofil | wertvoll                | Naturdenkmal                                             |                                               |
| Hinanger Wasserfall ENE von Hinang                               | weitere Bilder | 780R035              | Sonthofen Position               | Allgäuer Alpen                                                                                                  | Östlich von Hinang durchfließt der Hinanger Bach eine Klamm aus würmeiszeitlichen Niederterrassenschottern. Dabei haben sich mehrere Wasserfälle ausgebildet, wovon die 12 m hohe Wasserfallstufe in einer Felsenge am höchsten Punkt der Klamm die beeindruckendste ist. Daneben rieselt das Wasser durch dichte Moosvorhänge. Entlang der Wände lagert sich Kalktuff ab, an der Basis befinden sich Sinterbecken und ausgehöhlte Bereiche. | 16000 160 × 100              | Typ: Wasserfall, Gesteinsart Art: Konglomerat, Kalktuff                                                                               | Hanganriss/Felswand            | wertvoll                | kein Schutzgebiet                                        |                                               |
| Burgstalltobel E von Sonthofen                                   |                | 780R036              | Sonthofen Position               | Allgäuer Alpen                                                                                                  | Die bis zu 30 m tiefe Klamm mit kleinen Wasserfällen ist durch einen Wanderweg erschlossen. Die Felswände bestehen aus Nummulitenkalken der Faltenzone des Unterrieds/Helvetikum. Daneben kommen Globigerinen-Mergel (Stadschiefer) und Oberstdorfer Grünsandstein vor. Im oberen Tobelbereich befinden sich zwei Trinkwasserfassungen. | 17500 350 × 50               | Typ: Klamm, Schichtfolge, Mineralien Art: Kalkstein, Mergelstein                                                                      | Prallhang/Flussbett/Bachprofil | wertvoll                | kein Schutzgebiet                                        |                                               |
| Überschliffene Molasserippen zwischen Sulzberg und Rottach       |                | 780R037              | Sulzberg Position                | Allgäuer Molasse-Vorberge                                                                                       | Das Landschaftsbild zwischen Sulzberg und Rottach wird durch von eiszeitlichen Gletschern überschliffenen, südwest-nordost gerichteten Härtlingsrippen aus Molasse-Konglomeraten geprägt. Die Molasserippen erstrecken sich auf ein Gebiet von mehreren Kilometern. | 6800000 4000 × 1700          | Typ: Gletscherschliff Art: Moräne, Konglomerat                                                                                        | kein Aufschluss                | wertvoll                | FFH-Gebiet                                               |                                               |
| Höhenrücken zwischen Iller und Niedersonthofener See             |                | 780R038              | Waltenhofen Position             | Iller-Lech-Jungmoränenregion                                                                                    | Der hohe, langgestreckte Höhenrücken verläuft parallel zur Iller. Seine Oberfläche ist durch Drumlins und Toteislöcher gekennzeichnet. In seinem Kern besteht er aus Vorstoßschottern und älteren pleistozänen Ablagerungen. Bei Buch befindet sich eine Kiesgrube mit geschichtetem, den Vorstoßschottern zugehörigem Kies. | 4800000 6000 × 800           | Typ: Drumlin-/G.moränenfeld, Rutschung Art: Kies, Konglomerat                                                                         | kein Aufschluss                | wertvoll                | kein Schutzgebiet                                        |                                               |
| Karstlandschaft der Gottesackerwände WSW von Oberstdorf          | weitere Bilder | 780R039              | Oberstdorf Position              | Allgäuer Alpen                                                                                                  | Die langgezogenen Felsriegel der Oberen und Unteren Gottesackerwände entstanden aus dem Aufbrechen durch Erosion von nach Norden überkippten Sätteln aus Schrattenkalk. Südseitig liegen hinter den Wänden flach einfallende Plateaus mit zahlreichen Karsterscheinungen: Karren, Dolinen, Höhlen. Zwischen Oberen und Unteren Gottesackerwänden bildet der Torkopf den überkippten Nordflügel eines Sattels mit senkrecht stehendem Schrattenkalk. Dazwischen treten im Sattelkern die unterlagernden Drusbergschichten (und teils Kieselkalk) zutage und in den Mulden Grünsandsteine der Garschella-Formation bis zu den mergeligen Amdener Schichten. Die wasserstauenden Mergel in den als Täler ausgeräumten Sattel- und Muldenkernen erlauben die Almwirtschaft. Das Gebiet der Gottesackerwände ist über das Mahdtal (Kleinwalsertal) oder aus dem Rohrmooser Tal zu erwandern. | 5610000 3300 × 1700          | Typ: Karren/-felder, Falte/Mulde/Sattel, Schichtfolge Art: Kalkstein, Mergelstein, Sandstein                                          | Hanganriss/Felswand            | wertvoll                | Naturschutzgebiet, FFH-Gebiet, Vogelschutzgebiet         |                                               |
| Steigbach-Schichten im Gschwender Tobel WNW von Immenstadt       |                | 780R040              | Immenstadt im Allgäu Position    | Allgäuer Molasse-Vorberge                                                                                       | Vom Parkplatz (gebührenpflichtig) im Ortsteil Gschwend sind es keine 10 Minuten zum Fuß des Wasserfalls im unteren Gschwender Tobel. Der Tobelbach stürzt ca. 20 m über mehrere Stufen aus Konglomeraten (Nagelfluh) und Sandstein. An seinem Fuß stehen Mergel an. Das Profil zeigt damit einen Querschnitt durch die Gesteinsfolgen, die im Wechsel die hier insgesamt weit über 1.000 m mächtigen Steigbach-Schichten der Unteren Süßwasser-Molasse aufbauen. | 12000 600 × 20               | Typ: Wasserfall, Schichtfolge Art: Mergel, Sandstein, Konglomerat                                                                     | Prallhang/Flussbett/Bachprofil | wertvoll                | Naturpark                                                |                                               |
| Karstlandschaft von Gottesackerplateau und Hohem Ifen            |                | 780R041              | Oberstdorf Position              | Allgäuer Alpen                                                                                                  | Das Gottesackerplateau nördlich des Hohen Ifen (2230 m) ist eine der faszinierendsten Karstlandschaften des Alpen- raums. Auf der kahlen oder mit Latschen bestandenen Hochfläche aus Schrattenkalk sind neben tiefen Spalten ent- lang sich kreuzender Störungen eine Fülle von Karrenformen zu sehen: Rillenkarren, Rinnenkarren, Kluftkarren. An der Gottesacker-Alpe sind im Muldenkern und stellenweise in fossilen Karsttaschen Sandsteine der überlagernden Brisi-Subformation anzutreffen. Der Graswuchs auf den lehmigen Verwitterungsrückständen der glaukonitreichen Sandsteine erlaubte hier überhaupt erst eine - inzwischen längst eingegangene - Almwirtschaft. Das Gottesacker- plateau ist vom Kleinwassertal ab der Mittelstation der Ifenbahn, über das Mahdtal oder vom Rohrmooser Tal aus über Windeck- und Toreckscharte zu erreichen. Die Begehung des Gottesackerplateaus erfordert dauernde Aufmerk- samkeit: Der Wanderweg auf dem Fels verläuft oft neben und zwischen tiefen Spalten. Daher die lange Tour nur bei schönem und stabilem Wetter unternehmen, sorgfältig den Markierungen folgen und reichlich zu trinken mitnehmen!                                                       | 4050000 2700 × 1500          | Typ: Karren/-felder, Karstschlot, Karstspalte Art: Kalkstein, Sandstein                                                               | sonstiger Aufschluss           | besonders wertvoll      | Naturschutzgebiet, FFH-Gebiet, Vogelschutzgebiet         |                                               |
| Hirschsprung S von Obermaiselstein                               | weitere Bilder | 780R042              | Obermaiselstein Position         | Allgäuer Alpen                                                                                                  | Der Hirschsprung an der Straße Obermaiselstein - Tiefenbach ist nicht etwa ein technisch geschaffener Straßendurchbruch, sondern ist die inzwischen trockengefallene Klamm einer älteren Breitach. Das Tal von Tiefenbach zum Hirschsprung dürfte im Riß-Würm-Interglazial (126.000 - 115.000 vor heute) geschaffen worden sein. Am Hirschsprung ist eine Seitenverschiebung von etwa 100 m Versatz mit Harnischstreifen und begleitenden Klüften zu sehen. Sie bildete die Schwächezone, an der die Erosion angreifen konnte. Der Fuhrweg durch den Hirschsprung war jahrhundertelang bis zum Bau der Breitachtalstraße die einzige Verbindung von Tiefenbach nach Oberstdorf. Zum Namen des Hirschsprungs gibt es zwar eine Legende von einem flüchtenden Hirsch, der die 20 m breite Klamm übersprang, wahrscheinlicher ist aber, dass der erste Kartograph den Ürschprüng (Ursprung des Riedbaches unterhalb) der Einheimischen falsch verstand. Der Riedbach weist schöne Mäander auf. 2011 erfolgte am Hirschsprung ein Felssturz von etwa 200 m³, der eine Straßensperrung und nachfolgende Sanierung nötig machte.                                                                                           | 3000 150 × 20                | Typ: Klamm Art: Kalkstein | Hanganriss/Felswand            | wertvoll                | Landschaftsschutzgebiet, Naturpark                       |                                               |
| Buchenegger Wasserfälle SE von Oberstaufen                       | weitere Bilder | 780R043              | Oberstaufen Position             | Allgäuer Molasse-Vorberge                                                                                       | Die Weißach stürzt in einer engen Schlucht durch zwei übereinander liegende Wasserfälle rund 20 Meter hinab. Die Fälle werden durch steilstehende Nagelfluhrippen verursacht. Neben den Fällen sind relativ große, eindrucksvolle Felswände aus Nagelfluh zu sehen. Unterhalb des unteren Falles befindet sich eine große, landschaftlich sehr schöne Gumpe. Die Buchenegger Wasserfälle sind über ausgeschilderte Wanderwege von Buchenegg und von Steibis aus erreichbar. | 1000 50 × 20                 | Typ: Wasserfall, Schlucht, Felswand/-hang, Gesteinsart Art: Konglomerat                                                               | Prallhang/Flussbett/Bachprofil | wertvoll                | FFH-Gebiet, Naturpark                                    |                                               |
| Nagelfluhfelsen am Siplingerkopf                                 |                | 780R044              | Blaichach Position               | Allgäuer Molasse-Vorberge                                                                                       | Im Bereich des Siplingerkopfes stehen die Schichten der Weißach-Formation nahezu senkrecht. Der Wechsel von verwitterungsresistenten, grobkörnigen Konglomerat-Lagen und leichter erodierbaren feinkörnigen Sandstein-Lagen hat hier dazu geführt, dass die Konglomerate als Rippen und Felstürme herauspräpariert wurden. Besonders spektakulär sind die Siplinger Nadeln im Nordgrat des Siplingerkopfes und die Felsrippen und Schluchten in der Ostflanke. | 360000 600 × 600             | Typ: Felsturm/-nadel, Härtling Art: Konglomerat                                                                                       | Felshang/Felskuppe             | wertvoll                | Landschaftsschutzgebiet, FFH-Gebiet, Naturpark           |                                               |
| Helvetikum am Scheuenwasserfall SSE von Balderschwang            | weitere Bilder | 780R045              | Balderschwang Position           | Allgäuer Alpen                                                                                                  | Auf dem Weg von der Scheuenalpe zum Scheuenwasserfall ist im Westen an den Gauchenwänden der typische Baustil der helvetischen Decken mit der steilen Nordflanke einer Faltenstirn zu sehen. Nach Süden zu folgt darauf - oberhalb der Wand, nicht zu sehen - eine flache Sattelflanke. Nahe dem Wasserfall verläuft der Wanderweg unter einer Wand aus Schrattenkalk, der kurz vor der Fallstufe an einer Verwerfung nach Süden zurückversetzt ist. Dadurch fällt das Wasser des Falls über Glaukonitsandsteine der Garschella-Formation. In normaler Lagerung würden sie auf dem Schrattenkalk liegen, hier stehen sie - steilgestellt - vor dem Schrattenkalk. Als harte Sandsteine sind sie an den kantigen Spitzen, auf die das Wasser fällt und an braunen Verwitterungsfarben erkennbar. Im Bachbett am Fuß des Wasserfalls ist Seewer Kalk kartiert. Die dunklen Tonmergelsteine auf der westlichen Bachseite gehören in die Amden-Formation. | 5000 100 × 50                | Typ: Wasserfall, Schichtfolge Art: Mergel, Kalkstein, Sandstein                                                                       | Hanganriss/Felswand            | wertvoll                | FFH-Gebiet, Vogelschutzgebiet, Naturpark                 |                                               |
| Hangrutsch am Immenstädter Horn S von Immenstadt                 |                | 780R046              | Immenstadt im Allgäu Position    | Allgäuer Molasse-Vorberge                                                                                       | Nach starken Niederschlägen traten im September 2005 über dem Zugang zum Steigbachtobel bei 950 m ü. NN erste hangparallele Risse auf. Im März 2006 beschleunigten sich die Bewegungen dramatisch. Es entstand ein deutlich sichtbarer Anbruchbereich. Sturz- und Rutschmassen bewegten sich abwärts und lösten dort, wo sie zum Liegen kamen, durch ihre Auflast eine sekundäre Hangbewegung aus. Der Schuttstrom gefährdete den Hochbehälter der Wasserversorgung von Immenstadt und zerstörte die Wasserleitungen von den Trinkwasserquellen im Steigbachtal. Die Zufahrt ins gesamte Steigbachtal war unterbrochen. Es bestand die Gefahr eines Aufstaus des Steigbachs mit der möglichen Folge einer Mure bis ins Stadtgebiet von Immenstadt. Durch umfangreiche Baumaßnahmen wurden die Gefahren weitgehend beseitigt. Der entwaldete Hang ist noch immer weithin sichtbar. | 48000 400 × 120              | Typ: Rutschung Art: Konglomerat, Sandstein, Mergel                                                                                    | Hanganriss/Felswand            | wertvoll                | Naturpark                                                |                                               |
| Steigbach-Schichten am Osterdorfer Wasserfall E von Oberstaufen  | weitere Bilder | 780R047              | Oberstaufen Position             | Allgäuer Molasse-Vorberge                                                                                       | Der Osterdorfer Wasserfall stürzt über eine Felsstufe aus Konglomerat der Steigbach-Schichten etwa 35 m in die Tiefe. Der Wasserfall kann trockenen Fußes hintergangen werden. Das Wasser stürzt über die steil in den Hang einfallenden Konglomerate (Nordflügel der Horn-Mulde) auf weiche Mergel. | 5000 100 × 50                | Typ: Wasserfall Art: Konglomerat | Hanganriss/Felswand            | wertvoll                | Naturpark                                                |                                               |
| Würmzeitliche Ufermoräne bei Hagspiel                            |                | 780R048              | Oberstaufen Position             | Allgäuer Molasse-Vorberge                                                                                       | Auf einer Geländehöhe um 975 m hat der Weißach-Lobus des würmzeitlichen Bregenzer-Ach-Gletschers bei Hagspiel eine perfekt ausgebildete Ufermoräne hinterlassen. Ufermoränen sind die Relikte von Seitenmoränen nach dem Abschmelzen des Gletschers. Sie zeigen eine steile, zum Eis weisende Seite. Nach NE schließt sich an den Moränenwall eine Nagelfluhrippe der Steigbach-Schichten an. Auf dem Moränenrücken steht eine Kapelle. | 137500 550 × 250             | Typ: End-(Wall-)Moräne Art: Kies, Schluff                                                                                             | sonstiger Aufschluss           | wertvoll                | Naturpark                                                |                                               |
| Postglaziale Großrutschung E von Aach                            |                | 780R049              | Oberstaufen Position             | Allgäuer Molasse-Vorberge                                                                                       | Westlich von Aach liegen auf einer Fläche von 1,4 km² umfangreiche Rutschmassen aus Molasse vermengt mit Glazialsedimenten. Die Abbruchkante liegt bei 900 bis 1000 m ü. NN oberhalb des Langholzes in Steigbach-Schichten. Der Rutschbereich ist durch eine extrem unruhige Morphologie mit zahlreichen Nackentälchen und abflusslosen Senken gekennzeichnet. In den Gerinnen fließt nur abschnittsweise Wasser, da es immer wieder im Untergrund versickert. Die Rutschung aus dem Oberhang muss im Talbereich feinkörnige Seesedimente mit überfahren und teilweise eingearbeitet haben. Entlang der Weißach nordöstlich von Aach ist eine sekundäre Abbruchkante zu beobachten, an der die Rutschmasse mit den unterlagernden Seetonen angebrochen ist. | 2250000 1500 × 1500          | Typ: Rutschung Art: Mergel, Ton | sonstiger Aufschluss           | bedeutend               | kein Schutzgebiet                                        |                                               |
| Kojen-Schichten am Krebswasserfall WSW von Oberstaufen           |                | 780R050              | Oberstaufen Position             | Allgäuer Molasse-Vorberge                                                                                       | Der Wasserfall der Weißach bei Krebs wird durch eine Konglomeratbank in den Kojen-Schichten verursacht. Mehr als 600 m weit wird der Fluss oberhalb zwischen Konglomeratbänken geführt, ehe er es schafft, an einem Wasserfall die Barriere zu überwinden. Die Stufe, über die das Wasser eher gleitet als fällt, fällt mit der Schichtung ein. Dadurch sind die Sandsteine und Mergel auf und zwischen den Konglomeraten deutlich zu sehen. Vom Wasser mitgeführter Sand und Steine haben Strudeltöpfe ausgeschliffen. Bei den Feinsedimenten, die am Ufer im ruhigen Bereich unterhalb des Wasserfalls zu sehen sind, kann es sich um die Seetone handeln, die bei Aach entlang der Weißach unter würmzeitlicher Moräne und Schotter festgestellt wurden. Im oberen Bereich sind sie durch Rutschungsvorgänge durchbewegt (Geotop 780R049). | 2500 50 × 50                 | Typ: Wasserfall, Kolk Art: Konglomerat, Sandstein, Mergelstein                                                                        | Prallhang/Flussbett/Bachprofil | wertvoll                | kein Schutzgebiet                                        |                                               |
| Kojen-Schichten an den Eibele-Wasserfällen WSW von Oberstaufen   |                | 780R051              | Oberstaufen Position             | Allgäuer Molasse-Vorberge                                                                                       | Zum oberen Eibele-Wasserfall überquert man nach der Eibelemühle das Brückchen nach Vorarlberg und wendet sich dann direkt rechts. Das Wasser des mehrstufigen Falls stürzt über Nagelfluhrippen der Kojen-Schichten. Die zwischen den Konglomeraten liegenden Sandsteine und Mergel sind am Rande des Beckens unter dem Fall aufgeschlossen. Der Weg zum unteren Wasserfall führt am Eibelesee vorbei hinunter zum Kraftwerk. Am Weg ist die Nagelfluhrippe in den Kojen-Schichten aufgeschlossen, über die weiter westlich auch der Krebswasserfall (Geotop 780R050) fällt. Im Normalbetrieb, wenn fast alles Wasser abgeleitet wird, ist die vom Kraftwerk aus sichtbare Gleitfläche des Wassers fast trocken. Die Fläche ist Schichtfläche und zeigt damit das Einfallen der Schichtfolge an. | 50000 500 × 100              | Typ: Wasserfall Art: Konglomerat, Sandstein, Mergelstein                                                                              | Prallhang/Flussbett/Bachprofil | wertvoll                | kein Schutzgebiet                                        |                                               |
| Flysch des Faltenbachtobels E von Oberstdorf                     |                | 780R052              | Oberstdorf Position              | Allgäuer Alpen                                                                                                  | Der Faltenbach überwindet in einem Tobel mit Wasserfall die 430 Höhenmeter, die zwischen dem Hängetal der Seealpe und dem Trettachtal liegen. Der Talboden des Seealptales hängt so hoch über dem Trettachtal, weil der Gletscher in dem Nebental nicht die Eishöhe und damit nicht die Kraft hatte, sich so einzutiefen, wie der Gletscher im Haupttal. Beim Einstieg in den Tobel von Oberstdorf aus stehen Wechsellagerungen von Kalksandsteinen mit Mergeln der Tristel-Formation an. Über diese Schichten fällt auch der 12 m hohe Faltenbach-Wasserfall. Nach einer Tafel zu einer liegenden Gesteinsfalte in der Tristel-Formation (Geologischer Lehr- und Wanderpfad Oberstdorf - Nebelhorn) beginnt die Quarzsandstein-Tonmergel-Wechselfolge der Rehbreingraben-Formation (Quarzit-Serie). Der Steig verlässt den Tobel und führt auf einer Baustraße zum neuen Kraftwerk. An der Straße mussten nach einem Hangrutsch die Sandsteine der Reiselsberg-Formation mit Ankern und Netzen gesichert werden. Im Hang darüber stehen Aptychenschichten der Arosa-Zone an. | 80000 1000 × 80              | Typ: Klamm, Wasserfall, Schichtfolge Art: Sandstein, Mergelstein                                                                      | Prallhang/Flussbett/Bachprofil | bedeutend               | Landschaftsschutzgebiet                                  |                                               |
| Hangrutsch am Illersteilhang N von Altusried                     |                | 780R053              | Dietmannsried Position           | Iller-Lech-Jungmoränenregion                                                                                    | Am Steilhang der Iller gegenüber Fischers, 2,7 km N von Altusried, hat sich 2012 ein Hangrutsch gelöst. Etwa 30.000 m³ Masse glitten bergab bis an die Iller. Zahlreiche Bäume stürzten um und liegen noch heute auf der Fläche. An der Abrisskante sind Mergelsteine und Konglomerate der Oberen Süßwassermolasse freigelegt. Der Hangrutsch ist im aktuellen (Feb. 2017) Digitalen Geländemodell aus der Laserscan-Befliegung von 2009 (Abb. 4) noch nicht sichtbar. Dagegen zeichnet sich sehr schön ein älterer Hangrutsch unmittelbar östlich davon ab. Dieser ist wiederum aufgrund seiner Bewaldung vom Gegenhang aus für das Auge nicht erkennbar. Beide Rutschungen sind als Georisk-Objekte erfasst. Rutschungen an den übersteilen und vom Fluss an der Basis erodierten Molassehängen des Illertals sind nicht selten. Die Burg Alt-Kalden, 1,3 km weiter westlich auf einem Sporn zwischen Iller und Kaldener Tobel gelegen, musste schon vor 1500 aufgrund von Substanzverlusten durch Rutschungen aufgegeben werden. Von dem ehemaligen Standort ist heute nur noch ein schmaler Grat übrig. | 14400 120 × 120              | Typ: Rutschung, Gesteinsart Art: Konglomerat, Mergelstein                                                                             | Prallhang/Flussbett/Bachprofil | wertvoll                | Landschaftsschutzgebiet, FFH-Gebiet                      |                                               |
| Felssturz am Rubihorn NW von Oberstdorf                          |                | 780R054              | Oberstdorf Position              | Allgäuer Alpen                                                                                                  | Unterhalb der Nordflanke des Rubihorns zeugt ein Blockschuttareal, das sich vom Fuß der Steilwand bei ca. 1.400 m bis zum Gaisalpbach erstreckt und dort eine Breite von 600 m erreicht, aufgrund seiner Zusammensetzung mit altem und frischem Schutt von alten und jungen Sturzereignissen. Die Felsblöcke haben sich vom Grat der Steilwand bei 1.720 m oder aus dem Wandbereich selbst gelöst. Der Schuttkegel wird von Steinen und Blöcken aufgebaut, die eine Größe von bis zu 2 m³ erreichen. Zwischen ca. 1.500 m und 1.720 m löste sich Anfang Juli 1987 ein großer Felssturz mit einer Kubatur von rund 50.000 m³. Das frische Felssturzmaterial bedeckt heute den größten Teil des Schuttkegels. Im Abbruchbereich sind am Grat auch heute noch große, aufgelockerte, absturzgefährdete Partien zu beobachten. Hinter dem Grat lassen sich offene Spalten finden. Der Schuttkegel, der bereits vor dem letzten Sturzereignis bestanden hat, zeugt von den instabilen Verhältnissen im gesamten Wandbereich. Die starke Zerklüftung des Hauptdolomites ist Ursache dafür. | 231000 660 × 350             | Typ: Felssturz Art: Schotter | Hanganriss/Felswand            | wertvoll                | Landschaftsschutzgebiet                                  |                                               |
| Schleierfall SE von Bad Oberdorf                                 |                | 780R055              | Bad Hindelang Position           | Allgäuer Alpen                                                                                                  | Der Schleier an Wasser, der über die etwa 20 m hohe Felswand aus Hauptdolomit herunterfällt, wird unmittelbar nach einem Starkregen zu einem wuchtigen Wasserfall. An der Schluchtwand zeigt sich der Hauptdolomit schön aufgeschlossen mit unterschiedlichen Bankmächtigkeiten. | 4375 125 × 35                | Typ: Wasserfall, Schlucht Art: Dolomitstein                                                                                           | Prallhang/Flussbett/Bachprofil | bedeutend               | Landschaftsschutzgebiet                                  |                                               |
| Dolinenreihen an der Drehersalpe SW von Missen                   |                | 780R056              | Missen-Wilhams Position          | Allgäuer Molasse-Vorberge                                                                                       | Den Wanderweg von der Drehersalpe zur Baldaufalpe kreuzen bemerkenswerte Dolinenreihen. Die wie auf einer Perlenkette aufgereihten Dolinen folgen dem Streichen der Steigbach-Schichten. Da in den Steigbach-Schichten der Salmaser Schuppe nur noch wenige Gerölllinsen oder Nagelfluhbänke auftreten, kann die andernorts beobachtete Verkarstung von Konglomeraten aus überwiegend karbonatischen Geröllen hier nicht die Ursache der Dolinenbildung sein. Hier wird wohl der von Scholz & Strohmenger beschriebene Mechanismus wirksam gewesen sein: Auf Klüften von Sandsteinen zwischen den überwiegenden Mergeln der Schichtfolge haben sich Wasserwegsamkeiten ausgebildet. Durch Hangbewegung und Kalklösung sind diese Klüfte so erweitert, dass sie ein Dränagesystem für das Oberflächenwasser bilden. Mulden, in denen Wasser versickert, erweitern sich durch verstärkte Kalklösung, Wegführung von Feinmaterial der aufgeweichten Mergel und Nachsackung zu Pseudo-Dolinen. | 59500 350 × 170              | Typ: Dolinenfeld Art: Mergelstein, Sandstein                                                                                          | Doline/Erdfall                 | wertvoll                | kein Schutzgebiet                                        |                                               |
| Kare am Wertacher Hörnle                                         |                | 780R057              | Wertach Position                 | Allgäuer Alpen                                                                                                  | Das Wertacher Hörnle ist ein leichter und beliebter Wanderberg, berühmt für seine Aussicht und für die Alpenrosenblüte im Frühsommer. Während der letzten Eiszeit ragte der Berg als Nunatak aus den Eisströmen, die die Alpen verließen, heraus. Eine Lokalvergletscherung bildete die beiden Kare des Kessels und des Hörnlesees aus. Das Wertacher Hörnle ist aus eng verfalteten Sandsteinen der Reiselsberg-Formation und Kalk- bis Tonmergelsteinen der Piesenkopf-Formation aufgebaut. Den Einband von J. Bauers Geologisch-botanische Wanderungen im Allgäu (1983) schmückt das Foto einer Falte im Flyschgestein mit Alpenrosen vom Wertacher Hörnle (Abb. 4). Aufzufinden war die Falte heute nicht mehr. | 280000 700 × 400             | Typ: Kar, Schichtfolge, Falte/Mulde/Sattel Art: Kalkmergelstein, Tonmergelstein, Sandstein                                            | kein Aufschluss                | wertvoll                | Landschaftsschutzgebiet                                  |                                               |
| Terrassen der Weißach SW von Oberstaufen                         |                | 780R058              | Oberstaufen Position             | Allgäuer Molasse-Vorberge                                                                                       | Zwischen Oberstaufen-Weißach und Steinebach hat die Eintiefung der Weißach in postglaziale Schotter eindrucksvoll geformte Terrassen hinterlassen. Während der Würmeiszeit schob sich hier noch die Weißachzunge des Bregenzer-Ach-Gletschers in Richtung des heutigen Oberstaufen vor. Sie hat ein Trogtal mit Grundmoräne hinterlassen, auf der mit der nacheiszeitlichen Eintiefung der Weißach in die Nagelfluhkette bei Steibis Schotter abgelagert wurden. | 390000 1500 × 260            | Typ: Terrasse Art: Schotter | kein Aufschluss                | bedeutend               | Naturpark                                                |                                               |
| Riesenfindling Der Stein bei Stein SE von Betzigau               |                | 780R059              | Betzigau Position                | Iller-Lech-Jungmoränenregion                                                                                    | Vermutlich hat der mehrfach zerbrochene Riesenfindling, der im Talgrund nordöstlich von Stein liegt, der Ortschaft ihren Namen gegeben. Nach Müller (2011) ist der Findling aus Molassekonglomerat mit ca. 3.300 m³ (8.580 t) der größte im Kempter Wald. Es sollen sich Bohrlöcher an dem Stein befinden und seine ursprüngliche Größe wird mit 11.000 t angenommen. Der Findling ist nicht ausgeschildert und nur weglos erreichbar. | 900 30 × 30                  | Typ: Findling Art: Konglomerat | Block                          | bedeutend               | FFH-Gebiet                                               |                                               |
| Kiesgruben am Johannis-Keller E von Obergünzburg                 |                | 777A001              | Obergünzburg Position            | Iller-Lech-Region                                                                                               | Die nördlich der Straße in einem ehemaligen Abbau aufgeschlossenen Schotter und Konglomerate stellen vermutlich mindeleiszeitliche Vorstoßschotter dar, die von Mindelmoräne überlagert werden. Lempe (2012) hält es aber auch für möglich, dass der Schotterkörper in einen liegenden günz- bzw. donauzeitlichen eisrandferneren Schmelzwasserschotter und mindelzeitliche Moränen und Schotter im Hangenden zweigeteilt werden kann und dass darüber rißzeitliche Moräne liegt. Der Zugang zu dem ehemaligen Abbau nördlich der Straße ist abgesperrt. Die Aufschlusswand kann aber recht gut von außerhalb betrachtet werden. Im Süden ist ein Kiesabbau aktuell in Betrieb. | 17500 250 × 70               | Typ: Schichtfolge Art: Moräne, Konglomerat, Schotter                                                                                  | Kiesgrube/Sandgrube            | wertvoll                | kein Schutzgebiet                                        |                                               |
| Ehem. Kiesgrube NE von Moosmühle                                 |                | 777A002              | Untrasried Position              | Iller-Lech-Region                                                                                               | Die stratigraphische Zuordnung der teilweise konglomerierten Fluvioglazialschotter ist unklar, vermutlich handelt es sich um mindelglaziale Schotter. | 4250 85 × 50                 | Typ: Gesteinsart Art: Konglomerat | Kiesgrube/Sandgrube            | bedeutend               | kein Schutzgebiet                                        |                                               |
| Aufschluss im Tobel NW von Hinterschmalholz                      |                | 777A003              | Untrasried Position              | Iller-Lech-Region                                                                                               | Der Aufschluss in einem Rutschhang stellt ein wichtiges Quartärprofil dar. Über dem Tertiär liegen verwitterte Schotter, Gastropoden führende Lößlehme und Moränen. Thermolumineszenzmessungen ergaben für den Lößlehm ein mindelglaziales Alter. | 1500 50 × 30                 | Typ: Standard-/Referenzprofil, Fossiler Boden Art: Moräne, Schluff, Konglomerat                                                       | Hanganriss/Felswand            | besonders wertvoll      | kein Schutzgebiet                                        |                                               |
| Ehem. Kiesgrube S von Hinterschmalholz                           |                | 777A004              | Untrasried Position              | Iller-Lech-Region                                                                                               | Die stratigraphische Zuordnung ist umstritten, es handelt sich entweder um Mindelmoräne auf Mindelvorstoßschotter oder um Rißmoräne auf Mindelschotter. | 3000 120 × 25                | Typ: Schichtfolge Art: Moräne, Konglomerat                                                                                            | Kiesgrube/Sandgrube            | wertvoll                | kein Schutzgebiet                                        |                                               |
| Ehem. Kiesgrube SW von Zadels                                    |                | 777A005              | Ronsberg Position                | Iller-Lech-Region                                                                                               | Teilweise verstürzter und verwachsener Nagelfluhabbau, der Schotter mit einer überlagernden Bodenbildung aufschließt, die von Mindelmoräne überlagert werden. | 3600 80 × 45                 | Typ: Schichtfolge Art: Konglomerat, Schotter                                                                                          | Kiesgrube/Sandgrube            | wertvoll                | kein Schutzgebiet                                        |                                               |
| Ehem. Kiesgrube SW von Wolfartsberg                              |                | 777A006              | Obergünzburg Position            | Iller-Lech-Region                                                                                               | Der alte Nagelfluhabbau schließt mindelglaziale, konglomerierte Schotter auf. Im mittleren Aufschlussteil sind große Blöcke zu finden. Der Moränenschotter zeigt die nahe Lage der Moränenwälle an. | 1000 50 × 20                 | Typ: Gesteinsart, Findling Art: Moräne, Konglomerat                                                                                   | Kiesgrube/Sandgrube            | bedeutend               | kein Schutzgebiet                                        |                                               |
| Profil in der Pöllat-Schlucht E von Hohenschwangau               | weitere Bilder | 777A007              | Schwangau Position               | Ammergebirge | Die steilwandige Schlucht der Pöllat erschließt ein Profil durch die lokale Falten- und Schuppenstruktur der Hohenschwangauer Alpen mit der Überschiebungsbahn von Lechtal- und Allgäudecke. Die verfalteten Gesteine der Allgäu-Schichten sind am Nordeingang der Schlucht aufgeschlossen. Die zahlreichen Kaskaden und der eindrucksvolle Wasserfall unter der Marienbrücke liegen im Hauptdolomit. | 20000 200 × 100              | Typ: Störung, Schichtfolge, Schlucht, Wasserfall Art: Kalkstein, Mergelstein, Dolomitstein                                            | Prallhang/Flussbett/Bachprofil | wertvoll                | Landschaftsschutzgebiet                                  |                                               |
| Ehem. Steinbruch E von Seeg                                      | weitere Bilder | 777A009              | Seeg Position                    | Iller-Lech-Jungmoränenregion                                                                                    | Der Aufschluss zeigt den Aufbau der Weißach-Schichten am sich nach Osten heraushebenden Sulzberg als Teil des Nordflügels der Murnauer Mulde (Faltenmolasse). Im Bereich der Steinbruchwand ist eine sehr auffällige Harnischfläche mit markanter Striemung zu erkennen. | 1200 40 × 30                 | Typ: Gesteinsart Art: Konglomerat, Sandstein, Mergelstein                                                                             | Steinbruch                     | bedeutend               | kein Schutzgebiet                                        |                                               |
| Kiesgrube an Drumlin ENE von Seeg                                | weitere Bilder | 777A010              | Seeg Position                    | Iller-Lech-Jungmoränenregion                                                                                    | Der Aufschluss zeigt den typischen Aufbau eines Drumlins: würmeiszeitliche Vorstoßschotter überlagert von Würmmoräne. Die in Betrieb befindliche Kiesgrube ohne Erlaubnis nicht betreten! Moräne und Vorstoßschotter sind recht gut vom Rande der Grube aus an den in die Moräne eingebetteten größeren Geschieben und an der stärkeren Durchfeuchtung (nass, dunklere Farben) der wasserdurchlässigen Schotter zu unterscheiden. | 84100 290 × 290              | Typ: Schichtfolge, Drumlin Art: Moräne, Schotter                                                                                      | Kiesgrube/Sandgrube            | bedeutend               | kein Schutzgebiet                                        |                                               |
| Interglazial-Aufschluss Pfefferbichl NW von Berghof              |                | 777A011              | Halblech Position                | Iller-Lech-Jungmoränenregion                                                                                    | In dem Bachtal sind Interglaziale Sedimente (Schotter, Seetone und Schieferkohlen) aufgeschlossen. Die Schieferkohlen wurden früher untertägig abgebaut (einige Stollenmundlöcher und Pingen sind noch erhalten). Stratigraphisch wurden die Interglazialsedimente unter Vorbehalt ins Riß-/Würm-Interglazial eingestuft. | 8000 200 × 40                | Typ: Pflanzliche Fossilien, Fossiler Boden, Stollen, Pinge/nfeld Art: Braunkohle, Ton, Moräne                                         | Prallhang/Flussbett/Bachprofil | wertvoll                | Naturdenkmal, Landschaftsschutzgebiet                    |                                               |
| Bahneinschnitt S von Enzenstetten                                | weitere Bilder | 777A012              | Seeg Position                    | Iller-Lech-Jungmoränenregion                                                                                    | Der Aufschluss liegt in steil aufgestellten Bausteinschichten am Südflügel der Murnauer Mulde (Faltenmolasse). | 250 25 × 10                  | Typ: Falte/Mulde/Sattel, Gesteinsart Art: Konglomerat                                                                                 | Böschung                       | wertvoll                | kein Schutzgebiet                                        |                                               |
| Harnischfläche W von Bad Faulenbach                              |                | 777A013              | Füssen Position                  | Allgäuer Alpen                                                                                                  | Der sogenannte Gletscherschliff ist in Wirklichkeit eine steilstehende bis saigere Horizontalverwerfung (rechtshändig) in Hauptdolomit im Grenzbereich zu Raibler Rauhwacken, die vermutlich beim Bau des Parkplatzes freigelegt wurde. Auf der Fläche erkennt man subhorizontale Striemung mit Parabelrissen und Störungsbrekzien. | 100 50 × 2                   | Typ: Störung, Felswand/-hang Art: Dolomitstein                                                                                        | Hanganriss/Felswand            | wertvoll                | Naturdenkmal, Landschaftsschutzgebiet, FFH-Gebiet        |                                               |
| Schrattenkalk an der Ruine Eisenberg W von Eisenberg             |                | 777A014              | Eisenberg Position               | Iller-Lech-Jungmoränenregion                                                                                    | Am bewaldeten Hang westlich der Schloßbergalpe liegen zahlreiche Aufschlüsse im Schrattenkalk mit typischen Karren. Es ist dieses das nördlichste Vorkommen im Allgäu. Von den Burgruinen, die aus dem Material erbaut wurden, hat man einen guten Überblick über den Alpenrand. | 15000 150 × 100              | Typ: Schichtfolge, Gesteinsart Art: Kalkstein                                                                                         | Felshang/Felskuppe             | wertvoll                | Landschaftsschutzgebiet                                  |                                               |
| Aufschluss in Kalksteinen der Adnet-Formation am Alpsee          |                | 777A015              | Schwangau Position               | Ammergebirge | Oberhalb des Alpsees liegt der gut zugängliche Aufschluss im Bunten Liasbasiskalk (Hierlatzkalk, Adneter Fazies). Die grau angewitterten rötlichen Kalksteine sind meist kompakt und bilden eine markante Felswand. Sie sind meist von Kalkspat-Klüften durchzogen und weisen ein spätiges Aussehen auf. Die Felswand ragt senkrecht auf und bildet stellenweise Überhänge. | 2000 200 × 10                | Typ: Gesteinsart, Felswand/-hang Art: Kalkstein                                                                                       | Hanganriss/Felswand            | bedeutend               | Landschaftsschutzgebiet, FFH-Gebiet, Vogelschutzgebiet   |                                               |
| Molasseaufschluss W von Langenwald                               |                | 777A016              | Roßhaupten Position              | Iller-Lech-Jungmoränenregion                                                                                    | Der Straßeneinschnitt erschließt eine typische Abfolge von Konglomeratbänken im Wechsel mit Mergeln und Sandsteinen der Baustein-Schichten im Grenzbereich zu den Weißach-Schichten. | 800 80 × 10                  | Typ: Schichtfolge Art: Konglomerat, Sandstein, Mergel                                                                                 | sonstiger Aufschluss           | bedeutend               | kein Schutzgebiet                                        |                                               |
| Flyschaufschlüsse im Röthenbachtal SE von Halblech               | weitere Bilder | 777A017              | Halblech Position                | Ammergebirge | Die Aufschlüsse zeigen steil nach NNW einfallende schmale Bänke der Piesenkopf-Formation des Flysch. Die Piesenkopf-Formation zeigt beispielhaft die für die Flyschsedimente der Alpen typische, unzählige rhythmische Wiederholung von Turbiditzyklen, hier als Zyklen aus wenige Dezimeter mächtigen Bänken aus Kalk-, Mergel- und Tonstein oder Sandstein. | 1000 100 × 10                | Typ: Schichtfolge, Gesteinsart, Standard-/Referenzprofil Art: Kalkstein, Mergelstein, Tonstein                                        | Prallhang/Flussbett/Bachprofil | wertvoll                | Naturschutzgebiet, Vogelschutzgebiet                     | Bayerns schönste Geotope Nr. 70               |
| Halblechdurchbruch NW von Halblech                               |                | 777A019              | Halblech Position                | Iller-Lech-Jungmoränenregion                                                                                    | Der Halblech schneidet den Südflügel der Murnauer Mulde an. Durch den Halblechdurchbruch sind steilstehende, Ost-West-streichende Konglomerate, Sandsteine und Mergelsteine der Baustein- und Weißach-Schichten der Faltenmolasse aufgeschlossen. | 7500 150 × 50                | Typ: Sedimentstrukturen, Gesteinsart, Schichtfolge, Falte/Mulde/Sattel, Durchbruchstal Art: Konglomerat, Sandstein, Mergelstein       | Hanganriss/Felswand            | besonders wertvoll      | FFH-Gebiet                                               |                                               |
| Steinbrüche an der Hornburg E von Schwangau                      |                | 777A020              | Schwangau Position               | Ammergebirge | Von 1945 bis 1960 wurde hier Hierlatzkalk (Adneter Fazies) als roter Marmor abgebaut. Hierlatzkalk steht hier in Zusammenhang mit einer Störung an und wurde als roter Knollenkalk abgebaut und als Naturwerkstein oder für kunstgewerbliche Marmorerzeugnisse verwendet. | 36000 200 × 180              | Typ: Gesteinsart, Steinbruch/Grube Art: Kalkstein                                                                                     | Steinbruch                     | bedeutend               | Naturschutzgebiet                                        |                                               |
| Typlokalität Reiselsberger Sandstein SE von Buching              |                | 777A021              | Halblech Position                | Ammergebirge | Die Aufschlüsse am Eingang des Tiefenbachtals liegen nahe der etwas weiter östlichen Typlokalität, an der heute keine Aufschlüsse mehr vorhanden sind. Jenseits der Brücke folgen über dem Sandstein die tonigeren Piesenkopfschichten. Der Reiselsberger Sandstein bildet mit seinen dickbankigen (0,5 – 3 m) feinen bis groben Sandsteinen die typischste Serie der Flysch-Zone, die Sandsteine sind stets kalkig gebunden und glimmerreich. | 7500 300 × 25                | Typ: Typlokalität, Gesteinsart, Sedimentstrukturen Art: Sandstein, Mergelstein                                                        | Prallhang/Flussbett/Bachprofil | wertvoll                | Naturschutzgebiet, FFH-Gebiet, Vogelschutzgebiet         |                                               |
| Wertachkerbtal N von Nesselwang                                  | weitere Bilder | 777A022              | Nesselwang Position              | Iller-Lech-Jungmoränenregion                                                                                    | Im Kerbtal der Wertach unter der A7 sind Sandsteine und Konglomerate der Faltenmolasse aufgeschlossen. Das Wertachtal mit imposanter A7-Brücke schneidet hier den Nordflügel der Murnauer Mulde mit steilstehenden Sandstein- und Konglomeratbänken der Steigbach-Schichten an. Am Westhang stößt man auf einen alten Pechkohleabbau (verschlossener Stollen). | 120000 600 × 200             | Typ: Gesteinsart, Stollen Art: Sandstein, Konglomerat, Braunkohle                                                                     | Prallhang/Flussbett/Bachprofil | bedeutend               | Landschaftsschutzgebiet, FFH-Gebiet, Vogelschutzgebiet   |                                               |
| Reiselsberger Sandstein am Schrofeneck SE von Zell               |                | 777A023              | Eisenberg Position               | Iller-Lech-Jungmoränenregion                                                                                    | Hier befindet sich ein sehr weit nördlich gelegener Aufschluss von Reiselsberger Sandstein. Auf dem bewaldeten Schrofeneck befindet sich ein größerer Aufschluss von massigem bis gebanktem Sandstein, stark geklüftet und verstürzt und mit Strukturen, die einen früheren Abbau vermuten lassen. | 60000 400 × 150              | Typ: Gesteinsart, Sedimentstrukturen, Steinbruch/Grube Art: Sandstein                                                                 | Felshang/Felskuppe             | wertvoll                | Landschaftsschutzgebiet                                  |                                               |
| Steinbruch am Hochholz S von Nesselwang                          |                | 777A024              | Nesselwang Position              | Allgäuer Molasse-Vorberge                                                                                       | Im Steinbruch am Hochholz ist die steil stehende Schichtfolge von verschiedenen Grünsandsteinen der Garschella-Formation bis zum Seewer Kalk mustergültig aufgeschlossen. Es kommen Aufarbeitungshorizonte mit Phosphoritknollen vor. | 600 30 × 20                  | Typ: Schichtfolge, Sedimentstrukturen Art: Kalkstein, Sandstein                                                                       | Steinbruch                     | wertvoll                | kein Schutzgebiet                                        |                                               |
| Steinbrüche am Kienberg-Südhang SW von Schwangau                 |                | 777A025              | Schwangau Position               | Ammergebirge | Der Steinbruch Schwansee West liegt direkt am Königssträßchen nördlich des Schwansees. Hier wurde eine helle Varietät von Partnachkalk abgebaut. Das Gestein wurde unter der Bezeichnung Alterschrofener Marmor bzw. Füssener Steinbruchkalk gehandelt und ist z. B. im Schloss Neuschwanstein und in der Kirche St. Mang in Füssen verbaut. Der Steinbruch ist relativ gut zugänglich, aber stark zugewachsen. Im Ostteil gibt es Restaufschlüsse, im Westteil eine große Halde. Schnetzer (1941) berichtet von einer Überlagerung der Kalksteine durch pleistozäne Sedimente mit Schieferkohle. Ob diese Aufschlüsse heute noch auffindbar sind, ist nicht bekannt. | 37800 420 × 90               | Typ: Gesteinsart, Steinbruch/Grube Art: Kalkstein, Tonmergelstein                                                                     | Steinbruch                     | bedeutend               | Landschaftsschutzgebiet, FFH-Gebiet, Vogelschutzgebiet   |                                               |
| Steinbruch am Ettwieser Weiher S von Marktoberdorf               |                | 777A026              | Marktoberdorf Position           | Iller-Lech-Jungmoränenregion                                                                                    | In dem überwachsenen Steinbruch ist eine Schichtfolge überwiegend mit gebankten Mittelsandsteinen aus dem Top der Oberen Meeresmolasse aufgeschlossen. Auf Schichtflächen finden sich Strömungs- und Wellenrippeln. Eingeschaltet sind Schillbänke, lagenweise finden sich Kohleflitter. Der Steinbruch ist Station an den Wanderwegen Terra Nostra (für Erwachsene) und Klobunzele-Weg (für Kinder). | 2925 65 × 45                 | Typ: Gesteinsart, Schichtfolge Art: Sandstein                                                                                         | Steinbruch                     | bedeutend               | kein Schutzgebiet                                        |                                               |
| Seewerkalk an der Ruine Hohenfreyberg W von Eisenberg            |                | 777A027              | Eisenberg Position               | Iller-Lech-Jungmoränenregion                                                                                    | Die Burgruine Hohenfreyberg steht auf Seewerkalk des Helvetikums, die Ruine Eisenberg dagegen auf Schrattenkalk. Anstehender Seewerkalk ist an mehreren Stellen auf dem Burggelände zu finden. | 16500 150 × 110              | Typ: Schichtfolge, Gesteinsart Art: Kalkstein                                                                                         | Hanganriss/Felswand            | wertvoll                | Landschaftsschutzgebiet                                  |                                               |
| Tannheim-Formation W von der Fallmühle bei Pfronten              |                | 777A028              | Pfronten Position                | Allgäuer Alpen                                                                                                  | An der Steinacher Achen westlich der Fallmühle ist eines der wenigen Vorkommen von Tannheim-Formation in Bayern aufgeschlossen. Der Aufschluss in einem Rutschhang kann vom Wanderweg südlich der Achen über den Bach hinweg betrachtet werden. Die blättrigen schwarzen Mergel und dunkelgrauen Kalkmergel (Kreide) sind von Wettersteinkalk (Trias) überschoben. Die Rutschungen mit Bewegungen von Blöcken aus Wettersteinkalk sind schon aus alter Zeit bekannt, setzen sich aber bis in jüngste Zeit fort, wie die vegetationslosen Flächen im Luftbild (Abb. 4, © Bayer. Vermessungsverwaltung) zeigen. | 12800 160 × 80               | Typ: Schichtfolge, Rutschung Art: Tonmergel, Kalkmergel                                                                               | Prallhang/Flussbett/Bachprofil | wertvoll                | kein Schutzgebiet                                        |                                               |
| Wertachprallhang E von Görisried                                 |                | 777A029              | Wald Position                    | Iller-Lech-Jungmoränenregion                                                                                    | Am Wertachprallhang E von Görisried stehen Feinsandsteine der Oberen Meeresmolasse innerhalb der Faltenmolasse an. Der Ablagerungsraum lag zwischen den Schotterfächern von Hochgrat-Adelegg im Westen und Auerberg-Nesselburg im Osten, die Sedimente sind daher feinkörnig. Die Schichtung zeichnet sich im Gestein durch geringfügig härtere Lagen nach. Das Einfallen ist flach nach NE. Der Prallhang ist weglos nur schwer zugänglich. Einfacher ist ein Blick über die Wertach vom Westufer aus. | 4500 100 × 45                | Typ: Gesteinsart, Schichtfolge, Prallhang Art: Sandstein                                                                              | Prallhang/Flussbett/Bachprofil | bedeutend               | Landschaftsschutzgebiet, FFH-Gebiet, Vogelschutzgebiet   |                                               |
| Obere Meeresmolasse am Bahnhof Leuterschach                      |                | 777A030              | Marktoberdorf Position           | Iller-Lech-Jungmoränenregion                                                                                    | An einer Böschung gegenüber dem Bahnhof Leuterschach und an einer alten Steinbruchwand hinter dem benachbarten Gasthof steht steilgestellt eine Wechsellagerung von Mittelsandsteinen und Mergelsteinen der Oberen Meeresmolasse an. Die gebankten Sandsteine zeigen Schrägschichtung, Strömungsrippeln und Wühlspuren. Privatgrund respektieren, Betretungserlaubnis erfragen! | 1600 160 × 10                | Typ: Gesteinsart, Schichtfolge Art: Sandstein, Mergelstein                                                                            | Hanganriss/Felswand            | bedeutend               | kein Schutzgebiet                                        |                                               |
| Untere Süßwassermolasse an der Wertach W von Wald                |                | 777A031              | Wald Position                    | Iller-Lech-Jungmoränenregion                                                                                    | Am Rundwanderweg entlang der Wertach zwischen Wald und Bergers sind Sand- und Mergelsteine der Unteren Süßwassermolasse am Weg und in Prallhängen am Wertachufer aufgeschlossen. | 16000 800 × 20               | Typ: Gesteinsart, Schichtfolge Art: Sandstein, Mergelstein                                                                            | Hanganriss/Felswand            | wertvoll                | Landschaftsschutzgebiet, FFH-Gebiet, Vogelschutzgebiet   |                                               |
| Kalktuff nahe der Gennachsäge NE von Marktoberdorf               |                | 777A032              | Biessenhofen Position            | Iller-Lech-Jungmoränenregion                                                                                    | Südwestlich der Gennachsäge treten an einem Hang diffus Quellwässer aus, die Kalktuff abscheiden. Das Wasser in eiszeitlichen Schottern tritt auf stauender Süßwassermolasse aus. Die Freifläche oberhalb des Objektpunkts weist als Hangquellmoor eine seltene Pflanzengemeinschaft auf und ist Biotop. Die Fläche daher nicht betreten, sondern vom Rand einsehen. | 5000 100 × 50                | Typ: Gesteinsart, Hangquellmoor Art: Kalktuff                                                                                         | kein Aufschluss                | bedeutend               | kein Schutzgebiet                                        |                                               |
| Aufschluss Auf den Steinbrüchen W von Lengenwang                 |                | 777A033              | Lengenwang Position              | Iller-Lech-Jungmoränenregion                                                                                    | Auf vom Gletscher überschliffenen Molasserücken W von Lengenwang liegen in der Flur Auf den Steinbrüchen mehrere kleine Brüche, in denen Mauersteine für den Hausbau entnommen wurden. In dem Bruch am Geotoppunkt sind plattige bis dünnbankige Mittelsandsteine der Unteren Süßwassermolasse mit deutlich sichtbaren Schrägschichtungsblättern aufgeschlossen. | 1000 50 × 20                 | Typ: Gesteinsart, Sedimentstrukturen Art: Sandstein                                                                                   | Steinbruch                     | bedeutend               | kein Schutzgebiet                                        |                                               |
| Raibl-Formation im Beinlandl an der Hochplatte SSE von Halblech  |                | 777A034              | Halblech Position                | Ammergebirge | Auf dem Weg von der Kenzenhütte (1.294 m) zum Weitalpjoch (1.778 m) vor der Hochplatte ist am Beinlandl Raibl-Formation aufgeschlossen. Der Aufschluss entlang des Wegs zeigt die ganze Palette von Gesteinen der Raibl-Formation: braungelb bis rostrot verwitternde Sandsteine, schwarze sandige Tonschiefer, gelblich verwitternde Kalke, Dolomite und Rauhwacken. Direkt nach dem Verlassen des Beinlandl tritt an einem kleinen Pass auf 1.700 m unter den Füßen sogar ein Kohleflözchen zutage. Die Schichtfolge am Beinlandl und Schlössel war schon Gümbel (1861) bekannt und von ihm recht genau beschrieben worden. | 2000 200 × 10                | Typ: Gesteinsart, Schichtfolge Art: Sandstein, Tonstein, Braunkohle                                                                   | Felshang/Felskuppe             | bedeutend               | Naturschutzgebiet, FFH-Gebiet, Vogelschutzgebiet         |                                               |
| Gipsblock in der Pöllat SE von Hohenschwangau                    |                | 777A035              | Schwangau Position               | Ammergebirge | In der Pöllat im Jugendtal liegt ein Block von gebändertem Gips. Starkniederschläge führten am 23. Mai 1999 zu einer Rutschung am Südhang des Jugendtals, die das Bachbett der Pöllat verschüttete. Das durch die gleichen Niederschläge ausgelöste Pfingsthochwasser 1999 räumte das Bachbett soweit frei, dass es nicht zu einem Aufstau kam, sondern nur zu einer Verlagerung des Bachlaufs. Dabei dürfte auch der Gipsblock aus den Rutschmassen freigespült worden sein. Seitdem arbeitet die Erosion an dem Block, der in den nächsten Jahrzehnten oder vielleicht schon mit dem nächsten Hochwasser verschwinden wird. Im Rutschhang oberhalb oder an der Abrisskante der Rutschung ist keinerlei Gips zu finden. Vielleicht bewahrt ja das kalkreiche Wasser der Pöllat – anders als das Niederschlagswasser – den Gips vor einer stärkeren Weglösung. Gips der Raibl-Formation war nicht weit entfernt in einem längst verschütteten Bruch und Stollen abgebaut worden. | 4 2 × 2                      | Typ: Gesteinsart, Rutschung Art: Gips                                                                                                 | Prallhang/Flussbett/Bachprofil | bedeutend               | Naturschutzgebiet, FFH-Gebiet, Vogelschutzgebiet         |                                               |
| Aufschluss in Oberer Meeresmolasse WSW von Stötten               |                | 777A036              | Stötten am Auerberg Position     | Iller-Lech-Jungmoränenregion                                                                                    | Der Aufschluss zeigt Sandsteine, sandige Mergelsteine und Konglomerate am Westrand des Auerberg-Schüttungsfächers in der Oberen Meeresmolasse. Scholz & Frieling (2006) beschreiben und skizzieren den Aufschluss detailliert und gehen insbesondere auf synsedimentäre Verfaltungen in den Sandsteinen ein. Hoch oben in dem Aufschluss hängt eine Sandsteinbank mit bemerkenswerten Sedimentstrukturen. Vorsicht, Steinschlaggefahr! Von den überhängenden Wandteilen fernhalten! | 750 50 × 15                  | Typ: Schichtfolge, Sedimentstrukturen, Tierische Fossilien Art: Konglomerat, Kalksandstein, Sandmergelstein                           | Hanganriss/Felswand            | wertvoll                | kein Schutzgebiet                                        |                                               |
| Wegaufschluss in Ammergau-Formation ESE von Schwangau            |                | 777A037              | Schwangau Position               | Ammergebirge | An dem in neuerer Zeit angelegten Fahrweg – für den öffentlichen Verkehr gesperrt – von der Drehhütte zur Rohrkopfhütte sind die plattigen bis dünnbankigen Kalksteine der Ammergau-Formation hervorragend aufgeschlossen. Auffallend sind kieselige Einlagerungen (Hornstein). In der Kurve ist durch den Straßenbau ein kleiner Wetzsteinbruch – jetzt oberhalb eines Schachtdeckels gelegen – angeschnitten worden. Die dünnen Wetzsteinlagen bestehen aus Feinkalken mit eckigen oder wenig gerundeten Hornsteinkörnern und kieseligen Radiolarien. Die Ammergau-Formation des Oberjura geht nach Süden zu in die Schrambach-Formation der Unterkreide über. Eine Unterscheidung im Gelände ist hier nicht möglich. | 1500 300 × 5                 | Typ: Schichtfolge, Gesteinsart, Steinbruch/Grube Art: Kalkstein, Hornstein                                                            | Hanganriss/Felswand            | wertvoll                | Naturschutzgebiet, FFH-Gebiet, Vogelschutzgebiet         |                                               |
| Typlokalität der Branderfleck-Formation SE von Schwangau         |                | 777A038              | Schwangau Position               | Ammergebirge | Typlokalität und Typprofil der Branderfleck-Formation wurden von Gaupp (1980) hier am Branderfleck-Sattel definiert. Über Blockbrekzien liegt eine turbiditische Folge von roten Tonen und ockerfarbenen Mergeln. Teils finden sich schöne Strömungsmarken auf den Unterseiten der Mergelbänke. Weidich (1984) hat anhand der Mikrofauna festgestellt, dass hier im Südflügel einer Mulde das höhere Cenoman und Turon fehlen. Sie wurden erodiert und sind in den Olisthostromen des Mulden-Nordflügels weiter westlich enthalten, wo sich das Typprofil vervollständigen lässt. Das Geotop am Branderfleck-Sattel ist auf dem Wanderweg vom Tegelberg Richtung Ahornsattel zu erreichen. Trittsicherheit ist gefordert. Entlang des Wegs unterhalb des Branderschrofen werden die basalen Blockbrekzien der Muldenflanken und dazwischen die hangenden Tone und Mergel des Muldenkerns durchquert. Die Branderfleck-Formation liegt hier auf Hauptdolomit. | 5000 250 × 20                | Typ: Typlokalität Art: Breccie, Tonstein, Mergelstein                                                                                 | Felshang/Felskuppe             | besonders wertvoll      | Naturschutzgebiet, FFH-Gebiet, Vogelschutzgebiet         |                                               |
| Aufschluss am Hutlersberg S von Füssen                           |                | 777A039              | Füssen Position                  | Ammergebirge | An der Südseite des Hutlersbergs liegt ein ehemaliger Steinbruch in Kalksteinen der Partnach-Formation. Der Steinbruch ist Station Geologischer Rast- und Spielplatz am Wanderweg GEOgrenzGÄNGER. Ein Klettergarten ist eingerichtet, Summstein, Lithophon und Drehstein-Ei lassen Steine mit den Sinnen wahrnehmen. Die Schichtfolge ist steilgestellt. Die grauen, mittel- bis dickbankigen Kalksteine zeigen eine wellige Schichtoberfläche mit Tonflatschen. Harnischflächen zeigen Bewegungen von Gesteinsschollen an. Ein Pfad an der Nordseite des Steinbruchs führt zu einem Aufschluss von Tonmergelsteinen der Partnach-Formation. Darüber liegt über einem geringmächtigen Bodenhorizont vermutliche Moräne mit Geschieben, wobei hier schwer zu entscheiden ist, ob das Material nicht durch Solifluktion oder im Zuge der Abbauvorrichtung umgelagert wurde. | 2400 60 × 40                 | Typ: Gesteinsart, Steinbruch/Grube Art: Kalkstein                                                                                     | Steinbruch                     | wertvoll                | Landschaftsschutzgebiet, FFH-Gebiet, Vogelschutzgebiet   |                                               |
| Ehem. Steinbrüche im Forggensee ENE von Dietringen               |                | 777A040              | Schwangau Position               | Iller-Lech-Jungmoränenregion                                                                                    | Die Steinbrüche in den Deutenhausen-Schichten bei Dietringen waren bei Gümbel beschrieben und verschwanden im Forggensee nach dessen Aufstau. Jeweils um den Monat März, wenn der Forggensee weitgehend abgelassen und noch nicht wiedergefüllt ist, tauchen in Ufernähe Kalksandsteinbänke auf. Die dazwischenliegenden Mergelsteine bilden braune Streifen zwischen den fast senkrecht und überkippt gelagerten Sandsteinplatten. Auf den Unterseiten der Sandsteinbänken zeigen sich flyschartig die verschiedensten Sedimentmarken und weisen damit auf den Übergang vom Flysch zu dieser untersten Schichtfolge der Molasse hin. Ein kleinerer Aufschluss liegt am westlichen Seeufer bei Dietringen. Die eindrucksvolleren Aufschlüsse auf der Ostseite sind über die Staustufe am Kraftwerk Roßhaupten oder über den Ort See zu erreichen. Der Wasserstand des Forggensees kann beim Hochwassernachrichtendienst Bayern (Roßhaupten Seepegel) abgerufen werden. 2018 bleibt der Forggensee wegen Reparatur des Dammes bis in den Sommer abgelassen. Danach verschwindet das Forggensee-Riff wieder. | 28800 240 × 120              | Typ: Gesteinsart, Steinbruch/Grube, Schichtfolge Art: Kalksandstein, Mergelstein, Konglomerat                                         | Böschung                       | wertvoll                | Landschaftsschutzgebiet                                  |                                               |
| Raibl-Formation im Bachbett der Pöllat SE von Hohenschwangau     |                | 777A041              | Schwangau Position               | Ammergebirge | Das Geotop liegt im Bachbett der Pöllat unterhalb vom Hohen Straußberg. Erreichbar ist es von Hohenschwangau mit dem Radl oder zu Fuß, bis Bleckenau auch mit dem Bus, und dann weiter Richtung Alpe Jägerhütte. Etwa dort, wo ein Wanderweg rechts (nach Süden) zur Altenberghütte abzweigt, führt in der Wiese unterhalb der Straße eine Wegspur nach Osten hinunter zur Pöllat. Im Bachbett der Pöllat stehen Sandsteine der Raibl-Formation mit rostigen Eiseneinlagerungen an und sogar ein Flözchen von harter, dünnplattiger Schieferkohle lässt sich finden. Mit einer Gefällstufe mit schönen Kolken folgt bachauf – in der Schichtfolge aber darunter – der oberste Wettersteinkalk, der hier als – ausführlich in den Erläuterungen zur geologischen Karte beschriebene – Besonderheit dunkle, länglich-linsenförmige sandige Einlagerungen enthätt. Es wird sich um eine frühe sandige Schüttung, die der späteren Raibl-Formation vorausging, handeln. Bei hohem Wasserstand oder Niederschlag oberhalb das Bachbett nicht begehen! | 2100 210 × 10                | Typ: Gesteinsart, Schichtfolge Art: Sandstein, Kalkstein, Braunkohle                                                                  | Prallhang/Flussbett/Bachprofil | wertvoll                | Naturschutzgebiet, FFH-Gebiet, Vogelschutzgebiet         |                                               |
| Historischer Bergbau auf Braunkohle bei Irsee                    |                | 777G001              | Irsee Position                   | Iller-Lech-Region                                                                                               | Im Riedgraben nördlich von Irsee wurde in mehreren Perioden von Mitte des 19. bis Mitte des 20. Jahrhunderts Braunkohle der Oberen Süßwassermolasse abgebaut. Es waren etliche Stollen in Betrieb, zeitweise existierte auch eine Stichbahn von Leinau zum Bergwerk. In einem Waldstück 700 m nordöstlich von Oggenried ist noch immer eine langgestreckte Abraumhalde zu sehen. Ihr westliches Ende geht in eine nasse Mulde mit Bachlauf über. Von hier aus erstreckten sich offenbar die Stollen nach Norden und Süden. Im Bachlauf sind Stücke von Kohle zu finden. | 10000 200 × 50               | Typ: Stollen, Halde Art: Braunkohle                                                                                                   | Pinge                          | bedeutend               | kein Schutzgebiet                                        |                                               |
| Ehem. Steinbruch im Benkener Marmor SW von Oberkirch             |                | 777G002              | Füssen Position                  | Allgäuer Alpen                                                                                                  | Der Weissenseer Trümmermarmor oder Benkener Marmor wurde – vielleicht schon seit der Römerzeit – als dekorativer Stein zwischen Weißensee und Benken gewonnen. Geologisch handelt es sich um eine rot zementierte Karbonatbrekzie mit kalkalpinen Komponenten in der Unteren Branderfleck-Formation. Bei Schmitz (1842) heißt es: Von dem Steinmetzmeister Müller in Füssen wird die am Nordabhange des Weissensee- und Benkenberges anstehende, und in zahlreichen Blöcken am Abhange und Fuße des Berges umherliegende Kalk- und Dolomitbreccie, als schöner und dauerhafter Trümmermarmor verarbeitet. Vermutlich wurden tatsächlich vor allem Blöcke aufgearbeitet, denn Steinbrüche finden sich in alten Karten nicht und in der Natur nur in wenig eindeutigen Spuren. Am Objektpunkt liegen Steine mit Gewinnungsspuren, die aber eher einen jüngeren Versuchsabbau vermuten lassen. Ob die Wiese unterhalb einmal Abbau mit Halde war, kann nur gerätselt werden, ebenso ob aus den kleinen Gruben, die 50 m weiter südlich stufenförmig den Hang hochziehen, Gestein gewonnen wurde. Am Südufer des Weissensees erinnert eine Tafel und angeschliffenes Gestein an die Marmorgewinnung.                     | 180 15 × 12                  | Typ: Steinbruch/Grube Art: Breccie | Steinbruch                     | bedeutend               | Landschaftsschutzgebiet                                  |                                               |
| Historischer Torfstich am Moor-Rundweg W von Görisried           |                | 777G003              | Görisried Position               | Iller-Lech-Jungmoränenregion                                                                                    | Am Moorweg W von Görisried ist ein Torfstich mit Bodenaufschluss, Hütte, Geräten und trocknenden Torfsoden nachgestellt. Ein Foto zeigt historischen Torfabbau. Im Digitalen Geländemodell – vor allem in Überlagerung mit der Flurkarte – (Abb. 4) lässt sich früherer Torfabbau recht leicht an den Geländestufen, die mit den Parzellen unterschiedlich tief ins Moor eingreifen, erkennen. Deutlich zeigen sich auch die Gräben zur Moorentwässerung. | 50 10 × 5                    | Typ: Torfstich Art: Torf | Schurf                         | bedeutend               | FFH-Gebiet                                               |                                               |
| Eisenerzgruben des Beinlandl an der Hochplatte SSE von Halblech  |                | 777G004              | Halblech Position                | Ammergebirge | Im Beinlandl sind Spuren alter Bergbauversuche auf Eisen in Form verfallener Schurfe und Halden verblieben. Das Eisenerz lag als Ferrodolomit und Pyrit im Wettersteinkalk oder verwittert als Brauneisen vor. Der Aufschluss ist in einen Zug gleichartiger Vorkommen von ursprünglich sedimentären und später umgelagerten Eisen- oder Zinkerzen im obersten Wettersteinkalk einzuordnen, der sich durch den ganzen bayerischen Alpenbogen erstreckt. Mulmiges Brauneisen im Wettersteinkalk und dunkelbraun bis rostrot angewitterter, eisenhaltiger Wettersteinkalk lassen sich heute noch finden. Eisenerz soll schon um 1600 im Bereich der Hochplatte abgebaut worden sein, am Beinlandl zuletzt um die Zeit des 1. Weltkriegs. | 600 60 × 10                  | Typ: Schurf Art: Eisen-/Manganerz, Kalkstein                                                                                          | Schurf                         | wertvoll                | Naturschutzgebiet, FFH-Gebiet, Vogelschutzgebiet         |                                               |
| Eisenerzgruben auf der Altenbergalpe SE von Schwangau            |                | 777G006              | Schwangau Position               | Ammergebirge | Geländemulden an der Altenbergalpe lassen zusammen mit dem Nachweis von Pyrit und Limonit im anstehenden Wettersteinkalk einen Erzabbau annehmen. Die Erzführung des obersten Wettersteinkalks an der Grenze zur Raibl-Formation ist bekannt. Taupitz (1954) hat ein Profil mit pyritisierten Brekzien vom Altenbergbach skizziert. Die Verkarstung kann ähnliche Geländeformen wie hier erzeugen und limonitische Erze sind oft in Karsthohlformen angereichert, aus denen sie von den frühen Erzgräbern herausgeholt wurden. Ein Großteil der Mulden und Löcher an der Altenbergalpe sind nach Schöner et al. (2003) nichts weiter als natürlich entstandenen Dolinen, da Halden und Wälle aus Aushubmaterial fehlen, allerdings konnte hier auch ein handgeschlagenes Bohrloch als Zeugnis für Erzabbau nachgewiesen werden. Im heute vorliegenden digitalen Geländemodell aus Laserscandaten sehen Dolinenfelder auch deutlich regelmäßiger aus als die Geländeformen hier. Das Areal ist Bodendenkmal (Denkmal-Nr. D-7-8430-0032). | 22500 150 × 150              | Typ: Schurf, Dolinenfeld Art: Kalkstein, Eisenerz                                                                                     | Schurf                         | bedeutend               | Naturschutzgebiet, FFH-Gebiet, Vogelschutzgebiet         |                                               |
| Eisenerzschürfe am Schlagstein SE von Schwangau                  |                | 777G007              | Schwangau Position               | Ammergebirge | Etwa 150 m westlich vom Gipfelkreuz des Schlagsteins finden sich in lückigem Waldgelände verstreut kleine Geländemulden, die sich durch Auswurfwälle als Schürfgruben zu erkennen geben. Hier wurde im obersten Wettersteinkalk nahe der Grenze zur Raibl-Formation Eisenerz gesucht oder abgebaut. In Kalksteinbrocken zeigen sich gelegentlich Spuren von Brauneisen. Vorsicht – hier sind auch Karstlöcher, aus denen vielleicht limonitische Eisenerze ausgeräumt wurden. Abbauspuren, die das belegen könnten, sind aber nicht zu finden. Das Areal ist bergbauliches Bodendenkmal (Denkmal-Nr. D-7-8430-0030). | 5000 100 × 50                | Typ: Schurf Art: Kalkstein, Eisenerz                                                                                                  | Schurf                         | bedeutend               | Naturschutzgebiet, FFH-Gebiet, Vogelschutzgebiet         |                                               |
| Königlicher Steinbruch Alterschrofen SSW von Schwangau           |                | 777G009              | Schwangau Position               | Ammergebirge | Am Wanderweg GEOgrenzGÄNGER liegt die Station Königlicher Steinbruch. Hier wurden die Fassadensteine für Schloss Neuschwanstein gebrochen. Der sogenannte Alterschrofener Marmor ist ein Kalkstein der Partnach-Formation. Ein Kiespfad führt an die Felswand. Ein frischer Block des Kalksteins zeigt die Gesteinsstruktur. | 180 15 × 12                  | Typ: Steinbruch/Grube Art: Kalkstein                                                                                                  | Hanganriss/Felswand            | bedeutend               | Landschaftsschutzgebiet, FFH-Gebiet, Vogelschutzgebiet   |                                               |
| Mariengrotte bei Ruine Falkenstein SE von Pfronten               | weitere Bilder | 777H001              | Pfronten Position                | Allgäuer Alpen                                                                                                  | Die Grotte ist eine Halbhöhle unterhalb der Ruine Falkenstein und wird als Lourdesgrotte genützt. Die Höhle ist mit einer Höhe von 15 m eine verhältnismäßig große Halbhöhle. Sie entstand durch Verkarstung des hier steil nach Süden einfallenden Wettersteinkalks und durch Frostverwitterung splittrigen Wettersteindolomits. | 50 10 × 5                    | Typ: Karst-Halbh./Naturbrücke, Gesteinsart Art: Kalkstein, Dolomitstein                                                               | Höhle                          | wertvoll                | Landschaftsschutzgebiet, FFH-Gebiet, Vogelschutzgebiet   |                                               |
| Krähenhöhle unter der Krähe E von Hohenschwangau                 |                | 777H003              | Schwangau Position               | Ammergebirge | Die Krähenhöhle ist eine horizontale Klufthöhle im Wettersteinkalk. Sie liegt direkt oberhalb des Steigs zur Krähe unter einer überhängenden Wand. Begehung auf eigene Gefahr! | 222 74 × 3                   | Typ: Karst-Horizontalhöhle Art: Kalkstein                                                                                             | Höhle                          | bedeutend               | Naturschutzgebiet, FFH-Gebiet, Vogelschutzgebiet         |                                               |
| Reverdys-Quelle SW von Liebenthann                               |                | 777Q001              | Obergünzburg Position            | Iller-Lech-Region                                                                                               | Die Grenze der Oberen Süßwassermolasse zur pleistozänen Schotternagelfluh bildet den wichtigsten Quellhorizont der Region. An der Reverdys-Quelle hat sich eine kurze Tuffrinne gebildet. Der Quellaustritt ist möglicherweise künstlich angelegt. | 1600 40 × 40                 | Typ: Schichtquelle, Sinterbildung Art: Kalktuff, Konglomerat, Mergel                                                                  | kein Aufschluss                | bedeutend               | Naturdenkmal, FFH-Gebiet                                 |                                               |
| Mindelquelle WSW von Mindelmühle                                 |                | 777Q002              | Obergünzburg Position            | Iller-Lech-Region                                                                                               | Der Quellhorizont der beiden Quellbäche liegt an der Schichtgrenze zwischen Oberer Süßwassermolasse und quartärer Nagelfluh. Die beiden Quellaustritte liegen nicht im Talgrund, sondern etwas südlich davon im Wald, der Ablauf zur Mindelmühle hin ist kanalisiert. | 7500 150 × 50                | Typ: Schichtquelle Art: Konglomerat, Mergel                                                                                           | kein Aufschluss                | wertvoll                | Naturdenkmal, FFH-Gebiet                                 |                                               |
| Teufelsküche N von Obergünzburg                                  | weitere Bilder | 777R001              | Obergünzburg Position            | Iller-Lech-Region                                                                                               | Zwischen dem steilen Günztalrand und einem ENE verlaufenden Trockental entstand ein nach Westen steilwandiger Felssporn. Durch übersteilte Talflanken und Wechselfolgen von festen Konglomeraten und lockeren Kiesen im Liegenden, sowie an unterlagernder Schichtgrenze zur Oberen Süßwassermolasse treten fels- und bodenmechanische Instabilitäten auf. | 60000 300 × 200              | Typ: Rutschung, Felswand/-hang, Schichtfolge Art: Konglomerat                                                                         | Hanganriss/Felswand            | wertvoll                | Naturdenkmal, FFH-Gebiet                                 | Bayerns schönste Geotope Nr. 43               |
| Sulfatkarstlandschaft Faulenbachtal / Faulenbacher Seen          |                | 777R002              | Füssen Position                  | Allgäuer Alpen                                                                                                  | Die Faulenbacher Seen sind typische Formen des Sulfatkarstes. Durch Lösung der in den Raibler Mergeln vorhandenen Gipsstöcke entstehen Hohlräume. Durch Nachstürzen der Deckenschichten bilden sich Senken und Dolinen. Quellaustritte sind teilweise stark sulfathaltig. Der östlichste See des Faulenbachtales hat merklich sulfathaltiges Wasser. | 750000 3000 × 250            | Typ: Subrosionslandschaft, Karstsee, Doline, Verengungsquelle Art: Kalkstein, Tonstein, Gips                                          | kein Aufschluss                | wertvoll                | Landschaftsschutzgebiet, FFH-Gebiet, Vogelschutzgebiet   |                                               |
| Findling W von Görisried                                         | weitere Bilder | 777R004              | Görisried Position               | Iller-Lech-Jungmoränenregion                                                                                    | Der Findling stammt vermutlich aus dem Gebiet des Rottachberges (grobe Nagelfluh, Kojenschichten), transportiert wurde er durch den Illergletscher. | 91 13 × 7                    | Typ: Findling Art: Konglomerat | Block                          | bedeutend               | Naturdenkmal                                             |                                               |
| Findling bei Hasenmahd W von Görisried                           |                | 777R005              | Görisried Position               | Iller-Lech-Jungmoränenregion                                                                                    | Der relativ kleine Findling stammt vermutlich aus dem Gebiet des Rottachberges (grobe Nagelfluh, Kojenschichten), transportiert wurde er durch den Illergletscher. Er trägt ein markantes Feldkreuz. | 8 4 × 2                      | Typ: Findling Art: Konglomerat | Block                          | bedeutend               | kein Schutzgebiet                                        |                                               |
| Findling Dachstein im Wölflemoos W von Görisried                 |                | 777R006              | Görisried Position               | Iller-Lech-Jungmoränenregion                                                                                    | Der Findling stammt vermutlich aus dem Gebiet des Rottachberges (grobe Nagelfluh, Kojenschichten), transportiert wurde er durch den Illergletscher. | 528 24 × 22                  | Typ: Findling Art: Konglomerat | Block                          | geringwertig            | FFH-Gebiet                                               |                                               |
| Findling S von Hasenmahd                                         |                | 777R007              | Görisried Position               | Iller-Lech-Jungmoränenregion                                                                                    | Der Findling stammt vermutlich aus dem Gebiet des Rottachberges (grobe Nagelfluh, Kojenschichten), transportiert wurde er durch den Illergletscher. Der spitze Findling ist in zwei Teile geteilt und stark verwachsen. | 192 16 × 12                  | Typ: Findling Art: Konglomerat | Block                          | geringwertig            | kein Schutzgebiet                                        |                                               |
| Harnischfläche am Kobelweg in Bad Faulenbach                     |                | 777R008              | Füssen Position                  | Allgäuer Alpen                                                                                                  | Die als Gletscherschliff bezeichnete Felswand ist eine steilstehende bis saigere Horizontalverwerfung in Hauptdolomit, nahe der Grenze zu Raibler Schichten. Die NW-SE streichende Verwerfung gehört zu einem System Rechtsseitenverschiebungen am Nordrand des Faulenbachtales. | 150 30 × 5                   | Typ: Störung, Felswand/-hang Art: Dolomitstein                                                                                        | Hanganriss/Felswand            | wertvoll                | Naturdenkmal, Landschaftsschutzgebiet                    |                                               |
| Wasserfall NNW von der Burgruine Nesselburg                      |                | 777R009              | Nesselwang Position              | Allgäuer Molasse-Vorberge                                                                                       | Senkrecht stehende Konglomerate mit dazwischen gelagerten Sand-, Ton- und Mergelbänken der Weißach-Schichten (Untere Süßwassermolasse) bilden die Steilstufe mit dem Wasserfall, der an einer mauerartigen Konglomeratbank beginnt und in vier Stufen 22 m überwindet (über gesamte Höhe durch Wanderweg mit Treppen erschlossen). Weiter flussabwärts verläuft der Bach parallel zum Schichtenstreichen (Mergelbänke). Dort hat sich das Wasser auf ca. 60 m eine auffällige Schussrinne geschaffen. | 200 40 × 5                   | Typ: Wasserfall, Gesteinsart Art: Konglomerat, Mergelstein, Sandstein                                                                 | Prallhang/Flussbett/Bachprofil | wertvoll                | Naturdenkmal                                             |                                               |
| Torfelsen am Weißensee W von Füssen                              |                | 777R010              | Füssen Position                  | Allgäuer Alpen                                                                                                  | Das kleine Felstor am Südufer des Weißensees wird von einem Wanderweg durchquert. Das Tor und die angrenzende Felswand bestehen aus einer Brekzie von kantigen kalkalpinen Komponenten, die darauf hinweisen, dass während des Cenoman Teile der Kalkalpen gehoben und abgetragen wurden. Der heutige Kontakt zum umgebenden Kalkalpin ist tektonischer Art. | 4 2 × 2                      | Typ: Felswand/-hang, Karst-Halbh./Naturbrücke, Gesteinsart Art: Breccie                                                               | Hanganriss/Felswand            | wertvoll                | Naturdenkmal, Landschaftsschutzgebiet, FFH-Gebiet        |                                               |
| Toteisloch NE von Dietringen                                     | weitere Bilder | 777R011              | Rieden am Forggensee Position    | Iller-Lech-Jungmoränenregion                                                                                    | Zur Entstehung des Toteisloches: Schmelzwasserschotter aus dem Bereich des Füssener Gletschertores wurden im Spätglazial auf den zurückgebliebenen Toteisblock geschüttet. Nach dem Abtauen des Eises wird die Hohlform zur Oberfläche durchgepaust. Das Toteisloch lag früher dauernd trocken. Heute liegt sein Grund im Schwankungsbereich des Wasserspiegels des Forggensees, so dass es vor allem im Sommer meist mit Wasser gefüllt ist. | 21600 180 × 120              | Typ: Toteisloch Art: Moräne | kein Aufschluss                | bedeutend               | Landschaftsschutzgebiet                                  |                                               |
| Drumlins S von Dietringen                                        |                | 777R012              | Rieden am Forggensee Position    | Iller-Lech-Jungmoränenregion                                                                                    | Die Drumlins südlich von Dietringen sind Teil eines ausgedehnten Drumlinfelds, das sich beiderseits des Lechs erstreckt. Die stromlinienförmigen Körper bestehen im Kern aus Vorstoßschottern mit einer dünnen Moränenbedeckung. | 300000 500 × 600             | Typ: Drumlin-/G.moränenfeld Art: Schotter, Moräne                                                                                     | kein Aufschluss                | wertvoll                | Landschaftsschutzgebiet                                  |                                               |
| Drumlins NW von Hafenegg                                         |                | 777R013              | Hopferau Position                | Iller-Lech-Jungmoränenregion                                                                                    | Drumlins sind Zeugen der jungpleistozänen Landschaftsgenese. | 10000000 4000 × 2500         | Typ: Drumlin-/G.moränenfeld Art: Schotter, Moräne                                                                                     | kein Aufschluss                | bedeutend               | kein Schutzgebiet                                        |                                               |
| Pöllatfall S vom Schloss Neuschwanstein                          | weitere Bilder | 777R014              | Schwangau Position               | Ammergebirge | Die Steilstufe des Hauptdolomits im Bachtal bildet in einer imposanten Schlucht eine ca. 15 m hohe Wasserfallstufe hinter dem weltbekannten Schloss Neuschwanstein. | 12000 200 × 60               | Typ: Wasserfall, Felswand/-hang Art: Dolomitstein                                                                                     | Prallhang/Flussbett/Bachprofil | bedeutend               | Landschaftsschutzgebiet                                  |                                               |
| Egelseemoos W von Görisried                                      |                | 777R015              | Görisried Position               | Iller-Lech-Jungmoränenregion                                                                                    | Die unregelmäßig geformte Senke weist einen deutlichen Geländeabsatz auf. Im Westen schließt ein trockenes, vorwiegend mit Fichten bestocktes Hochmoor an, im Osten Streuwiesen und ein Niedermoor mit kleinen, offenen Wasserflächen. | 80000 400 × 200              | Typ: Toteisloch Art: Moräne | kein Aufschluss                | wertvoll                | FFH-Gebiet                                               |                                               |
| Lechfall und Klamm S von Füssen                                  | weitere Bilder | 777R016              | Füssen Position                  | Ammergebirge | Zwischen Staats- und Stadtgrenze hat der Lech nach seinem Wasserfall eine tiefe Schlucht eingegraben. Zum Ausbau der Wassergewinnung sind massive Baumaßnahmen über den Lechfall geplant. Der Lech fällt in einem imposanten Wasserfall in fünf Stufen um ca. 12 m vor einer engen Schlucht auf breiter Front ab. | 3600 120 × 30                | Typ: Schlucht, Wasserfall, Bach-/Flusslauf Art: Kalkstein                                                                             | Hanganriss/Felswand            | wertvoll                | Naturdenkmal, Landschaftsschutzgebiet                    | Bayerns schönste Geotope Nr. 8                |
| Ehemaliger Prallhang S von Obergünzburg                          |                | 777R017              | Obergünzburg Position            | Iller-Lech-Region                                                                                               | Sehr schöner, ehemaliger Prallhang mit einer 20 Meter hohen Terrassenkante. | 870000 8700 × 100            | Typ: Prallhang, Terrasse Art: Kies | kein Aufschluss                | wertvoll                | kein Schutzgebiet                                        |                                               |
| Überschliffene Molasserippen NW von Eschenberg                   |                | 777R018              | Halblech Position                | Iller-Lech-Jungmoränenregion                                                                                    | Die annähernd senkrecht stehenden harten Konglomeratfelsen der Weißach-Schichten (Südflügel der Murnauer Mulde) bilden einen auffälligen Rücken im Gelände. Die Härtlingsrippen sind in einem östlichen und einen westlichen Bereich im Gelände deutlich herausmodelliert. Im östlichen Bereich finden sich kleinere Aufschlüsse der Konglomerate. | 25000 500 × 50               | Typ: Härtling, Gesteinsart Art: Konglomerat                                                                                           | Hanganriss/Felswand            | bedeutend               | Naturdenkmal                                             |                                               |
| Riß-Moräne am Ridmonument E von Rieden                           |                | 777R019              | Rieden Position                  | Iller-Lech-Region                                                                                               | Von der umgebenden Fläche aus Terrassenschottern hebt sich die Riß-Moräne mit Ridmonument deutlich ab. | 2340000 3000 × 780           | Typ: End-(Wall-)Moräne Art: Moräne | kein Aufschluss                | wertvoll                | kein Schutzgebiet                                        |                                               |
| Moränen SE von Aitrang                                           |                | 777R020              | Aitrang Position                 | Iller-Lech-Jungmoränenregion                                                                                    | Südöstlich von Aitrang befindet sich eine ost-west-erstreckende Reihe von Moränenhügeln, die eine reizvolle und auffällige Morphologie bilden. | 1410000 4700 × 300           | Typ: End-(Wall-)Moräne Art: Moräne | kein Aufschluss                | bedeutend               | Landschaftsschutzgebiet                                  |                                               |
| Eiszerfallslandschaft mit Findling SW von Kraftisried            |                | 777R021              | Kraftisried Position             | Iller-Lech-Jungmoränenregion                                                                                    | Im Wald nördlich der B12 befinden sich zwei Nord-Süd-orientierte Wallmoränen. Auf der östlichen liegt ein Konglomerat-Block. Der Findling wurde, vermutlich vom Iller-Vorlandgletscher, sehr weit nach Norden transportiert. | 80000 400 × 200              | Typ: Eiszerfallslandschaft, Findling Art: Moräne, Konglomerat                                                                         | Block                          | bedeutend               | kein Schutzgebiet                                        |                                               |
| Glaziale Formen E von Meilingen                                  | weitere Bilder | 777R022              | Pfronten Position                | Iller-Lech-Jungmoränenregion                                                                                    | Östlich von Meilingen finden sich se-nw-streichende Wallmoränen, spätglaziale Schmelzwasserrinnen und Toteislöcher. Bei den Wallmoränen handelt es sich um östliche Seitenmoränen des Lechgletschers, die spätglazialen Schmelzwasserrinnen entwässerten den Füssener Lobus, südlich des Wasenmooses finden sich zahlreiche bis zu 15 m tiefe Toteiskessel. | 3400000 2000 × 1700          | Typ: End-(Wall-)Moräne, Schmelzwassertal, Toteisloch Art: Moräne                                                                      | kein Aufschluss                | bedeutend               | Landschaftsschutzgebiet, FFH-Gebiet                      |                                               |
| Mäander in Drumlin-Landschaft S von Lengenwang                   | weitere Bilder | 777R023              | Seeg Position                    | Iller-Lech-Jungmoränenregion                                                                                    | Mäander des Lengenwanger Mühlbaches. Er dürfte der schönste und am leichtesten zugängliche Mäander im Ostallgäu sein, eingebettet in einer von Drumlins geprägten Landschaft zwischen Lengenwang und Seeg. | 72000 600 × 120              | Typ: Mäander, Drumlin Art: Lehm, Moräne                                                                                               | kein Aufschluss                | bedeutend               | kein Schutzgebiet                                        |                                               |
| Rundhöcker und Toteislöcher bei Weißenbach und Ried              |                | 777R024              | Pfronten Position                | Iller-Lech-Jungmoränenregion                                                                                    | Um Weißenbach und Ried bei Pfronten liegen vom Gletscher abgeschliffene Rundhöcker aus helvetischer Garschella-Formation und Seewerkalk (Großer Josberg) oder Reiselsberger Sandstein des Flysch (Kleiner Josberg, Hörnle) eingebettet in spätglaziale Schotter mit Toteislöchern. | 2090000 1900 × 1100          | Typ: Rundhöcker, Toteisloch Art: Schotter, Kalkstein, Sandstein                                                                       | kein Aufschluss                | wertvoll                | kein Schutzgebiet                                        |                                               |
| Tuffkaskaden am Hängesteg SE von Görisried                       | weitere Bilder | 777R025              | Görisried Position               | Iller-Lech-Jungmoränenregion                                                                                    | Zwischen Wasserwerk und Hängesteg über die Wertach unterhalb von Stadels bei Görisried sind prächtige Kalktuffterrassen ausgebildet. Der Kalktuff baut sich sogar bis in die Wertach hinein auf, bricht dort bei Unterspülung ab und hinterlässt Stufen, über die das Bachwasser in den Fluss fällt. | 2100 70 × 30                 | Typ: Sinterterrassen Art: Kalktuff | Prallhang/Flussbett/Bachprofil | bedeutend               | Landschaftsschutzgebiet, FFH-Gebiet, Vogelschutzgebiet   |                                               |
| Toteislandschaft W von Ried                                      |                | 777R026              | Unterthingau Position            | Iller-Lech-Jungmoränenregion                                                                                    | W von Ried – zwischen Kirnach und dem Brandholzmoos (mit altem Torfabbau, Parzellen in Abb. 4) im Nordwesten und Wertachtal im Südosten – liegt eine hügelige Moränenlandschaft mit zahlreichen Toteislöchern. | 360000 800 × 450             | Typ: Toteisloch Art: Moräne | kein Aufschluss                | bedeutend               | kein Schutzgebiet                                        |                                               |
| Toteisloch-Ensemble NW von Ried                                  |                | 777R027              | Unterthingau Position            | Iller-Lech-Jungmoränenregion                                                                                    | Im Wald am Rande des Schornmooses liegen mehrere Toteislöcher in einer Eiszerfallslandschaft. Die Löcher nördlich der Straße scheinen etwas übertieft. Sie dürften als Schlucklöcher für Oberflächenwasser dienen oder gedient haben und ein Ausspülen von Feinanteilen im Schotter (Subrosion) könnte zu Nachsackungen geführt haben. | 137500 550 × 250             | Typ: Toteisloch, Eiszerfallslandschaft Art: Schotter                                                                                  | sonstiger Aufschluss           | bedeutend               | FFH-Gebiet                                               |                                               |
| Dolinenfeld am Hochholz E von Lengenwang                         |                | 777R028              | Lengenwang Position              | Iller-Lech-Jungmoränenregion                                                                                    | Östlich von Lengenwang und östlich des Lobachs liegen etliche Dolinen. Das Dolinenfeld am Geotoppunkt ist Station am Kleeblattweg Lengenwang Wasser ist Leben. Die Entstehung der Dolinen wird auf Ausspülung von Sand aus Auflockerungszonen im kalkreichen Sandstein der Unteren Süßwassermolasse in der Nähe zum Vorfluter Lobach zurückgeführt. In den aufliegenden Geschiebemergeln bilden sich dann steilwandige Trichter. Die südliche der drei Dolinen weist einen Wasseraustritt mit einem Schluckloch (Ponor) wenige Meter weiter auf. Sie wird leider verfüllt. | 7500 125 × 60                | Typ: Dolinenfeld Art: Mergelstein | Doline/Erdfall                 | bedeutend               | kein Schutzgebiet                                        |                                               |
| Großdoline des Scheinbergkessels SSE von Halblech                |                | 777R029              | Halblech Position                | Ammergebirge | Die große abflusslose Hohlform des Scheinbergkessels ist eine glazial überprägte Doline in einer steilstehenden Schichtfolge aus Kalkgesteinen des Jura. Der Kesselboden liegt mehr als 60 m unter der Schwelle im Nordosten. Zur Zeit der Schneeschmelze bedeckt ein See den Talboden. Das Geotop liegt auf dem Kessel-Rundweg von der Kenzenhütte aus. | 390000 650 × 600             | Typ: Doline, Kar Art: Kalkstein, Kalkmergelstein, Kieselkalkstein                                                                     | Doline/Erdfall                 | wertvoll                | Naturschutzgebiet, FFH-Gebiet, Vogelschutzgebiet         |                                               |
| Karren am Maximiliansweg unter dem Niederstraußberg              |                | 777R030              | Schwangau Position               | Ammergebirge | Nicht weit nach dem Niederstraußbergsattel auf dem Maximiliansweg (und auf der Via Alpina) in Richtung Krähe liegen direkt unterhalb des Wegs lehrbuchartig ausgebildete Karren. Die Karren wurden wahrscheinlich freigelegt, als der Maximiliansweg hier vor langer Zeit als Reitweg angelegt wurde. Derartige Karren bilden sich besonders gut unter Bodenbedeckung aus und ganze Karrenfelder können unter Bodenbedeckung im Umfeld vermutet werden. Die Karren liegen im gut verkarstungsfähigem Wettersteinkalk, der hier marmorartig glänzt. | 28 7 × 4                     | Typ: Karren/-felder Art: Kalkstein | Hanganriss/Felswand            | wertvoll                | Naturschutzgebiet, FFH-Gebiet, Vogelschutzgebiet         |                                               |
| Kar des Schwangauer Kessels E von Hohenschwangau                 |                | 777R031              | Schwangau Position               | Ammergebirge | Der Schwangauer Kessel unterhalb von Gabelschrofen und Niederstraußberg ist die leicht übertiefte Karwanne eines früheren Lokalgletschers. Während der letzten Eiszeit ragten die umgebenden Gipfel des Ammergebirges aus dem Eismeer heraus, waren aber – vor allem nordseitig – Nährgebiet für lokale Gletscher, die in die Talungen abflossen. Das Ferneis des Lechgletschers aus den Zentralalpen konnte nicht in dieses Tal eindringen, die Pässe waren zu hoch. Im Schwangauer Kessel und am Gabelschrofensattel tritt Partnachformation im Kern eines Sattels aus Wettersteinkalk zutage. Die Partnach-Formation besteht hier aus leicht vom Eis ausräumbaren dunkelgrauen Tonmergeln mit zwei mächtigen Kalk-Einschaltungen. Die Tonmergel sind vom Wanderweg aus im Kessel sichtbar und werden auf den letzten Metern hinauf zum Gabelschrofensattel betreten. Im Digitalen Geländemodell mit überlagertem Luftbild (Abb. 4) ist das Kar des Schwangauer Kessels gut sichtbar. (Die Fließstrukturen in den Wettersteinkalkwänden von Krähe und Niederstraußberg aber sind Artefakte: Die wenigen Pixelpunkte aus der senkrechten Luftbildaufnahme sind in Schrägansicht als Linien über die Wand verteilt.) | 200000 500 × 400             | Typ: Kar Art: Kalkstein, Tonmergelstein                                                                                               | sonstiger Aufschluss           | wertvoll                | Naturschutzgebiet, FFH-Gebiet, Vogelschutzgebiet         |                                               |
| Dolinen der Hirschwang-Alpe E von Schwangau                      |                | 777R032              | Halblech Position                | Ammergebirge | An der Hirschwang-Alpe liegt Branderfleck-Formation der Oberkreide transgressiv auf Plattenkalk der Trias. Über die Alpe verstreut liegen zahlreiche Dolinen, an deren Rand die Konglomerate und Brekzien der Branderfleck-Formation erkennbar sind. | 55900 430 × 130              | Typ: Dolinenfeld, Gesteinsart Art: Konglomerat, Kalkstein                                                                             | Doline/Erdfall                 | wertvoll                | Naturschutzgebiet, FFH-Gebiet, Vogelschutzgebiet         |                                               |
| Quellen mit Aufschlüssen im Vilstal                              |                | 777Q003              | Pfronten Position                | Allgäuer Alpen                                                                                                  | Im hintersten Vilstal kurz vor der Grenze zu Tirol entspringen oben im Hang kräftige Quellen aus Gestein der Adnet-Formation. Die Rückverlegung der Quellaustritte hat zum Abbrechen und Abstürzen von Blöcken roten Kalksteins geführt. Einer dieser Blöcke liegt direkt unten an der Straße und zeigt schöne Stielglieder von Crinoiden. Gegenüber, am anderen Talhang der Vils sind dunkle Gesteine sichtbar, die nach der geologischen Karte in die Branderfleck-Formation gestellt werden. | keine Angabe                 | Typ: Störungsquelle, Schichtfolge Art: Tonmergelstein, Kalkstein                                                                      | Felshang/Felskuppe             | wertvoll                | kein Schutzgebiet                                        |                                               |
| Findling Beilstein NNW von Görisried                             |                | 777R033              | Unterthingau Position            | Iller-Lech-Jungmoränenregion                                                                                    | Der in zwei Teile zerfallene Beilstein ist einer der größten Riesenfindlinge des Kemptner Waldes. Der Findling aus Konglomerat mit Gerölldurchmessern bis über 40 cm und hohem Kristallingehalt entstammt nach Müller (2011) eindeutig den Oberen Kojen-Schichten. | 1250 50 × 25                 | Typ: Findling Art: Konglomerat | Block                          | bedeutend               | kein Schutzgebiet                                        |                                               |
| Terrassen der Steinacher Achen W von Steinach                    |                | 777R034              | Pfronten Position                | Allgäuer Alpen                                                                                                  | Westlich von Steinach hat sich die Steinacher Achen mit trichterförmiger Öffnung in spätglaziale Schotter eingetieft und eine markante Terrassenkante geschaffen. Im Digitalen Geländemodell ist die Terrassenkante sehr gut zu erkennen. In der Natur ist sie meist nur dort gut sichtbar, wo die steile Böschung nicht mit Wald oder Buschwerk bestanden ist. Hier, westlich von Steinach, ist das stellenweise der Fall. | 480000 1200 × 400            | Typ: Terrasse Art: Schotter | kein Aufschluss                | bedeutend               | kein Schutzgebiet                                        |                                               |
| Nagelfluh-Aufschluss W von Bad Grönenbach                        | weitere Bilder | 778A001              | Bad Grönenbach Position          | Iller-Lech-Region                                                                                               | Der kaum mehr sichtbare und völlig zugewachsene Nagelfluhaufschluss befindet sich unmittelbar an der Kreisstraße MN 21. Entstanden ist der Aufschluss durch den Abbau von verfestigtem Schotter, welcher stark verwittert ist. Reste Geologischer Orgeln sind an den Bruchwänden zu erkennen. Albrecht Penck ordnet den Schotter dem ältestpleistozänen Grönenbacher Deckenschotter zu. | 350 35 × 10                  | Typ: Standard-/Referenzprofil, Geologische Orgel Art: Konglomerat                                                                     | Kiesgrube/Sandgrube            | wertvoll                | kein Schutzgebiet                                        |                                               |
| Wolfertschwendener Steige E von Wolfertschwenden                 | weitere Bilder | 778A002              | Wolfertschwenden Position        | Iller-Lech-Region                                                                                               | Die Bruchwände bestehen aus konglomerierten Schottern und sind zum Teil bis zur Sohle des Steinbruchs, mit wenig tief ausgeprägten Geologischen Orgeln aufgeschlossen. Die aus nahezu reinen Kalk- und Dolomitgeröllen bestehenden Schotter sind relativ schlecht gerundet und stammen aus dem Günzglazial. | 300 30 × 10                  | Typ: Gesteinsart, Geologische Orgel Art: Konglomerat                                                                                  | Kiesgrube/Sandgrube            | bedeutend               | kein Schutzgebiet                                        |                                               |
| Nagelfluh-Aufschluss NW von Günzegg                              |                | 778A003              | Böhen Position                   | Iller-Lech-Region                                                                                               | Der Nagelfluhaufschluss entstand durch eine ehemalige Kiesgrube und ist stark eingewachsen. Der Aufschluss besteht aus verfestetem Vorstoßschotter und Schottermoräne des Mindelglazials. | 1000 200 × 5                 | Typ: Gesteinsart Art: Moräne, Schotter                                                                                                | Kiesgrube/Sandgrube            | bedeutend               | kein Schutzgebiet                                        |                                               |
| Nagelfluh-Aufschluss W von Ottobeuren                            |                | 778A004              | Ottobeuren Position              | Iller-Lech-Region                                                                                               | Die Brüche des Nagelfluhaufschlusses, südlich von Brüchlins bei Ottobeuren, zeigen kristallinreiche Schotter des Frühglazials. Die Anreicherung von Quarz, Quarzit und Hornstein nimmt dabei von unten nach oben ab. Zu den Hangenden hin werden die Gerölle gröber und kalkreicher. Verfestigte Feinsande der Oberen Süßwassermolasse finden sich an der Sohle des Steinbruchs. | 40 10 × 4                    | Typ: Schichtfolge Art: Konglomerat | Kiesgrube/Sandgrube            | bedeutend               | kein Schutzgebiet                                        |                                               |
| Ehem. Steinbruch bei Frickenhausen                               |                | 778A005              | Lauben Position                  | Iller-Lech-Region                                                                                               | Die ehemalige Kiesgrube schließt ältere Deckenschotter aus dem Günzglazial auf, die zu Nagelfluh verfestigt sind. Gelbe Feinsande aus der Oberen Süßwassermolasse lassen sich an der Sohle des Steinbruchs erkennen. | 200 50 × 4                   | Typ: Gesteinsart Art: Konglomerat | Kiesgrube/Sandgrube            | bedeutend               | kein Schutzgebiet                                        |                                               |
| Nagelfluh-Aufschluss SW von Ottobeuren                           |                | 778A006              | Ottobeuren Position              | Iller-Lech-Region                                                                                               | Roppelt stellt den Nagelfluhaufschluss als bekanntes Beispiel für periglaziale Ablagerungen dar, der auch als Typlokalität für den Ottobeurer Schotter gilt. Die Überlagerung durch typische fluvioglaziale Schotter definiert die zeitliche Einordnung zur Günz-Eiszeit. Der hohe Kristallinanteil von bis zu 20 % und ein geringer Kalkanteil kennzeichnen die Gerölle dieser Sedimente. | 200 40 × 5                   | Typ: Typlokalität, Geologische Orgel, Gesteinsart Art: Konglomerat                                                                    | Kiesgrube/Sandgrube            | wertvoll                | kein Schutzgebiet                                        |                                               |
| Nagelfluh-Aufschluss SE von Bad Grönenbach                       | weitere Bilder | 778A007              | Bad Grönenbach Position          | Iller-Lech-Region                                                                                               | Der Aufbau des Grönenbacher Schotters ist als deutliche Terrassenkante aufgeschlossen. Mit einer gut 2 Meter mächtigen, schräggerichteten Lage aus sehr grobem, matrixgestützten Material beginnt die Abfolge des Aufschlusses. Oberhalb sind Bänke von 1 bis 2 Metern, mit Verfeinerung von grobem Kies an der Basis bis zu Feinsandlagen am Top. Dokumentiert werden diese Ablagerungen als verwilderte Flusssysteme (braided river) des unmittelbaren Gletschervorfeldes. | 800 40 × 20                  | Typ: Gesteinsart Art: Konglomerat | Kiesgrube/Sandgrube            | bedeutend               | kein Schutzgebiet                                        |                                               |
| Molasseaufschluss N von Aubauer                                  |                | 778A010              | Kronburg Position                | Iller-Lech-Region                                                                                               | Die Sandsteinlage ist nördlich des Fußweges an der Kante der Würmterrasse zur holozänen Illerauce aufgeschlossen. Die Klüfte und Schichtflächen werden von Baumwurzeln nachgezeichnet. Der Bach bildet südlich des Weges einen kleinen Wasserfall mit anstehenden Sanden/Sandsteinen. Bis zum Bachbett sind Feinsedimente aufgeschlossen. Obwohl Molassesandsteine an den Terrassenkanten der Iller öfter aufgeschlossen sind, sind diese nicht immer so einfach zugänglich. Da Feinsedimente der Molasse eher selten aufgeschlossen sind, besteht durch den Bach hohes Erhaltungspotenzial. | 260 20 × 13                  | Typ: Gesteinsart, Schichtfolge Art: Sandstein, Sand                                                                                   | Prallhang/Flussbett/Bachprofil | wertvoll                | Landschaftsschutzgebiet                                  |                                               |
| Schichtquellen SE von Katzbrui                                   |                | 778Q002              | Apfeltrach Position              | Iller-Lech-Region                                                                                               | Die natürlichen, gut schüttenden Quellen mit bis zu 17 Litern pro Sekunde treten am Hang zahlreich auf. Die Quellen entspringen dabei zwischen den wasserdurchlässigen Mindeldeckenschottern und den eher wasserundurchlässigen Feinsanden und Mergeln der Oberen Süßwassermolasse. Durch das sehr kalkreiche Wasser entstanden Kalktuffbildungen, sowie eine kleine steinerne Rinne. Die vielen Quellen vereinigen sich zu einem in der Talsohle fließenden Bach. | 8000 200 × 40                | Typ: Schichtquelle, Niedermoor Art: Konglomerat, Mergel                                                                               | kein Aufschluss                | wertvoll                | Landschaftsbestandteil                                   |                                               |
| Geologische Orgeln SSW von Bossarts                              | weitere Bilder | 778R001              | Wolfertschwenden Position        | Iller-Lech-Region                                                                                               | Die Geologischen Orgeln befinden sich südwestlich des Weilers Bossarts bei Wolfertschwenden. Sie bestehen aus runden, glattwandigen, röhrenförmigen Gebilde, die bis zu 14 Meter hoch sind. Die Lösungsverwitterung des aus Kalk und Dolomitgeröll bestehenden Nagelfluhs aus der Günzeiszeit führte zum Entstehen der Geologischen Orgeln, die mit Verwitterungslehm gefüllt sind. Das Konglomerat zeigt kalkalpine Gesteine wie Dolomite, Kalke und rote Hornsteine. Die Schichten wechseln sich dabei zwischen groben Komponenten und sandigen Lagen ab. | 40 20 × 2                    | Typ: Geologische Orgel Art: Konglomerat                                                                                               | Hanganriss/Felswand            | wertvoll                | Naturdenkmal                                             |                                               |
| Toteisloch SW von Herbisried                                     | weitere Bilder | 778R002              | Bad Grönenbach Position          | Iller-Lech-Jungmoränenregion                                                                                    | Das Toteisloch befindet sich südwestlich von Herbisried bei Bad Grönenbach am Rande eines kleinen Waldes. Die mäßig eingetiefte Hohlform zeigt eine von der Umgebung auffallend abweichende Vegetation auf. Der anmoorige Boden ist stellenweise nass, jedoch weitgehend verlanded. Entstanden ist das Toteisloch durch Hohlraumbildung durch Eiszerfall am Gletscherrand des ausgehenden Hochglazials der Würmeiszeit. | 1000 50 × 20                 | Typ: Toteisloch Art: Moräne | kein Aufschluss                | wertvoll                | kein Schutzgebiet                                        |                                               |
| Trompetentälchen NE von Ziegelberg                               | weitere Bilder | 778R003              | Bad Grönenbach Position          | Iller-Lech-Jungmoränenregion                                                                                    | Das größte Trompetental des Allgäus entstand während der letzten Eiszeit. Es weitet sich trichterförmig nach Norden, gleich eines Trompetenhalses. Nördlich des Ortes Ziegelberg liegt eine äußerste, zum Teil umschotterte Wallgruppe. Eine Erosionsrinne zerschneidet die würmeiszeitlichen Moränenwälle, der auch die Eisenbahnlinie folgt. | 2520000 3600 × 700           | Typ: Trompetental Art: Moräne, Schotter                                                                                               | kein Aufschluss                | wertvoll                | kein Schutzgebiet                                        |                                               |
| Nagelfluhfelsen am Falken NE von Ittelsburg                      | weitere Bilder | 778R004              | Bad Grönenbach Position          | Iller-Lech-Region                                                                                               | Der historisch bedeutende Nagelfluhaufschluss am nordöstlichen Hang des Falken zeigt Schotterkonglomerate von Ablagerungen der Schmelzwässer aus den Gletschern der Günzeiszeit. Die Herkunft der Gerölle ist großteils kalkalpin. Da nur wenige Stücke kantengrundet und die meisten Stücke eckig sind, lässt sich darauf schließen, dass der Kies in den Gletscherflüssen nicht weit transportiert und die Gletscherstirn in nächster Nähe lag. | 1500 50 × 30                 | Typ: Felswand/-hang Art: Konglomerat                                                                                                  | Hanganriss/Felswand            | wertvoll                | Landschaftsschutzgebiet                                  |                                               |
| Zeller Hochterrasse N von Bad Grönenbach                         |                | 778R005              | Bad Grönenbach Position          | Iller-Lech-Region                                                                                               | Zu den klassischen Forschungsgebiete der Quartärgeologie gehört das Gebiet zwischen Memmingen und Bad Grönenbach. Die deutlich gegliederten Schotterterrassen erlaubten es Albrecht Penck die Mehrgliedrigkeit des Pleistozäns nachzuweisen. Die rißzeitliche Hochterrasse begrenzt dabei den würmeiszeitlichen Talgrund. Im Westen wird die Hochterrasse ihrerseits von der mindeleiszeitlichen Terrasse überragt. | 93000 3100 × 30              | Typ: Terrasse Art: Konglomerat | kein Aufschluss                | bedeutend               | kein Schutzgebiet                                        |                                               |
| Terrasse zwischen Heimertingen und Fellheim                      |                | 778R006              | Fellheim Position                | Iller-Lech-Region                                                                                               | Die würmeiszeitliche Niederterrasse überragt den Talgrund um 13 Meter. Aufgrund des Vorkommens von Gelbem Lein (Linum Flavum) in einem kurzen Abschnitt, wurde dieser als Naturdenkmal ausgewiesen. | 60000 4000 × 15              | Typ: Terrasse Art: Schotter | kein Aufschluss                | bedeutend               | Naturdenkmal                                             |                                               |
| Illertal WSW von Bad Grönenbach                                  |                | 778R007              | Bad Grönenbach Position          | Iller-Lech-Region                                                                                               | Der teilweise eingewachsene Aufschluss am Prallhang zeigt Schichten der Oberen Süßwassermolasse. Das hydrodynamische Flusssystem der Iller ist durch die Staustufen beeinträchtigt. | 8400000 7000 × 1200          | Typ: Prallhang, Schichtfolge Art: Schotter                                                                                            | Prallhang/Flussbett/Bachprofil | bedeutend               | Landschaftsschutzgebiet, FFH-Gebiet                      |                                               |
| Hochterrasse zwischen Egg und Lauben                             |                | 778R008              | Egg an der Günz Position         | Iller-Lech-Region                                                                                               | Die maximal 12 m hohe rißeiszeitliche Hochterrasse ist aufgrund ihres Baumbestandes nur selten deutlich sichtbar, vom Talrand der holozänen Talaue abgesetzt. | 63000 1800 × 35              | Typ: Terrasse Art: Konglomerat | kein Aufschluss                | bedeutend               | kein Schutzgebiet                                        |                                               |